# Grand Autel de Pergame
Vous lisez un « bon article » labellisé en 2023.
Pour les articles homonymes, voir Autel de Zeus.
Le Grand Autel de Pergame, ou autel de Zeus à Pergame ou encore le Grand Autel (à Pergame), est un monument religieux élevé à l’époque hellénistique sur l’acropole de la ville de Pergame, sous le règne d’Eumène II (197-159 av. J.-C.). Ses frises monumentales représentent une gigantomachie, victoire des Dieux sur les Géants, et l’histoire de Télèphe, fondateur légendaire de Pergame. Elles constituent l’un des chefs-d’œuvre de la sculpture grecque antique et représentent l’apogée du « baroque hellénistique ». L’autel fit, à une époque, partie de la liste des merveilles du monde. On ignore 
quelles divinités y étaient honorées.
Après sa destruction au VIe siècle, certains de ses éléments sont remployés pour la construction de fortifications au VIIe siècle ou au début du VIIIe siècle, et il est réduit à son soubassement. Découvert en 1871 par l’ingénieur allemand Carl Humann, il est transporté et reconstitué à Berlin en 1886, aux termes d’un accord de 1879 entre l’Empire allemand et l’Empire ottoman ; il est désormais partiellement reconstitué au musée de Pergame, l'un des musées d'État (Staatliche Museen) de Berlin. Depuis plusieurs décennies, l’État turc réclame sa restitution, en vain.
La restauration du monument est en cours. La réouverture envisagée pour 2023, dans le cadre d’un grand plan de rénovation des Staatliche Museen est reportée à 2027 voire 2037.

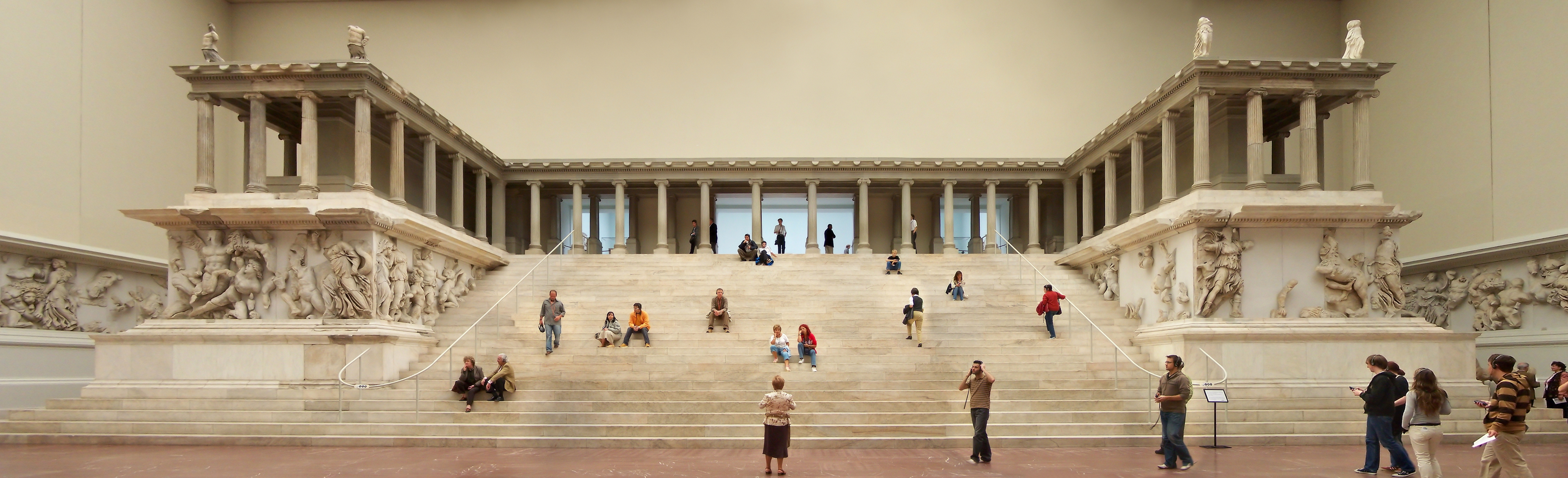
Le Grand Autel de Pergame, reconstitué au musée de Pergame, Musées d'État de Berlin.

## Pergame
Pergame était la capitale des Attalides, dont le royaume hellénistique s'émancipe au milieu du IIIe siècle av. J.-C. de la tutelle séleucide. Les rois qui s’y succédèrent y bâtirent des monuments symbolisant leur puissance, inspirée par les grandes cités de la Grèce classique.

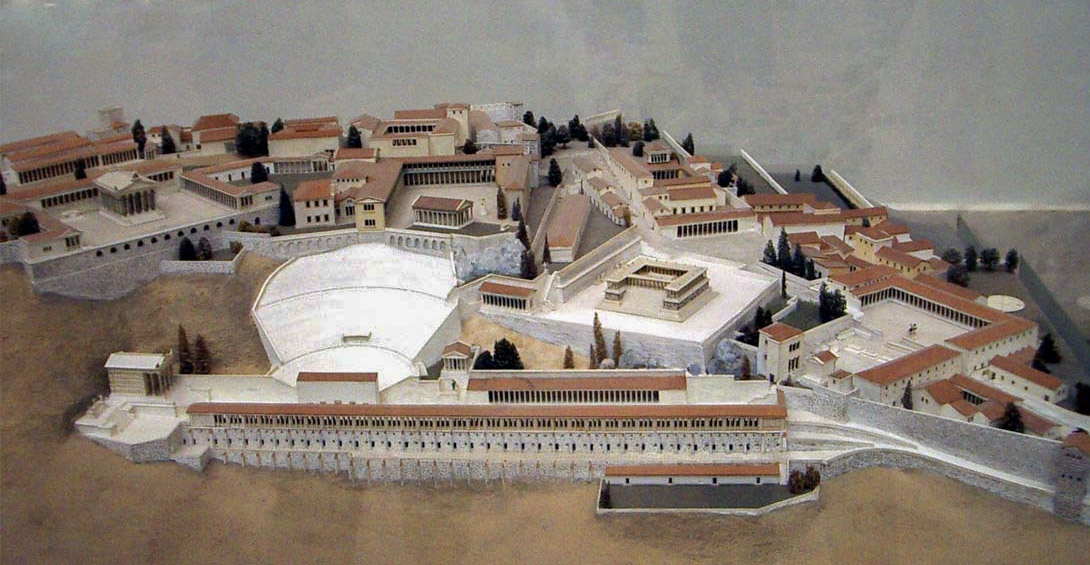
Maquette de la partie haute de Pergame, avec le Grand Autel au centre, musée de Pergame.

Toutefois, contrairement aux grandes cités grecques, la ville est au cœur d’un large royaume, et n’est donc plus une cité-état, mais le lieu où se concentre la puissance économique et politique de toute une région, ce qui explique son urbanisme moins fonctionnel, mais plus monumental. Cette course à l’architecture glorieuse s’inscrit dans un contexte de rivalité politique et intellectuelle entre les grandes cités hellénistiques, notamment avec la capitale des Ptolémées, Alexandrie.
Pergame, construite sur une hauteur (335 m), est la superposition de trois villes, réunies les unes aux autres par des escaliers, avec des belvédères, des terrasses supportant des portiques à deux étages. Dans la ville haute se trouvent les bâtiments administratifs et civiques : agora, palais, arsenal, bibliothèque, théâtre, temples de Dionysos, d’Athéna Polias et le Grand Autel (voir maquette). Dans la ville moyenne se situent un magnifique gymnase, les temples de Déméter et d’Héra Basileia, et le Prytanée. La ville basse constitue le centre commercial.
Admirable réussite architecturale, la ville est au centre d’un riche terroir (blé, oliviers, vignes, élevage). L’industrie est différenciée (parfums, draps fins, parchemins). La bibliothèque de Pergame rivalise avec celle d’Alexandrie (200 000 volumes selon Plutarque), le palais royal renferme un véritable musée de sculpture. Elle est fameuse pour son école de rhéteurs, ses ateliers de sculpteurs, et ses artistes dionysiaques en font le principal foyer de l’art dramatique.

## Rares évocations antiques de l'autel
Malgré le caractère exceptionnel de l’œuvre, seul Lucius Ampelius, dont l’activité se situerait au IIIe siècle apr. J.-C., la répertorie parmi les merveilles du monde : « À Pergame, un grand autel de marbre, haut de quarante pieds, avec de très grandes sculptures. En outre, il présente une gigantomachie. » Ce témoignage apporte quelques informations : c'est le monument le plus connu de Pergame, remarquable par sa hauteur, environ 12 mètres, et sa décoration, mais il n'est pas désigné par le ou les noms des divinités qu'il honore.

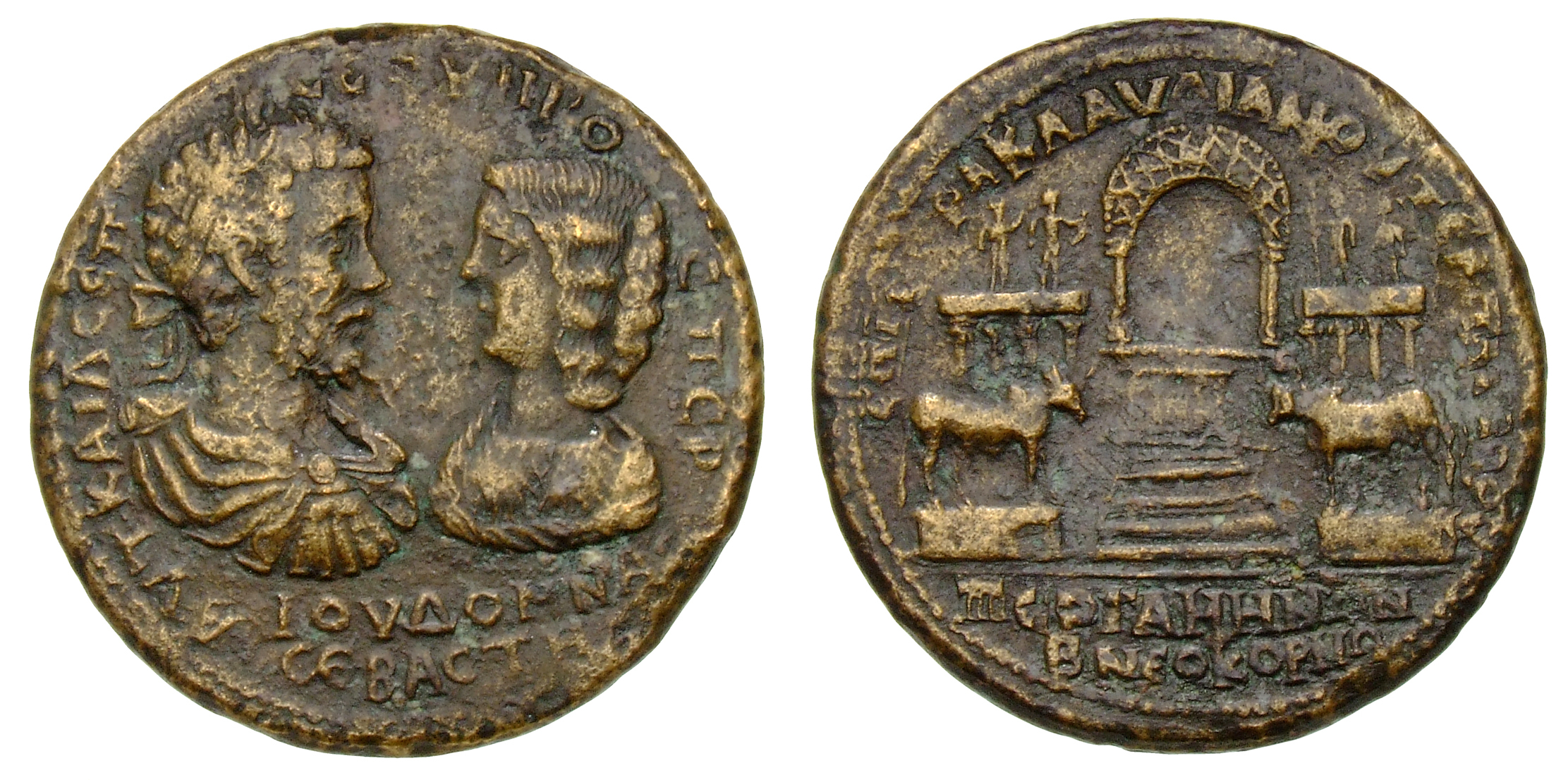
Monnaie de Septime Sévère émise à Pergame, image du Grand Autel.

En 1901, l'archéologue Antoine Héron de Villefosse fait le rapprochement entre le revers d'une monnaie de bronze émise à Pergame sous Septime Sévère (193-211) et les reconstitutions du Grand Autel. Il reconnaît l'autel entouré de portiques à quatre colonnes et précédé d'un escalier monumental. Cette figuration montre aussi des éléments décoratifs inconnus des archéologues : l'autel est surmonté d'un baldaquin en dôme, des statues de personnages se dressent sur les portiques, deux statues colossales de zébu encadrent le bas de l'escalier. Il est toutefois impossible de savoir de quand datent ces décorations monumentales. Sont-elles présentes dès l'origine ou sont-elles des ajouts d'époque impériale romaine ?
Dans un passage de l'Apocalypse, composée vers la fin du Ier siècle, Pergame est citée : « À l'ange de l'église de Pergame, écris : […] je sais où tu résides, là où se trouve le trône de Satan. » Selon Volker Kästner, cette expression pourrait renvoyer au Grand Autel, monument le plus spectaculaire de la cité, évoquant un trône avec ses deux avancées et entouré des figures monstrueuses de la gigantomachie. Mais l'invective peut aussi concerner d'autres monuments religieux de Pergame comme le sanctuaire d'Asclépios, voire la cité entière, devenue lieu de culte impérial romain, dont le rejet par les chrétiens fut un motif pour les premières exécutions.

## Description de l’autel

### Esplanade de l'autel

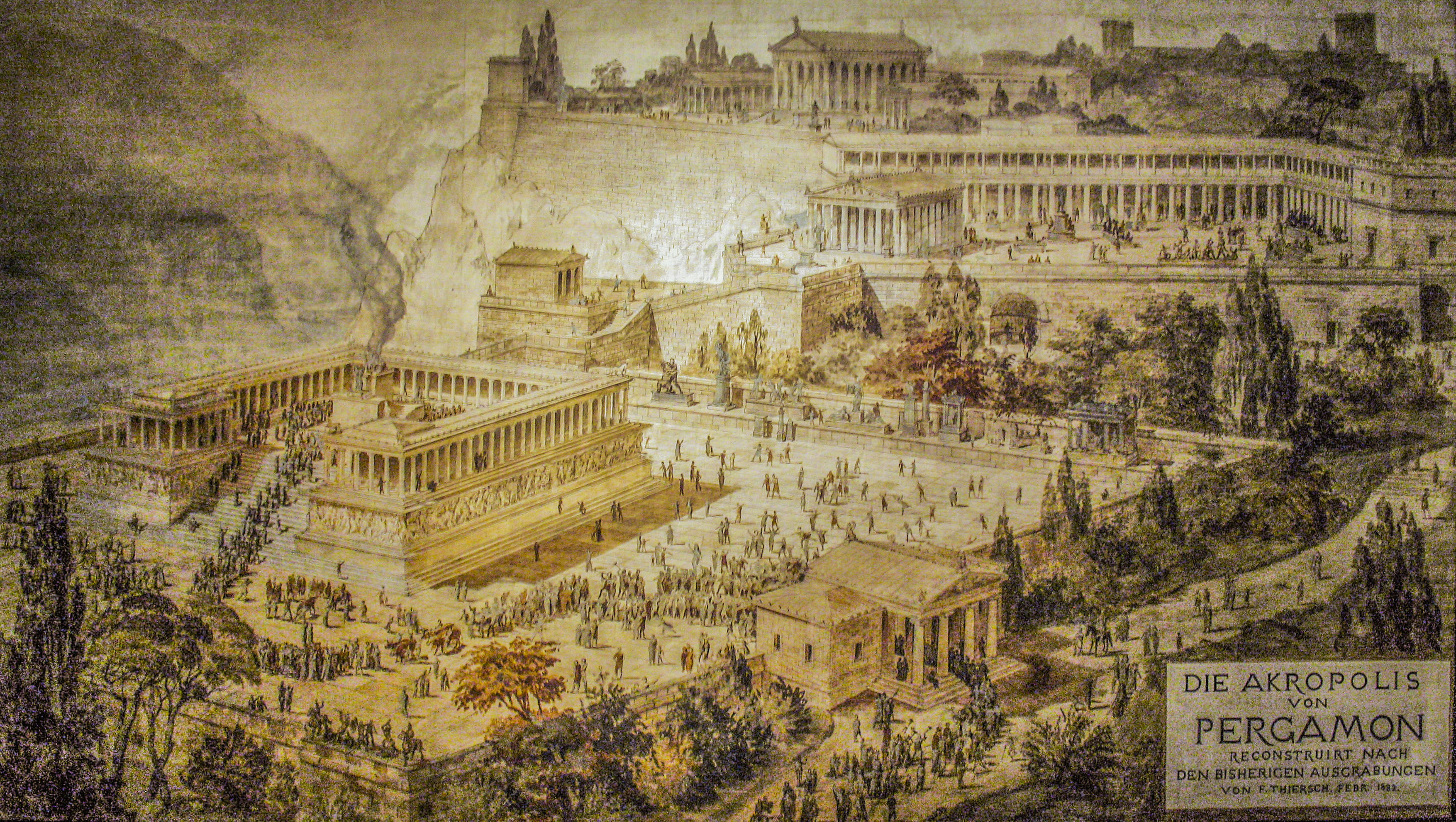
Procession sur l'esplanade du Grand Autel. Dessin imaginé par Friedrich von Thiersch, 1882.

L'esplanade où se trouve l'autel est aménagée par-dessus des constructions antérieures. Elle a nécessité pour son nivellement d'entailler la roche dans sa partie nord, et de combler des habitations dans sa partie sud. Elle crée ainsi un espace entre, au nord, le sanctuaire d'Athéna qui la surplombe de 25 mètres et, au sud, l'agora supérieure qu'elle domine de 14 mètres. Les archéologues n'ont pas trouvé la trace d'un revêtement dallé de cette surface. Elle offre une vue dégagée vers l'ouest et environ 275 mètres plus bas, sur la vallée du Sélinous, affluent du Caïque.

### Bâtiment

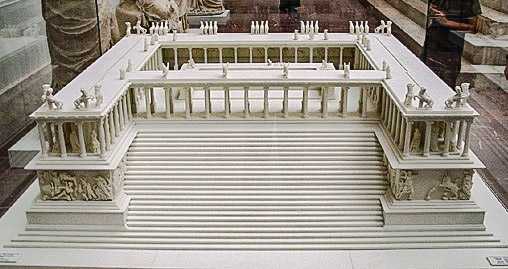
Maquette de l'autel, musée de Pergame, Berlin. Réalisation Wolfram Hoepfner.

Le bâtiment suit le schéma monumental gigantesque traditionnel en Grèce de l’Est (Ionie). Les fondations en tuf mesurent 36,82 × 34,17 mètres selon les relevés les plus récents. L'autel consiste en une vaste plate-forme entourée d’un mur doublé d’une colonnade ionique. De chaque côté de l’estrade, une aile enserre l’escalier monumental de 24 marches et de presque 20 mètres de largeur qui mène à une cour fermée, ceinte d’une colonnade extérieure, où devaient se dérouler les sacrifices. Suivant la tradition ionienne, l’autel est placé sur une large base à trois degrés de marbre (crépis) qui fait corps avec l'ensemble architectural et mesure 35,95 × 33,58 mètres.
Les frises sur le pourtour de l’estrade représentent sur 110 mètres de longueur une gigantomachie, c’est-à-dire le combat entre les Géants, fils de Gaïa, et les dieux de l’Olympe. La frise sous le double portique de la cour, haute de 1,10 mètre pour 90 mètres de long, représente l’histoire de Télèphe, fils d’Héraclès et fondateur légendaire de Pergame. Enfin, sur le toit des colonnades, des acrotères prennent la forme de chevaux, griffons ou lions. Une reconstitution récente suggère que des statues occupaient les entrecolonnements. Ainsi, le groupe dit des « Petits Gaulois » ou « Petits Galates » pourrait être placé sur la bordure de l’autel. Malgré cette profusion, l’œuvre est incomplète : certaines décorations des colonnades supérieures et la frise de Télèphe sont inachevées.

### Dédicace fragmentaire
De l’inscription dédicatoire de l’architrave, il ne reste que deux fragments de 55,6 cm et 63,7 cm, découverts en remploi dans un mur d'une fortification turque. Chacun ne porte que cinq ou six lettres lisibles. L’un des fragments contient les lettres ]Σ N AΓAΘ[, complétées selon une formulation retrouvée sur d'autres inscriptions de l'époque de la façon suivante : « pour les bienfaits passés » ou « pour les immenses bienfaits », ce qui renvoie à la raison de la dédicace, pour des bienfaits prodigués par les Dieux ou induits par l'action du roi. L'autre inscription permet de reconstituer le mot au génitif [ΒΑ]ΣΙ[Λ]ΙΣΣ[HΣ], « de la reine ».
La dédicace suivrait donc un énoncé comme « tel roi, fils de tel roi et de telle reine, pour les immenses bienfaits, a dédié à telle(s) divinité(s) », ce qui ne permet pas de savoir qui est le dédicant du monument, ni à quelle(s) divinité(s) il était consacré : on donne donc à l’autel le nom conventionnel de « Grand Autel ».

### Date de construction
L’inscription fait référence à une reine désignée comme reine-mère par le génitif, qui peut être soit Apollonis, épouse d’Attale Ier et mère d’Eumène II et Attale II, soit Stratonice IV, épouse d'Eumène II et mère d'Attale III. Le Grand Autel peut donc être daté après la mort d’Attale Ier, en 197 av. J.-C. On admet généralement que la décision de l'édification du Grand Autel se situe au début du règne d’Eumène II, après la paix d’Apamée de 188 av. J.-C., période où le royaume de Pergame atteint son apogée. On a longtemps placé la date de début de la construction vers 180 av. J.-C., la frise de la gigantomachie aurait été réalisée entre 170 et 165 av. J.-C., celle de la Téléphie à partir de 160 environ, les travaux s'arrêtant à la mort d'Eumène II en 158 av. J.-C.. Dans les années 156-154 av. J.-C., Attale II livre une guerre contre Prusias II de Bithynie qui menace directement la cité de Pergame. Le remplacement de Prusias par son fils Nicomède II sous l'influence d'Attale est marqué par une inscription datée de 149 av. J.-C., qui qualifie ce succès de sources « des plus grands bienfaits », formulation qui rappelle celle de la dédicace du Grand Autel. Les travaux du Grand Autel auraient pu reprendre, mais sans atteindre l'achèvement complet.
Les fouilles du XIXe siècle ignoraient les méthodes stratigraphiques modernes. Quelques couches restées intactes dans les substructions du bâtiment ont été explorées en 1961, puis en 1994. L'étude des tessons de bols mégariens découverts dans les niveaux de fondation confirme dans un premier temps les dates de début des travaux admises par les historiens, vers 182 ou 184 av. J.-C., dates des victoires d'Eumène II contre Prusias Ier ou contre les Galates. Les réexamens ultérieurs avancent cette date, pour la replacer dans les années 160 av. J.-C., selon l'avis de de Peter J. Callaghan publié en 1981, ou vers 170 av. J.-C. pour celui de Gioia De Luca publié en 1999.

### Décor: la gigantomachie
Tout comme la centauromachie (combat entre les centaures et les Lapithes) et l’amazonomachie, la gigantomachie constitue un thème iconographique très populaire dans la Grèce antique : elle représente la victoire des dieux de l'Olympe, commandés par Zeus et aidés par le mortel Héraclès, contre les Géants, fils monstrueux de Gaïa et d'Ouranos. La frise fait le tour du Grand Autel sur une longueur de 113 mètres, elle est composée de 120 panneaux hauts de 2,30 m, d’une largeur variable (comprise entre 60,5 cm et 1,63 cm, en moyenne entre 70 cm et un mètre) et épais de d'environ 50 cm. Cette épaisseur a permis aux sculpteurs de détacher les figures en haut-relief. Chaque panneau est conçu pour représenter une figure importante. Les carrières d'origine du matériau, un marbre gris-bleuté de qualité, ne sont pas de la région de Pergame. L'analyse isotopique de prélèvements a démontré qu'il était importé depuis l'île de Proconnèse, dans la mer de Marmara.
Ce qui subsiste de la frise montre plus d'une centaine de figures, qui étaient identifiées individuellement : le nom des divinités est inscrit sur la corniche supérieure, et en caractères plus petits sur l’assise inférieure pour les Géants. Certains blocs de corniche peuvent être positionnés d'après des marques des tailleurs de pierre, mais la plupart des inscriptions sont perdues. Certaines divinités peuvent aussi être reconnues par leurs attributs, par exemple Zeus et son foudre ou Niké, victoire ailée tendant une couronne. D'autres identifications sont incertaines et donnent lieu à diverses propositions. On ne recense que vingt-deux noms de Géants, complets ou reconstitués, pour au moins soixante-quatre figurés et, à l’exception de cinq noms, aucun ne nous est connu par la tradition littéraire : Hans-Joachim Schalles suppose que les sculpteurs se sont fondés sur un poème épique qui aurait été écrit à la cour de Pergame. Le nom des sculpteurs est aussi inscrit sur la moulure supérieure du monument, sous la formulation « Untel fils d'Untel a fait ». Seize fragments de ces signatures ont été retrouvés, donnant quelques noms inconnus par ailleurs.
Selon un usage classique constaté notamment sur la frise du Parthénon, les figures sculptées de l'autel de Pergame étaient polychromes sur un fond uni et sombre, complétées d'éléments ajoutés métalliques, comme le foudre étincelant brandi par Zeus. Toute cette ornementation a disparu, seuls d'infimes indices de coloration sont discernés sur le globe oculaire de certaines figures.
Le style pergaménien, qu’on a pu qualifier de « baroque hellénistique », atteint avec la Gigantomachie son apogée : la frise est en effet la plus grande et l'une des dernières créations de la sculpture monumentale grecque. La recherche du réalisme extrême se retrouve dans la représentation exacerbée des mouvements qu'exige l'expression du pathétique et la cruauté du sujet épique. L'effet du trompe-l'œil est une caractéristique du baroque, maîtrisée par les sculpteurs de la Gigantomachie, qui ont su, avec la technique du haut-relief et des creusements ombreux, créer l'illusion de la profondeur.

Le baroque pergamien : pathétique et mouvementé. Réalisme des détails, intensité des scènes.
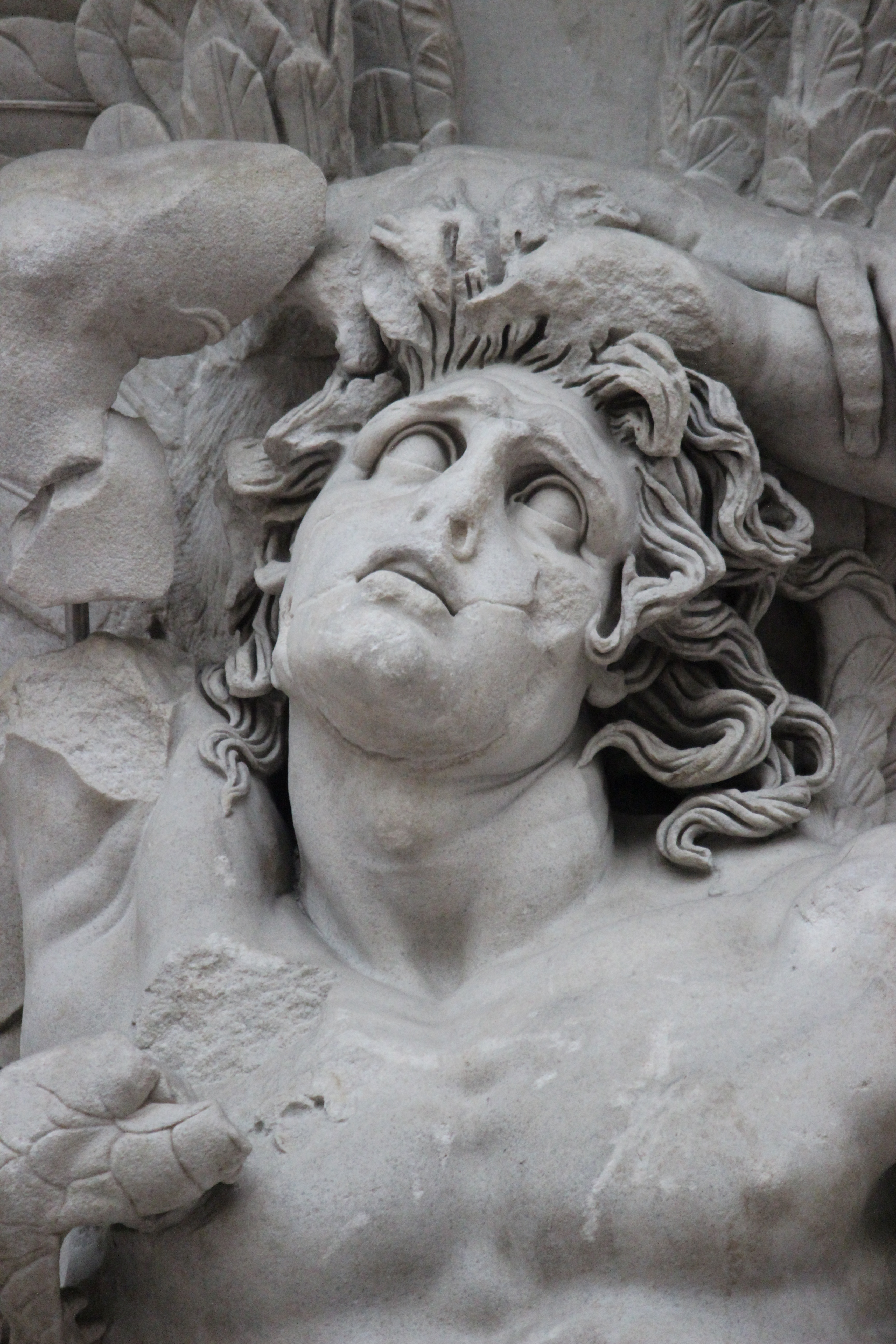
Alcyon, bouche ouverte, sourcils froncés, front ridé.
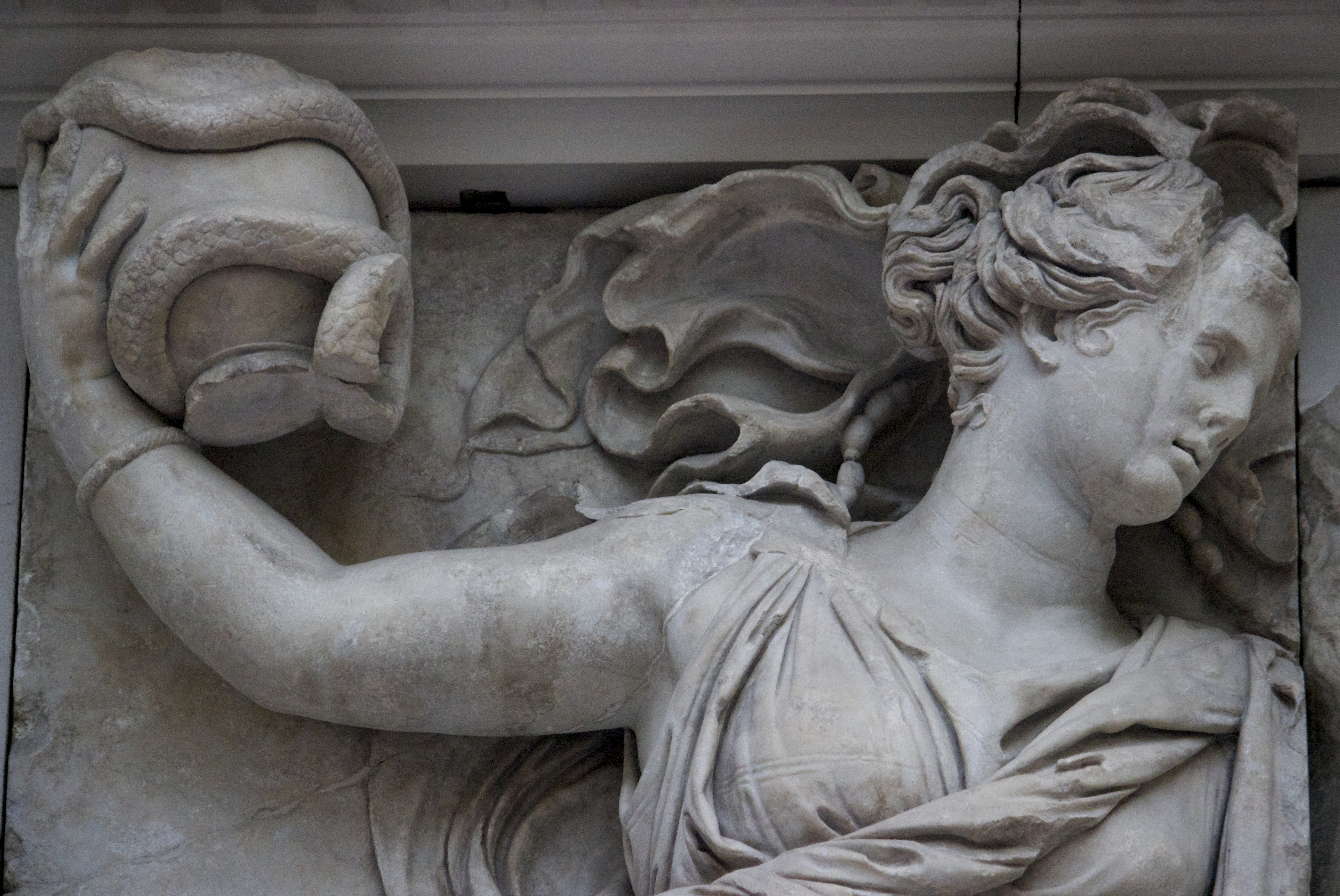
Rendu du mouvement d'une des Moires.
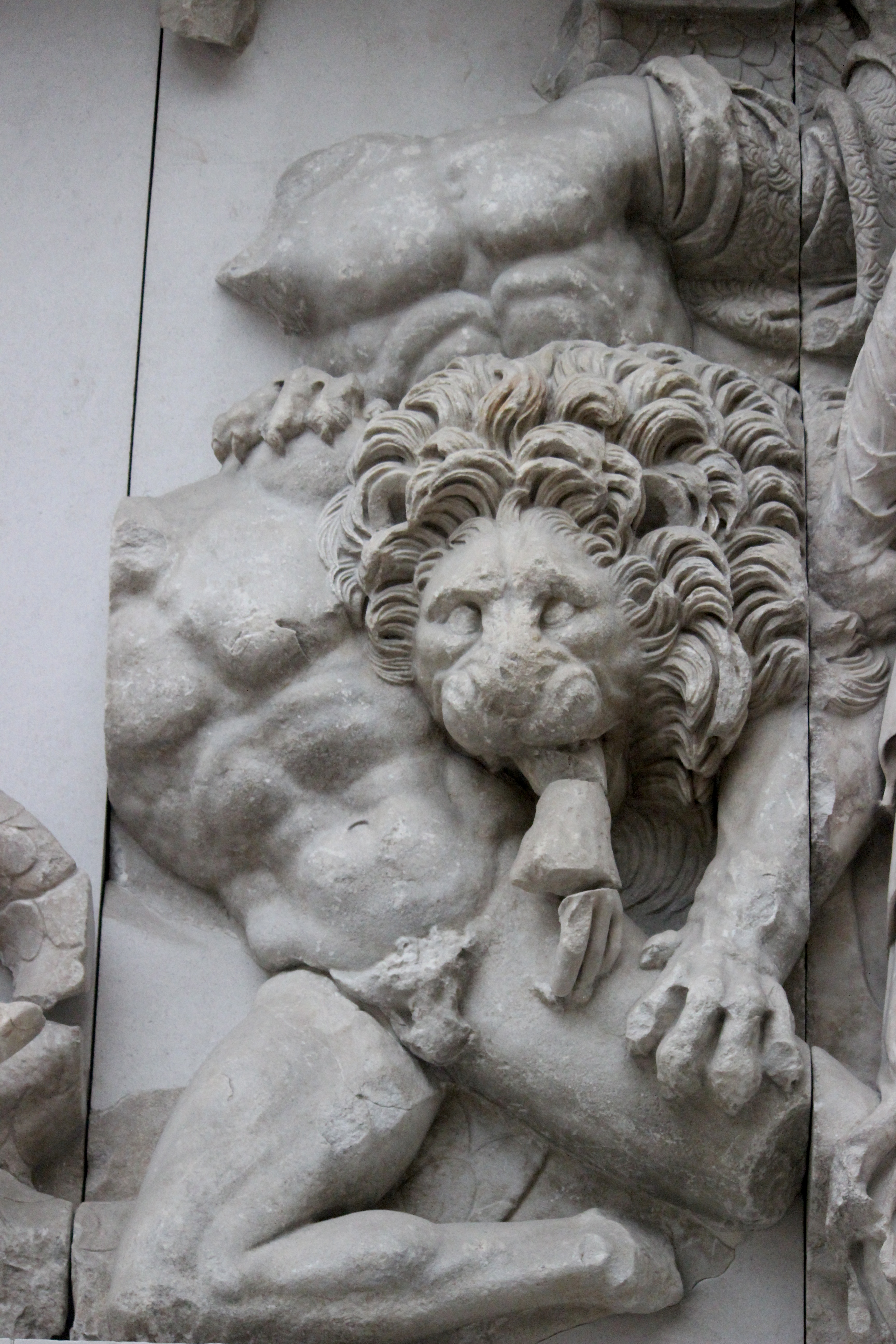
Suggestion de deux plans.
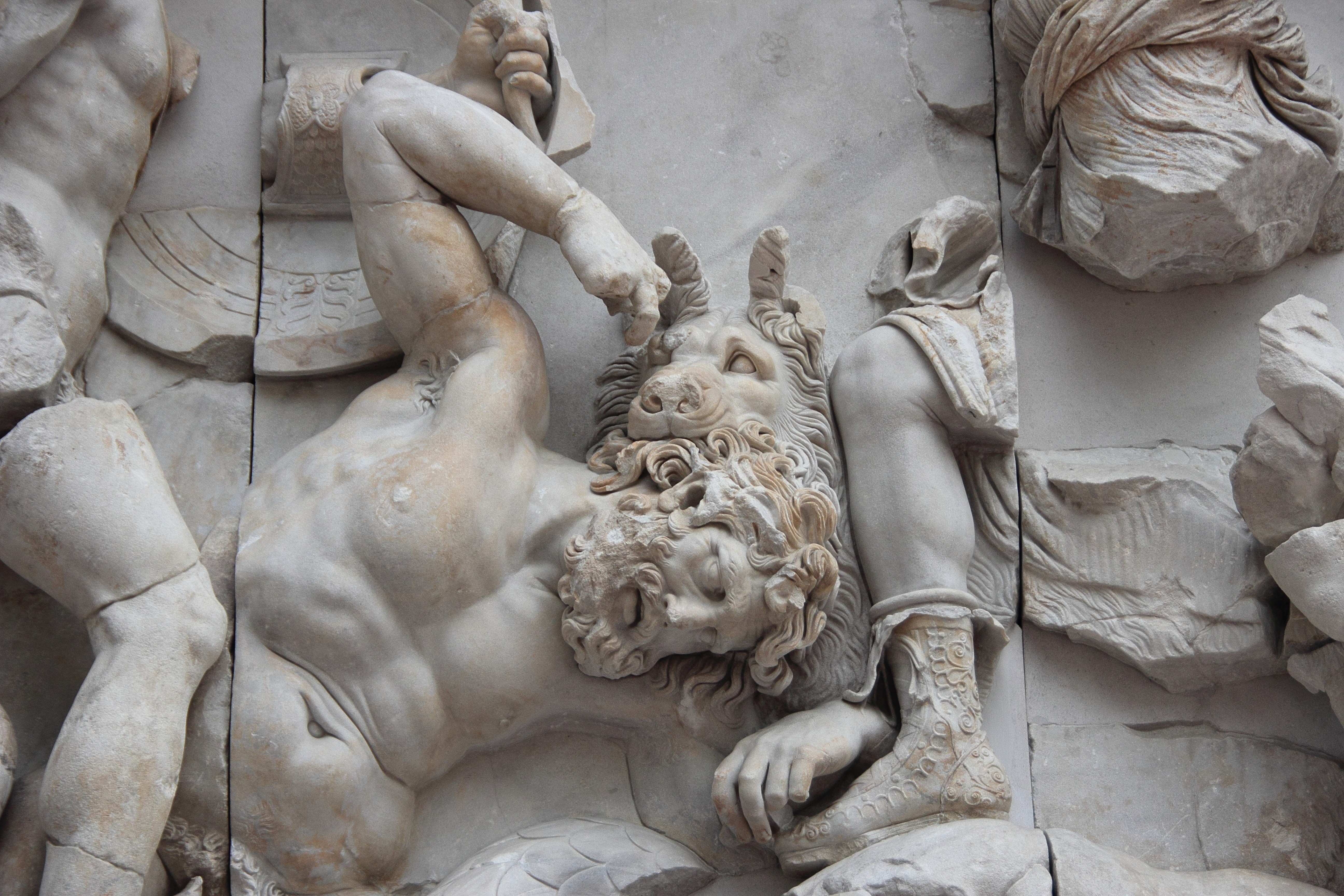
Corps convulsé en haut-relief, finesse d'une chaussure.
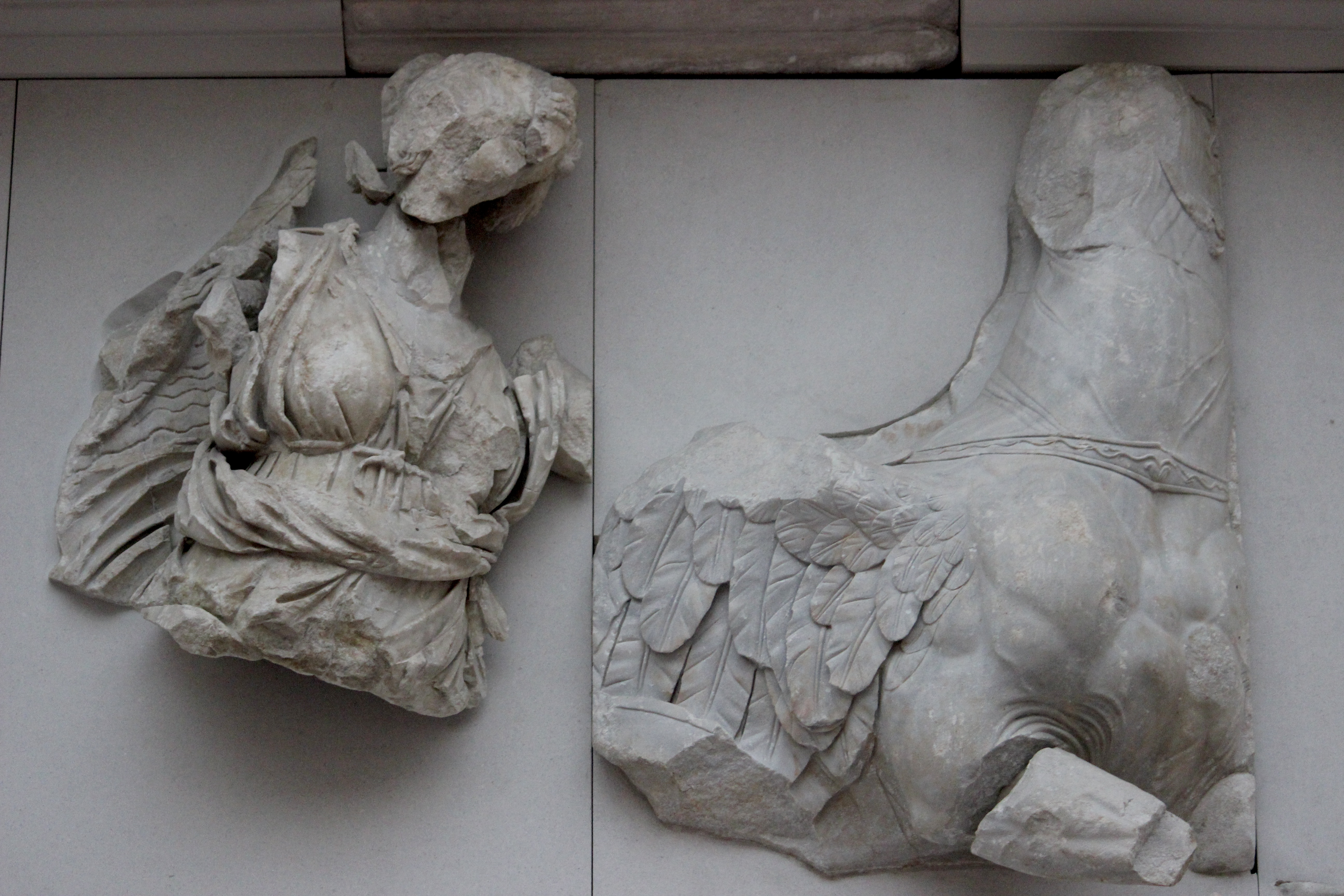
Panneau d'Héra, finesse des détails : aile d'un pégase et modelé d'un vêtement féminin.

On a voulu donner à la lutte victorieuse des Olympiens contre les Géants une signification politique et allégorique, célébration de la victoire d'Eumène II sur les Galates en 166 av. J.-C. ou bien de celles sur Antiochos III en 189 av. J.-C. ou sur Prusias Ier en 182 av. J.-C.. La victoire est aussi celles des femmes : aux côtés des vingt-et-un dieux figurés, y compris l'enfant Éros, trente-trois déesses participent aux combats. Pour François Queyrel, cette présence féminine massive traduit l'importance de la reine Apollonis, mère divinisée d'Eumène II et d'Attale II. Sans chercher de correspondance avec un événement, ce monument ambitieux serait simplement l'affirmation de la puissance du royaume de Pergame.

### Décor: la Téléphie

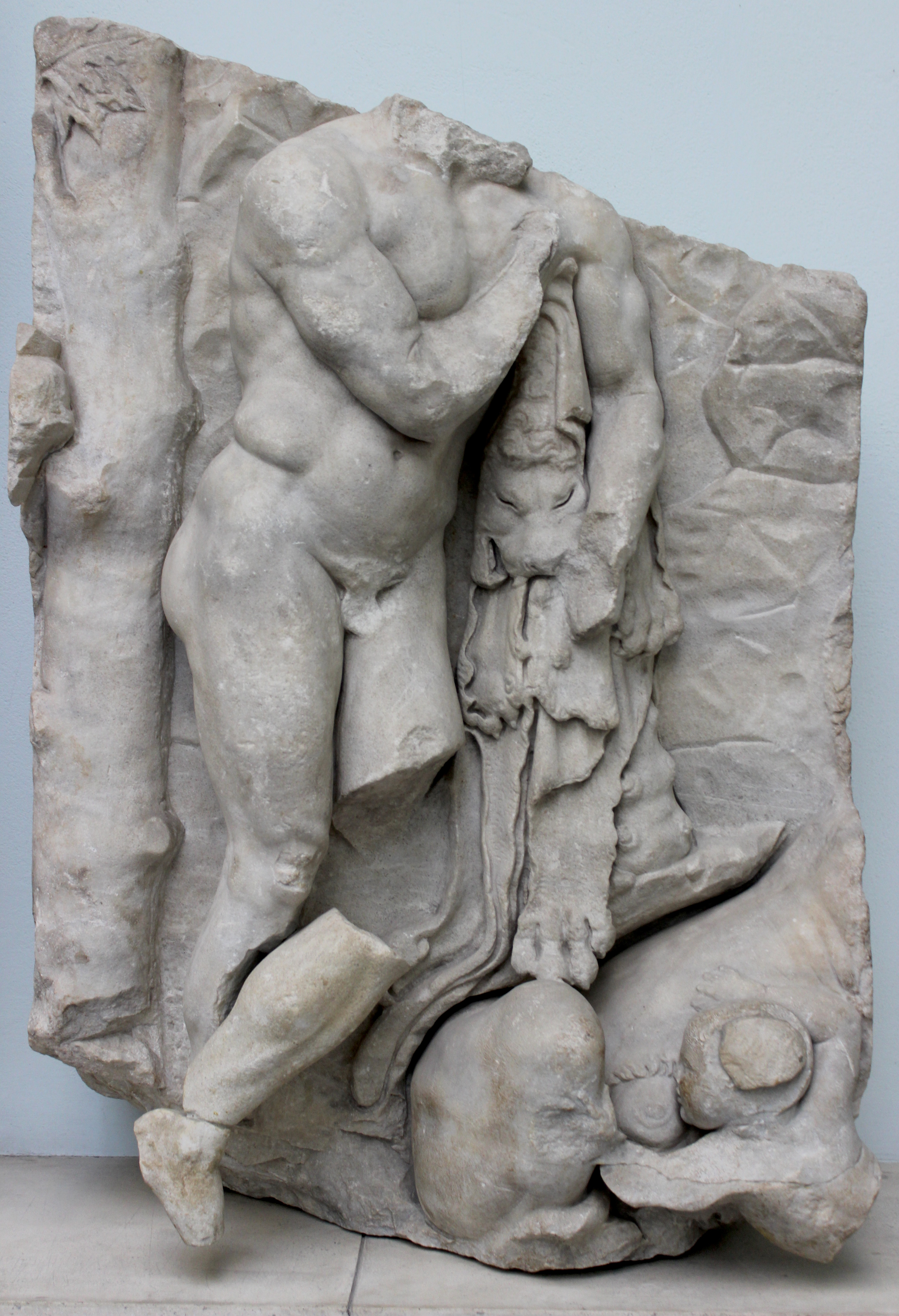
Héraclès et un nourrisson, premier panneau découvert de la frise de Télèphe.

La frise de Télèphe offre un style plus apaisé. Elle est constituée de panneaux de 1,58 m de haut, de largeur variable (de 0,67 à 1,055 m de largeur) et de 35 à 45 cm d’épaisseur. Une partie d’entre eux a été découverte dans une muraille bâtie au VIIIe siècle pour défendre la ville contre les Arabes, située à 80 mètres environ de l’emplacement du Grand Autel. La frise est rapidement identifiée par Alexander Conze et Carl Robert comme une Téléphie d’après un panneau montrant Héraclès près d'un nourrisson allaité par un animal. Les commentateurs s’accordent pour la rattacher au Grand Autel. En effet, ce dernier est le seul monument d’envergure suffisante pour accueillir une frise de ces dimensions. En outre les panneaux retrouvés sont voisins de ceux de la Gigantomachie. Selon la reconstitution du monument, la frise de Télèphe est abritée sous les trois côtés de la double colonnade qui entoure la plate-forme supérieure, et n'est visible que des initiés qui accèdent à ce niveau et font le tour de la colonnade.
Après l’allusion aux victoires de Pergame, ce sont ses origines mythologiques qui sont représentées. Télèphe est un héros connu des Grecs, dont l'épopée sert d'inspiration aussi bien pour les tragédiens que pour les peintures de vases. Il aurait fondé Pergame, les Attalides le revendiquent comme leur ancêtre et les habitants de Pergame s'affirment comme les descendants des compagnons arcadiens de Télèphe, donc comme des Grecs authentiques.
Contrairement à la vision de la gigantomachie, vue simultanée d'un même épisode, la composition est ici narrative : chaque panneau raconte un épisode de la vie du héros. Les sculpteurs ont rassemblé plusieurs traditions mythographiques, dont certaines ne sont pas conservées par ailleurs, pour former un récit continu.

### Disposition des statues

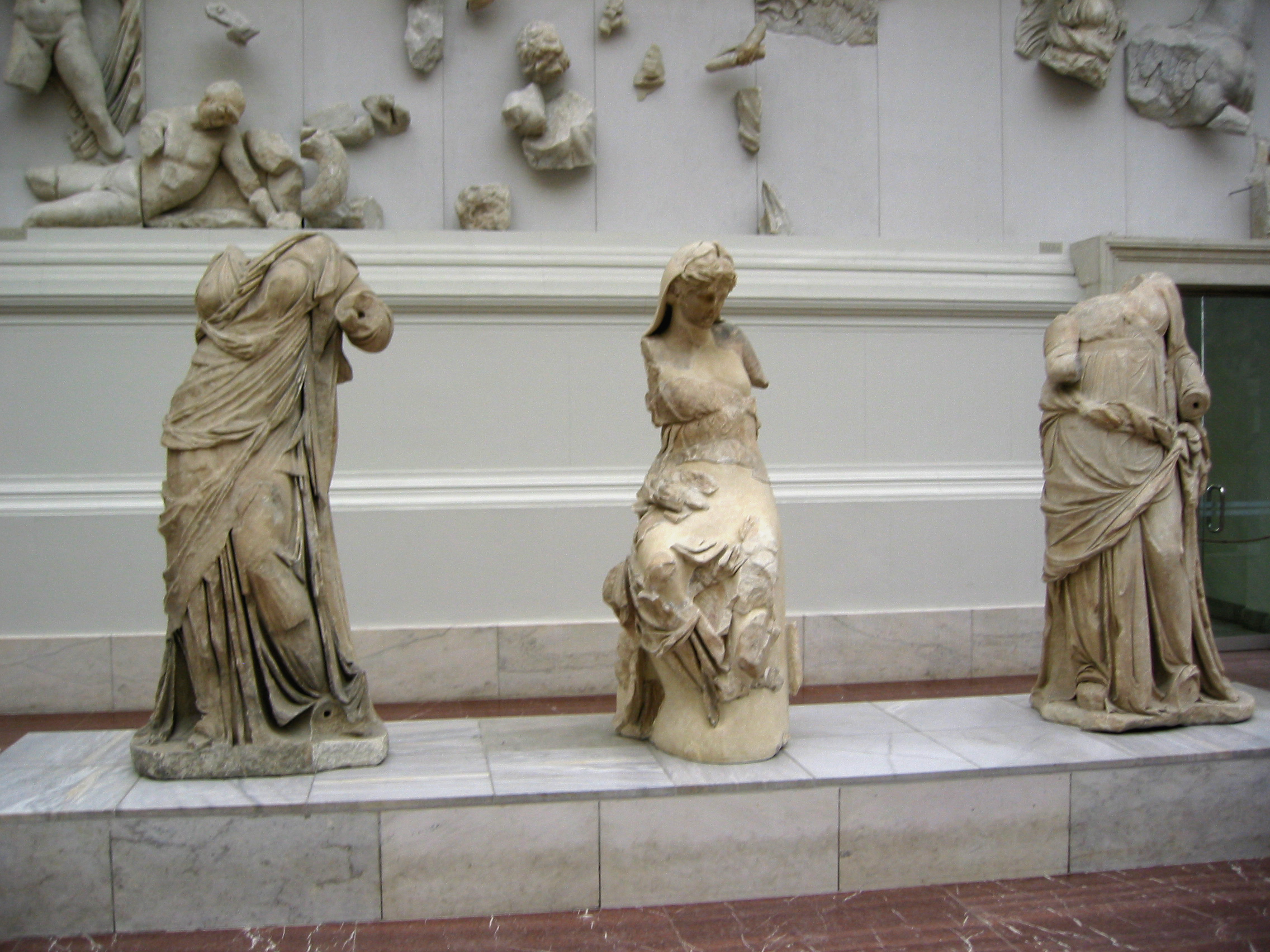
Trois petites statues, dont la disposition n'a pu être déterminée.

Sur le toit de l'autel se dressaient un nombre indéterminé de petites statues de divinités, d'attelages de chevaux, de centaures et de griffons, dont la fonction et la disposition n'ont pu être clairement déterminées. Un socle monumental de 64 m de long, richement décoré de statues, a également été trouvé près du mur nord de la zone de l'autel, témoignant de l'opulence des donateurs. Au-dessus de la frise des Géants, au deuxième étage, un portique, qui se développait sur tout le périmètre du monument, abritait la frise de Télèphe. Entre les colonnes se dressaient peut-être d'autres statues, dont pourraient faire partie une trentaine de sculptures féminines découvertes sur le site, qui peut-être personnifiaient les villes de l'empire de Pergame. Aucune statue ou autre ornement n'a pu être rattaché au foyer sacrificiel proprement dit, mais un baldaquin peut avoir été érigé à cet endroit à l'époque romaine.

## Destruction de l'autel

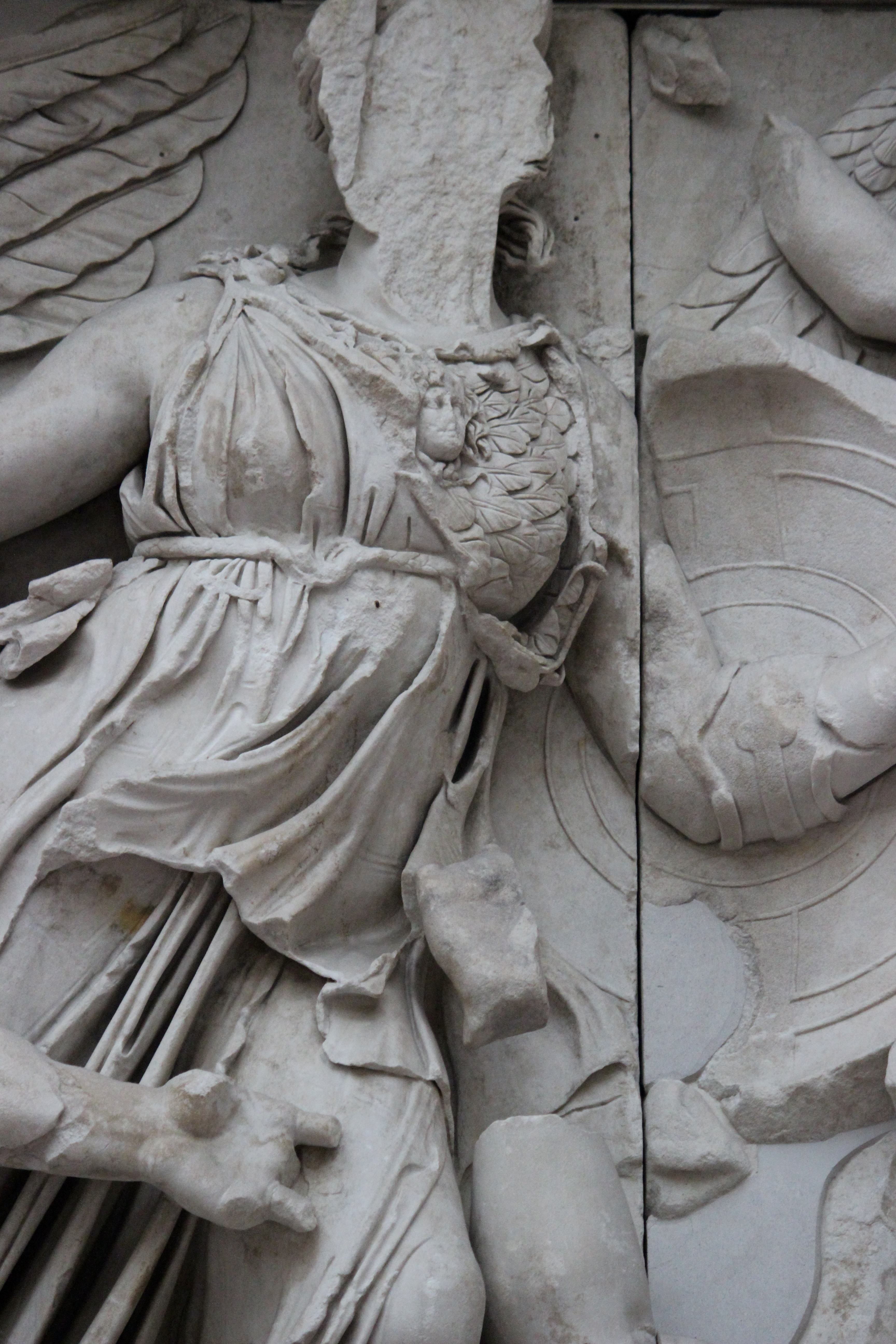
Athéna, le visage arraché.

De nombreux panneaux des frises du Grand Autel ont été retrouvés remployés pour l'édification d'une muraille de fortification d'époque byzantine, face décorée tournée vers l'intérieur et noyée dans le mortier. D'autres débris provenant du monument ont été retrouvés autour de l'esplanade de l'autel, sous des couches de déblais. Les historiens situent généralement la construction hâtive de cette fortification en 716, lors du raid arabe sur Constantinople, mais d'autres dates sont possibles, correspondant à des menaces similaires, comme l'attaque arabe sur l'Anatolie des années 663-664 ou la menace perse en 616 et 625.
L'autel était déjà en ruines, sa destruction est intervenue lorsque l'évêque Jean d'Éphèse est chargé en 542 par l'empereur Justinien d'éradiquer les pratiques païennes qui subsistaient dans les provinces d'Asie, de Carie, de Lydie et de Phrygie. Durant vingt ans, il détruit les temples et rase les autels. À Pergame, les figures des frises portent les traces de mutilation, visibles notamment sur les visages arrachés de Zeus et d'Athéna.

## Musée de Pergame
Découverts par des archéologues allemands, les fragments de l'autel et des frises sont rassemblés à Berlin. Le nettoyage des pierres, leur réassemblage et le remontage en élévation de l'autel occupent deux sculpteurs pendant une vingtaine d'années. En même temps, un premier bâtiment est construit de 1897 à 1899 et inauguré en 1901. Construit sur des fondations instables et de dimensions insuffisantes pour contenir les restaurations de l'autel, il est remplacé par un nouveau musée de Pergame, dont l'édification commence en 1910, marque une pause durant la Première Guerre mondiale et s'achève lors de l'inauguration en 1930. La portion ouest de l'autel est reconstituée, avec son escalier monumental, la frise de Télèphe et une portion de la frise de la Gigantomachie, tandis que le reste de la Gigantomachie est disposé sur les murs de la salle.

Salle du musée de Pergame à Berlin
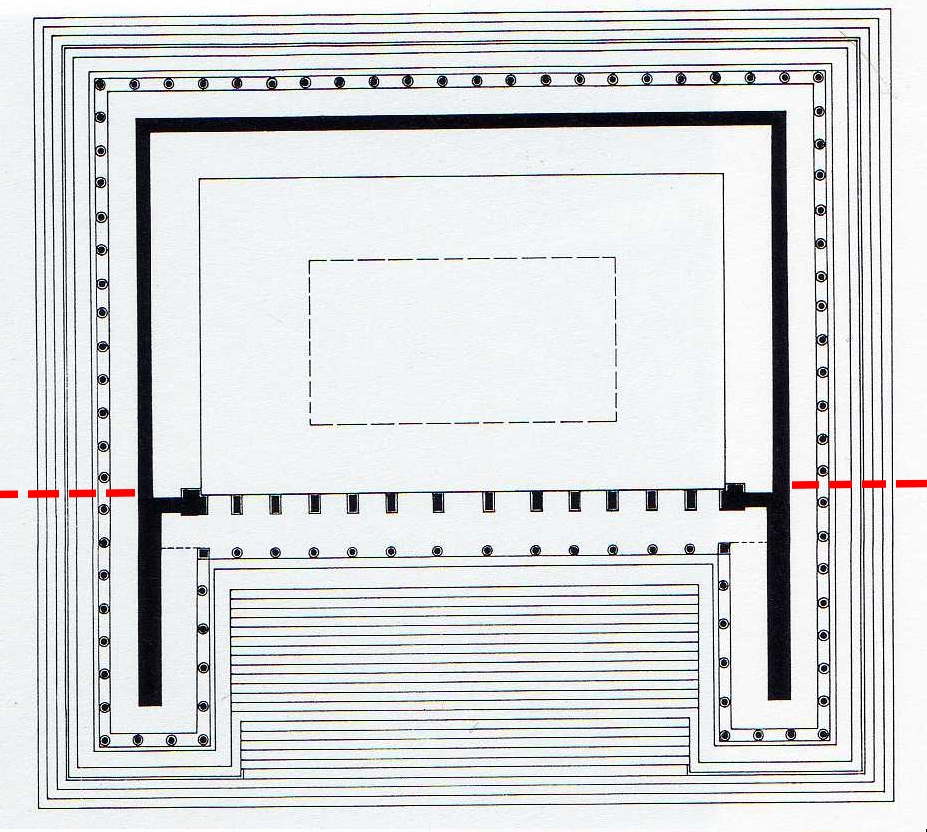
Plan de l'autel, seule la portion ouest, au-dessous du trait rouge, est reconstituée.
Vue panoramique des frises présentées sur les murs.
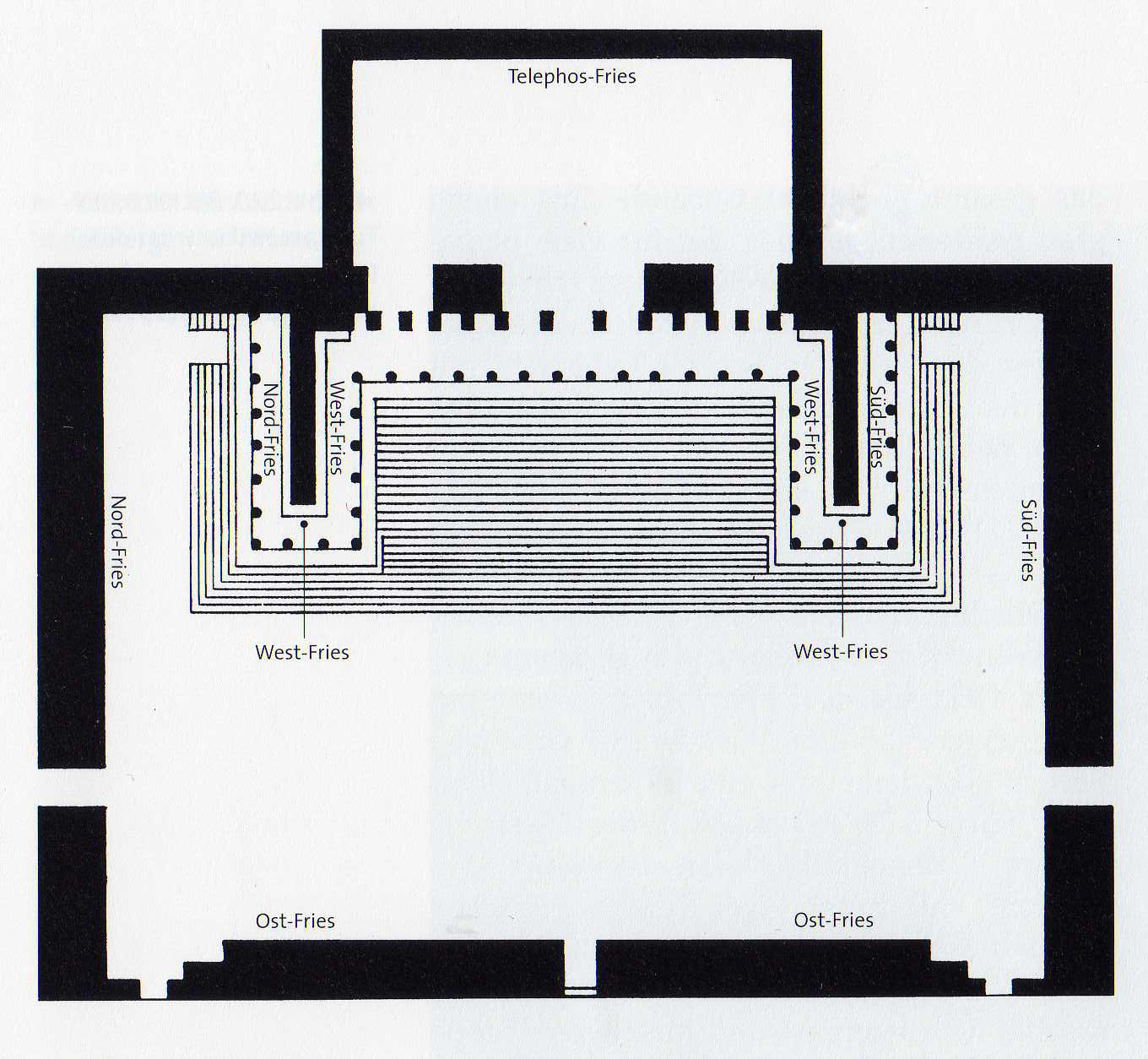
Plan de la salle du musée, disposition des frises.

### Frises de la Gigantomachie

#### Frise est
La frise orientale, que le visiteur pénétrant sur l'esplanade voyait en premier, montre sept des principales divinités grecques. Le tiers gauche de la frise est la partie la mieux reconstituée : Apollon, nu, tire une flèche de son carquois ; sa mère Léto attaque un Géant assis avec une torche enflammée. Dans son dos, sa sœur Artémis est aux prises avec trois Géants : elle piétine le premier, tandis que son chien mord la tête d'un second. De son arc, elle vise le troisième, un jeune homme, nu et casqué, qui semble renoncer à se défendre, peut-être Otos, qui fut amoureux d'elle. Enfin, Hécate aux trois têtes brandit une torche contre le Géant nommé Clytios aux jambes de serpent. Dans une scène très fragmentée, Wilhelm von Massov restitue Déméter qui brandit des torches près de l'aile d'Iris, messagère d'Héra dont le quadrige est tiré par des chevaux assimilés aux quatre Vents. Un second ensemble mieux conservé montre Zeus, au torse nu musclé et aux jambes drapées, brandissant son foudre contre trois adversaires. La moulure supérieure nomme Héraclès aux côtés de Zeus. Sa figuration n'a pas été retrouvée, mais l'intervention de ce mortel est indispensable, selon la légende, pour vaincre les Géants. Plus loin, Athéna est représentée casquée, munie d'un bouclier rond et le sein gauche couvert de l'égide. Elle tient par les cheveux le Géant Alcyonée, immobilisé et mordu par un serpent, tandis que Gaïa, sa mère, surgit du sol et, dans un geste de supplication, pose sa main sur la robe d'Athéna. Niké apporte la couronne de la Victoire.

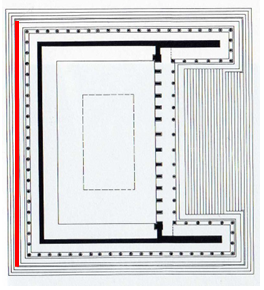
En rouge, emplacement de la frise est.
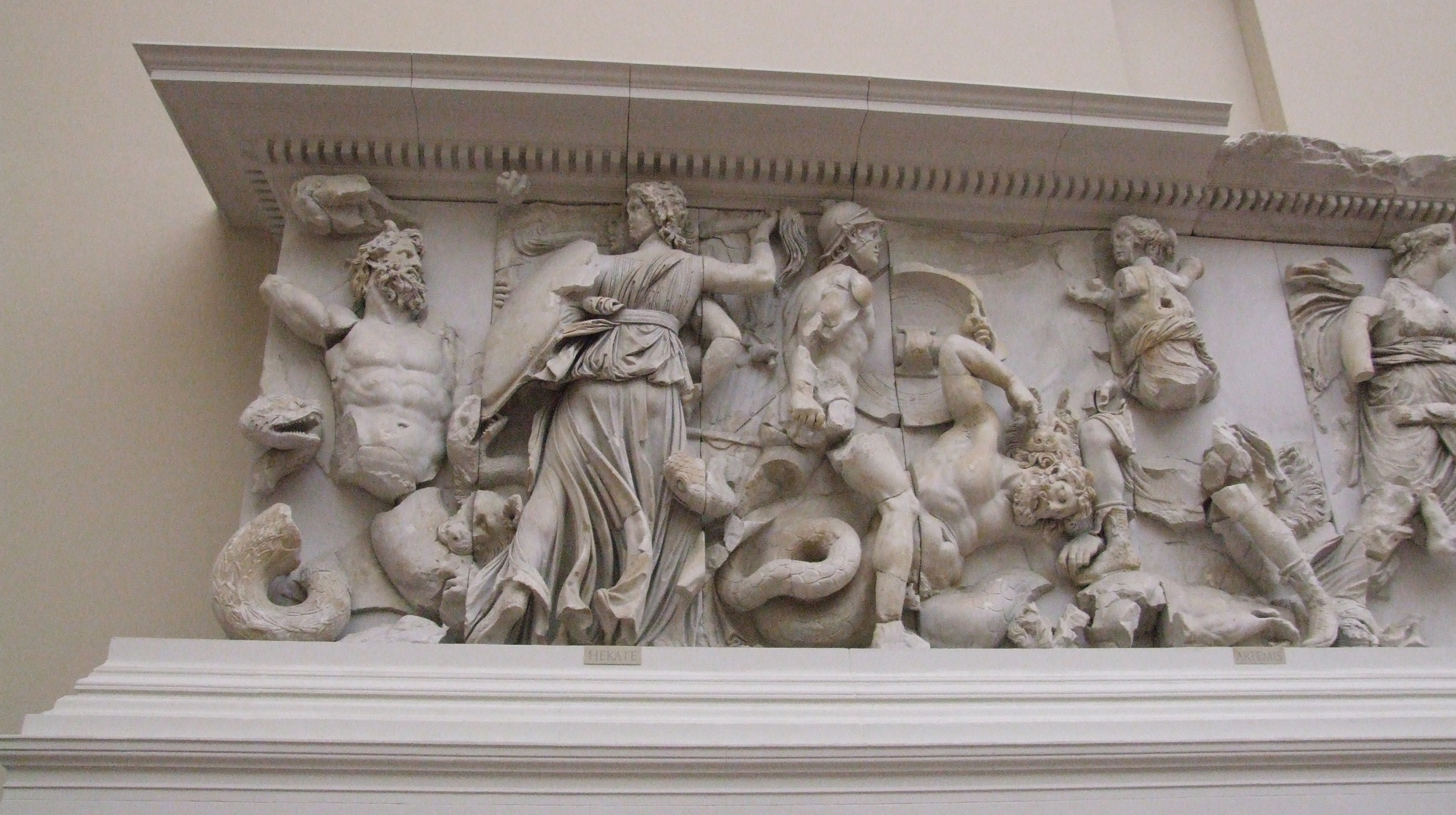
Hécate contre Clytios (à gauche), Artémis contre Otos.
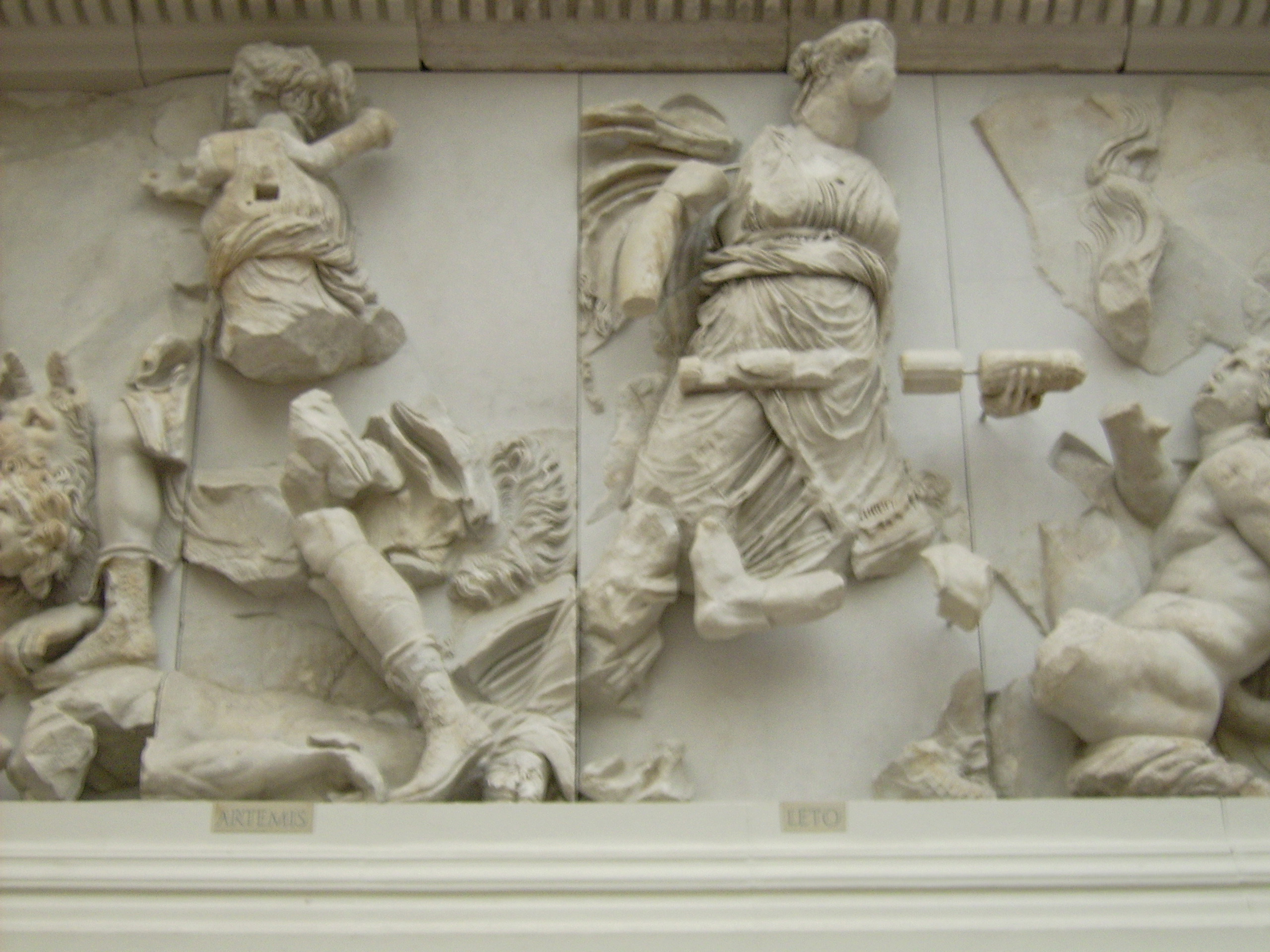
Artémis et Lètô, dos à dos.
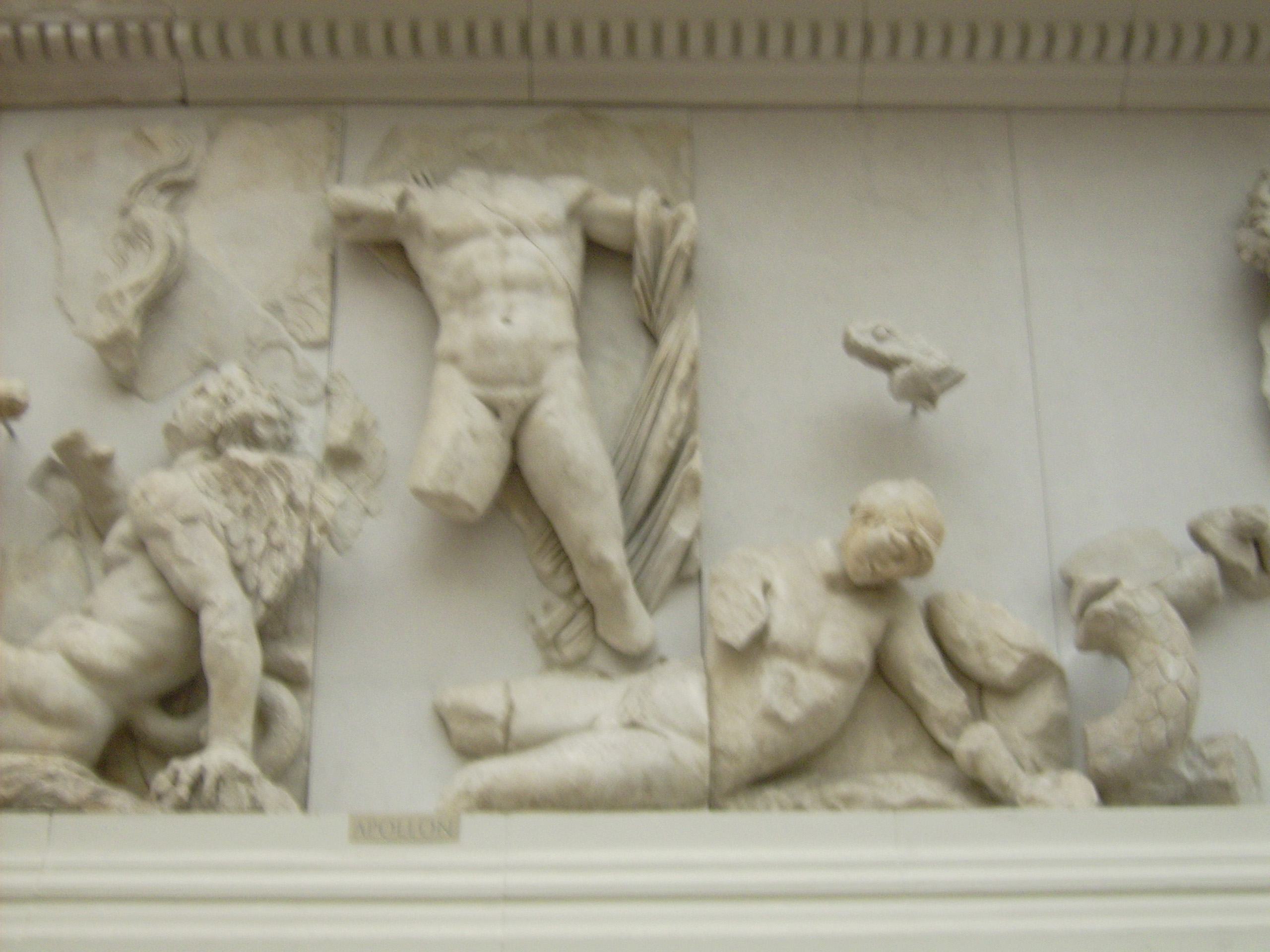
Apollon et Éphialtès.
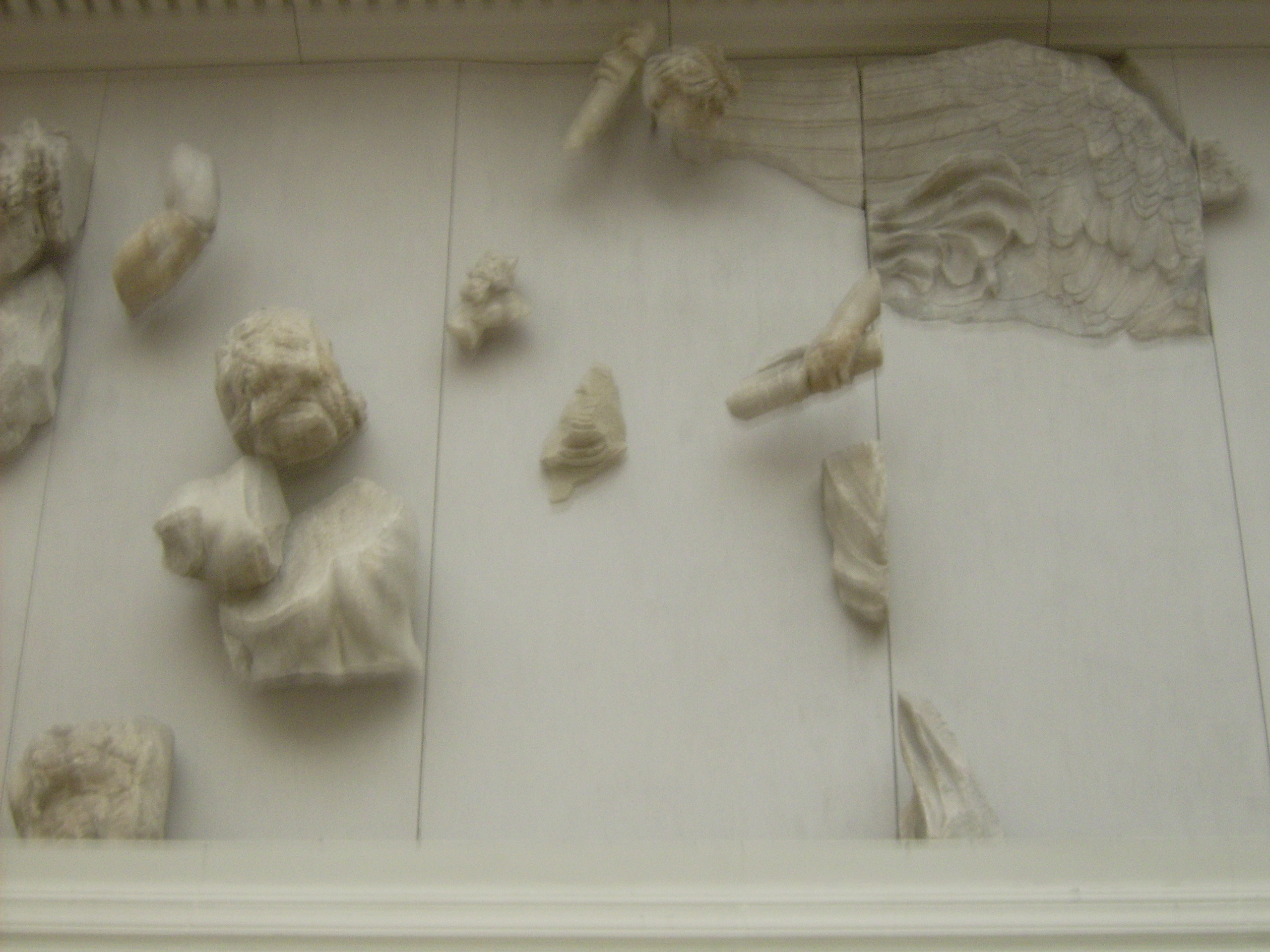
Fragments de Déméter et d'Iris
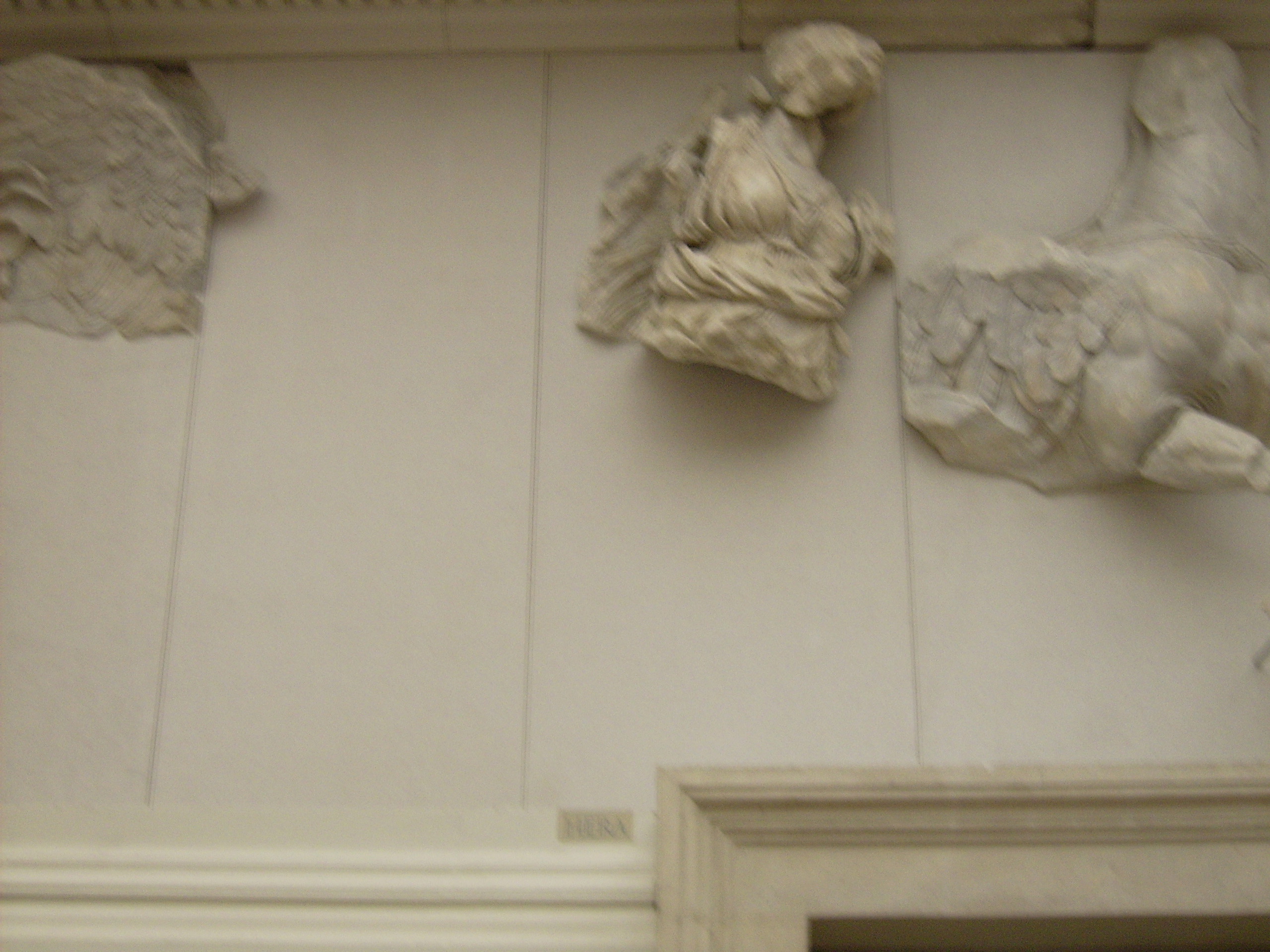
Héra.
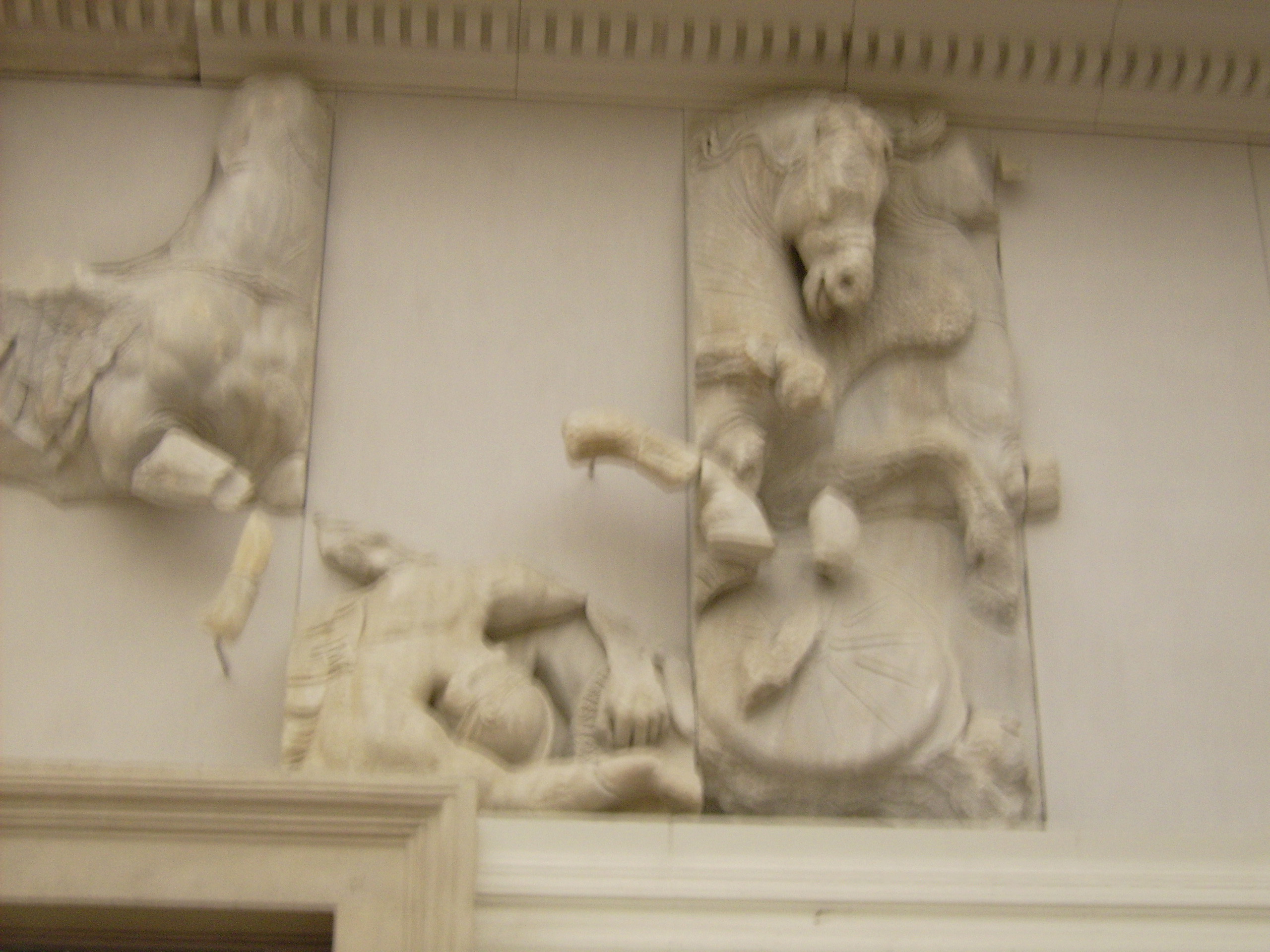
Les quatre Vents.
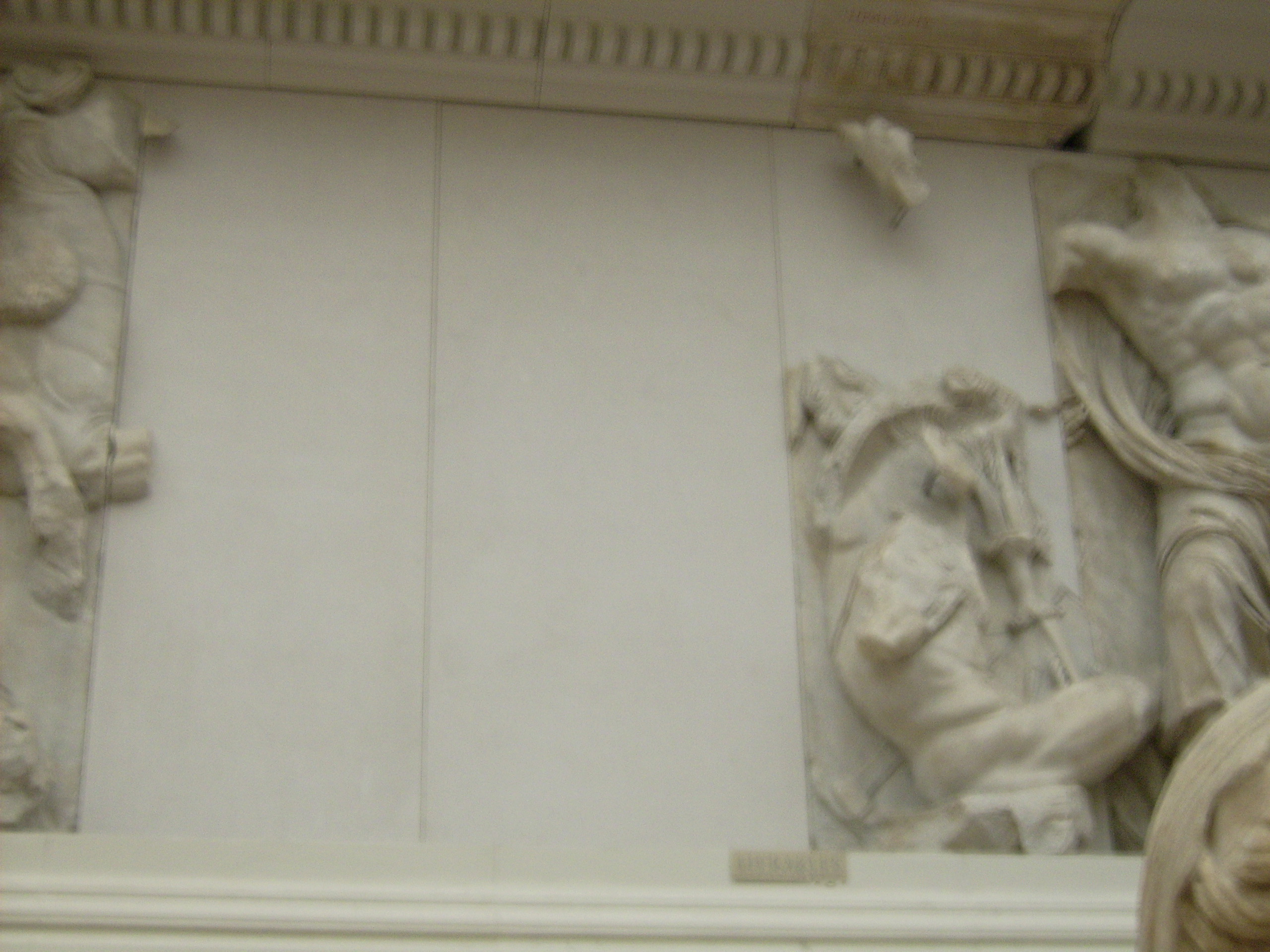
Emplacement d'Héraclès.
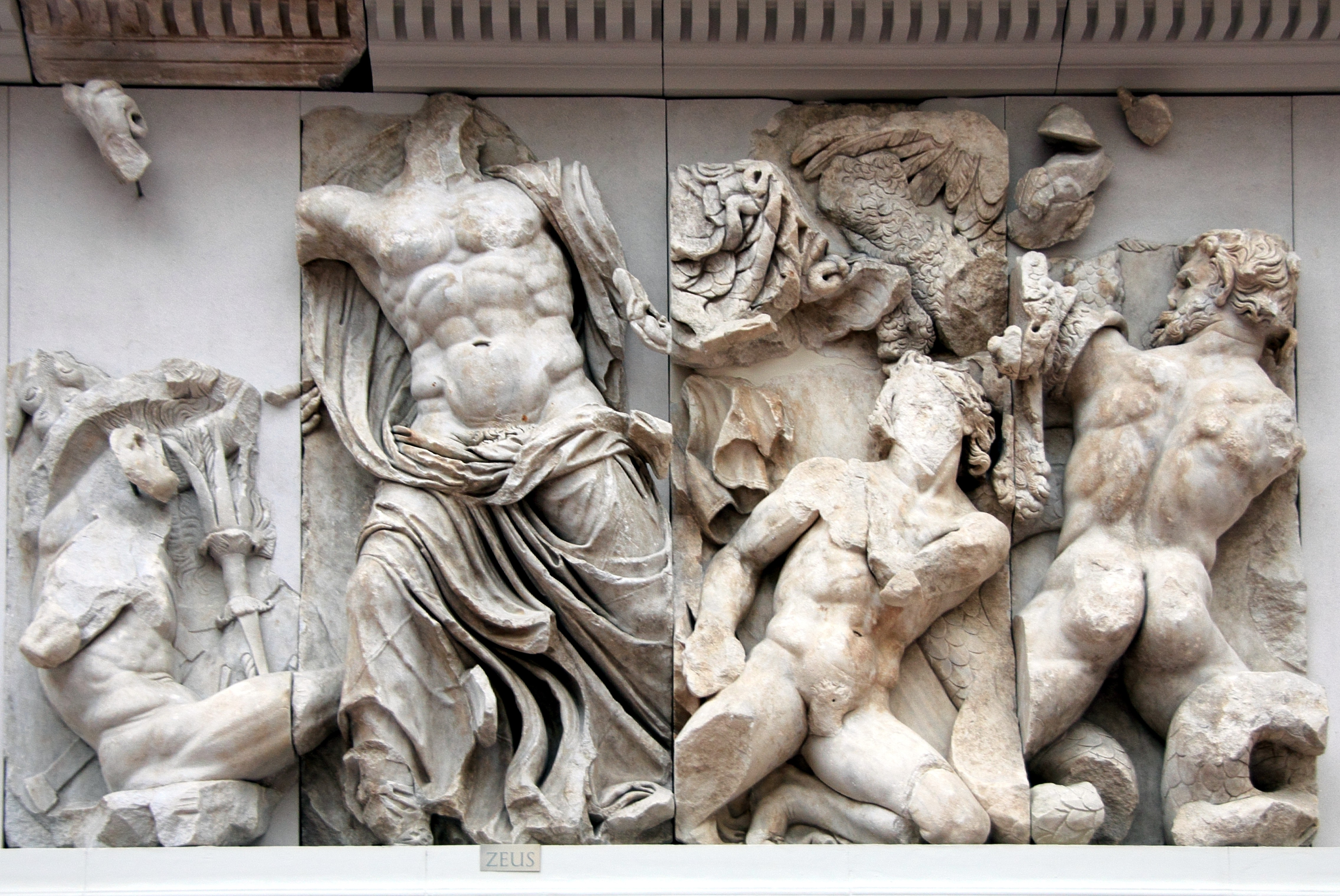
Zeus contre Porphyrion.
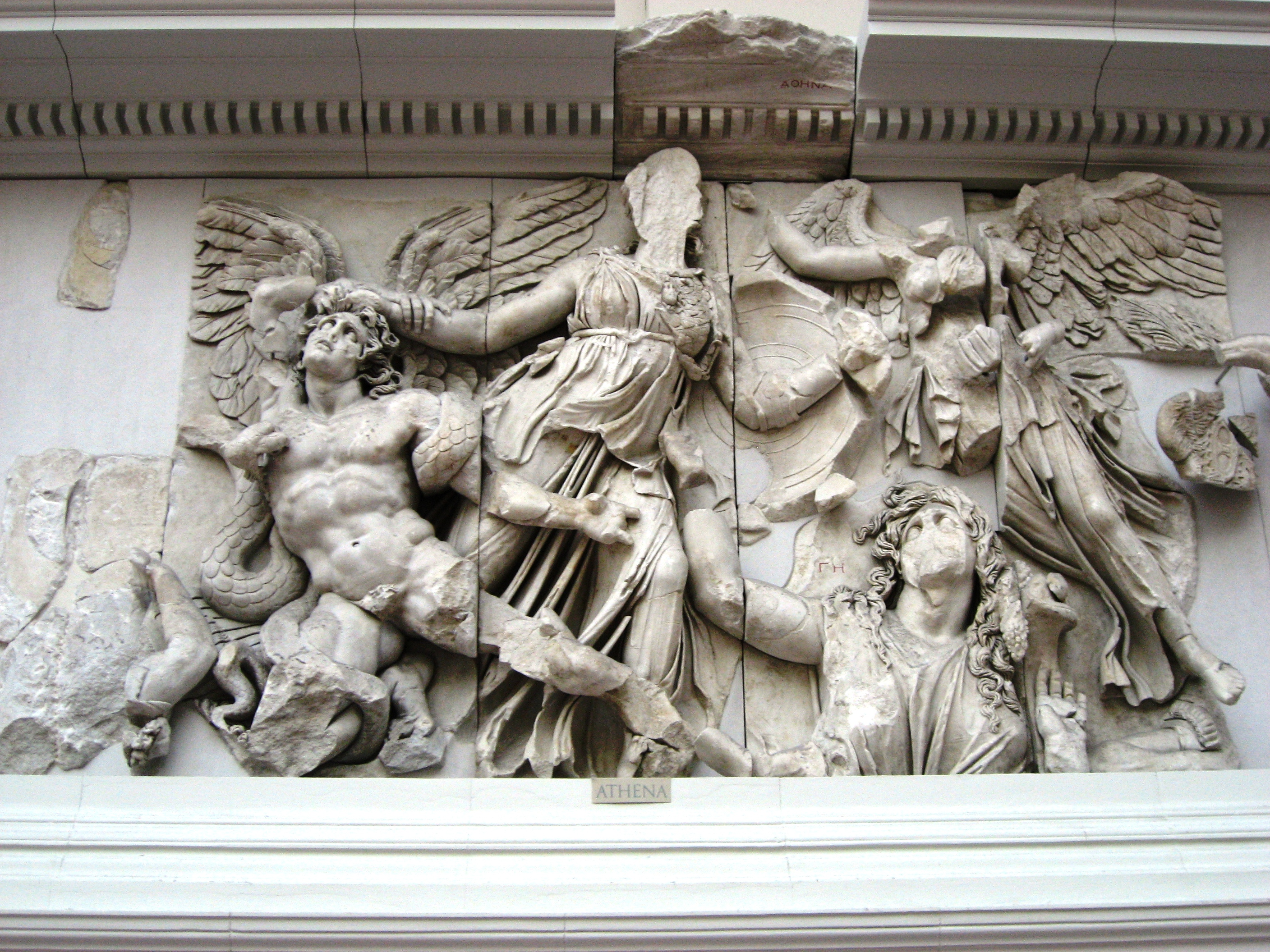
Athéna contre Alcyon ; Gaia émerge du sol ; Nikè apporte la couronne de la victoire.
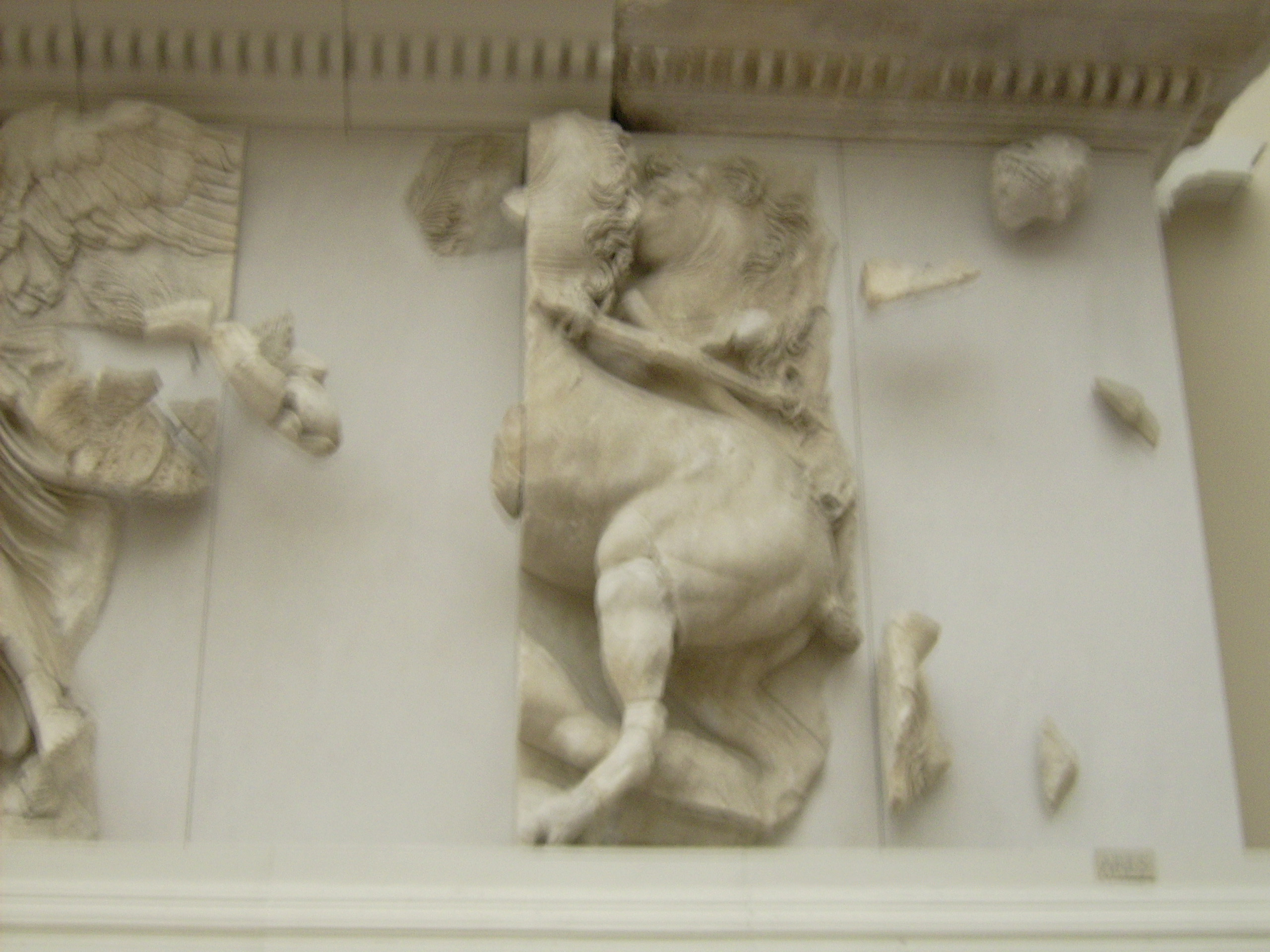
Arès se prépare au combat.

#### Frise sud
La frise sud regroupe des divinités de la génération des Titans, antérieure à celle des Olympiens, elle fait passer le spectateur des divinités de la nuit primordiale, Rhéa et Nyx, vers celles de la lumière, Éos (l'Aurore) puis Hélios (le Soleil), suivi de Séléné (la Lune), Phébé (« la brillante ») et Astéria (« étoilée »).
Rhéa, la mère de Zeus, chevauche un lion et tire une flèche de son carquois. Elle se dirige avec une déesse vers un groupe qui assaille un Géant au cou de taureau qui s'effondre. L'identité des combattants divins fait débat : celui qui attaque le Géant dans le dos pourrait être Héphaïstos ou un des Cabires qui accompagnent Rhéa. Un autre Cabire, genou à terre, enfonce son épieu dans la poitrine du Géant. L'identification de la déesse au côté de Rhéa est controversée : face aux propositions d'Adrastéia, nourrice de Zeus, de la Titanide Téthys ou de sa fille Clymène, Queyrel préfère Nyx (la Nuit), en cohérence avec l'apparition d'Éos (l'Aurore), puis d'Hélios (le Soleil) sur la suite de la frise. Éôs chevauche en amazone et attaque avec une torche le Géant taurin. Elle ouvre la voie au quadrige de son frère Hélios, qu'un Géant tente d'arrêter. La titanide Théia, dont on ne voit que le buste et la tête, fait face à un Géant armé d'une longue lance. Sa fille Sélénè vole à son secours, assise sur la croupe d'un cheval. D'une déesse ailée, peut-être Héméra, rien ne subsiste. Un jeune dieu identifié à son frère Éther, vêtu d'une étoffe nouée autour des reins, étrangle un Géant à tête de lion, qui lui griffe la cuisse. Un Titan ailé, le torse barré par son baudrier, va asséner un coup d'épée à un Géant. On reconnaît Hypérion, père de Séléné, Hélios et Éôs. La Titanide Thémis, presque entièrement disparue, renverse le Géant nommé Maimachès dont on voit le dos. Tournée vers l'angle sud-est, Astéria, sœur de Léto, empoigne par la chevelure un Géant dont les jambes reptiliennes sont mordues par son chien. Dans son dos, un personnage féminin, peut-être la Titanide Phébé, menace d'une torche enflammée le visage d'un Géant ailé qui s'apprête à lancer un rocher.

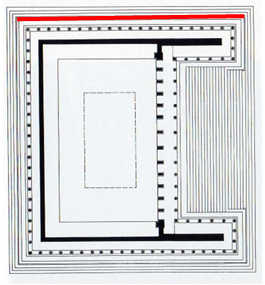
En rouge, position de la frise sud.
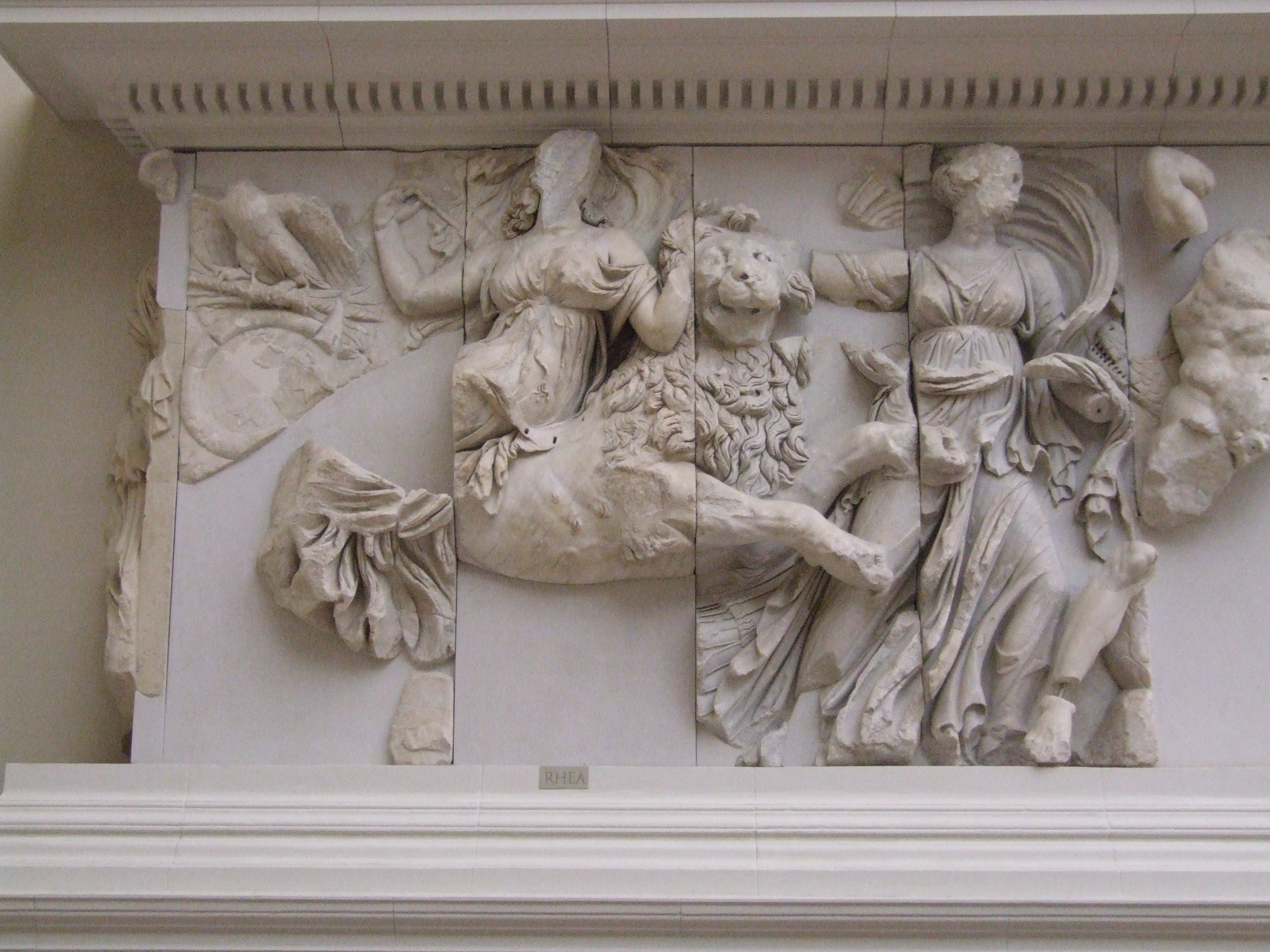
Rhéa chevauchant un lion et une déesse (Nyx ?).
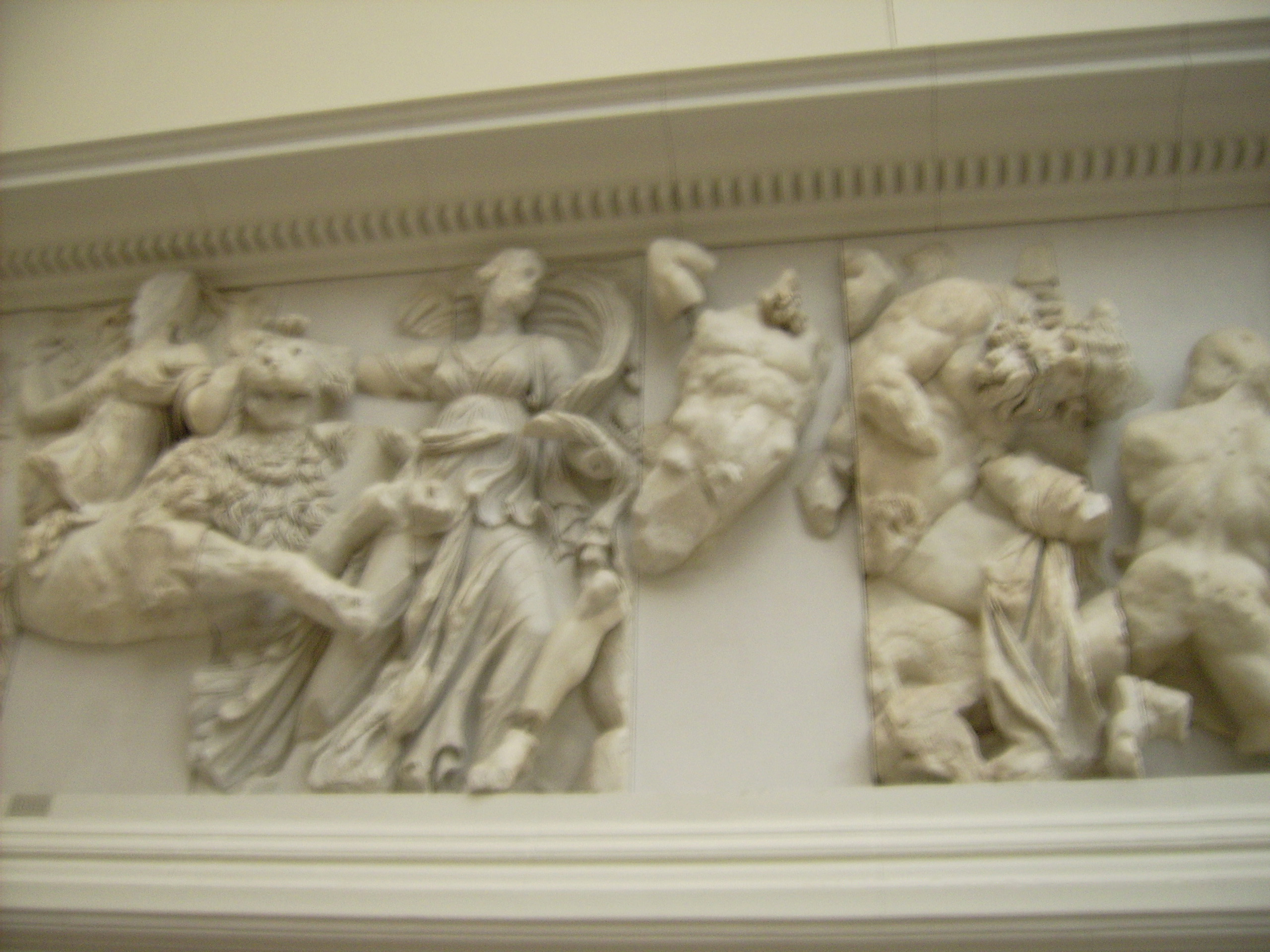
Héphaïstos et un autre dieu combattent un Géant à corps de taureau.
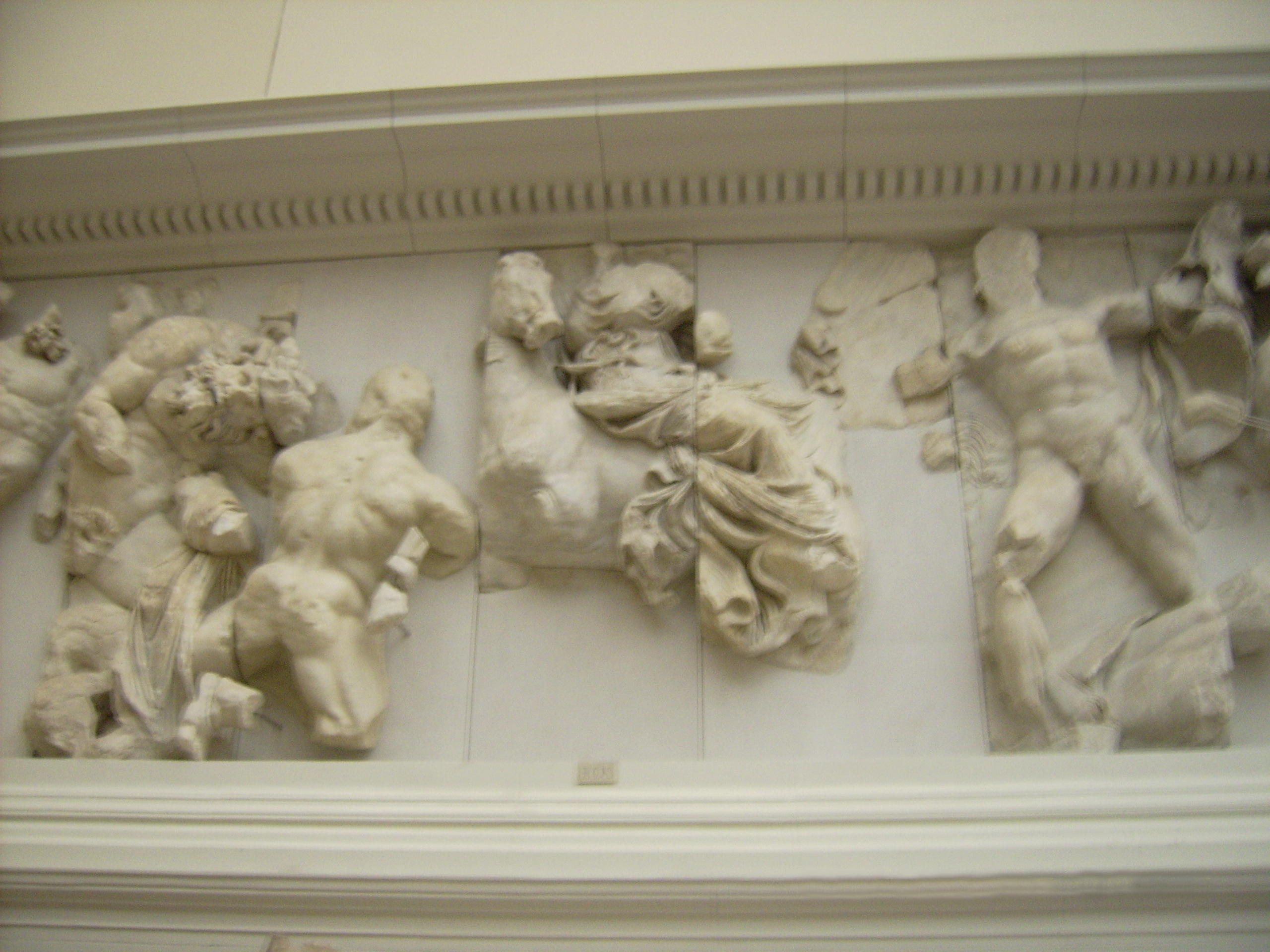
Éôs assise en amazone.
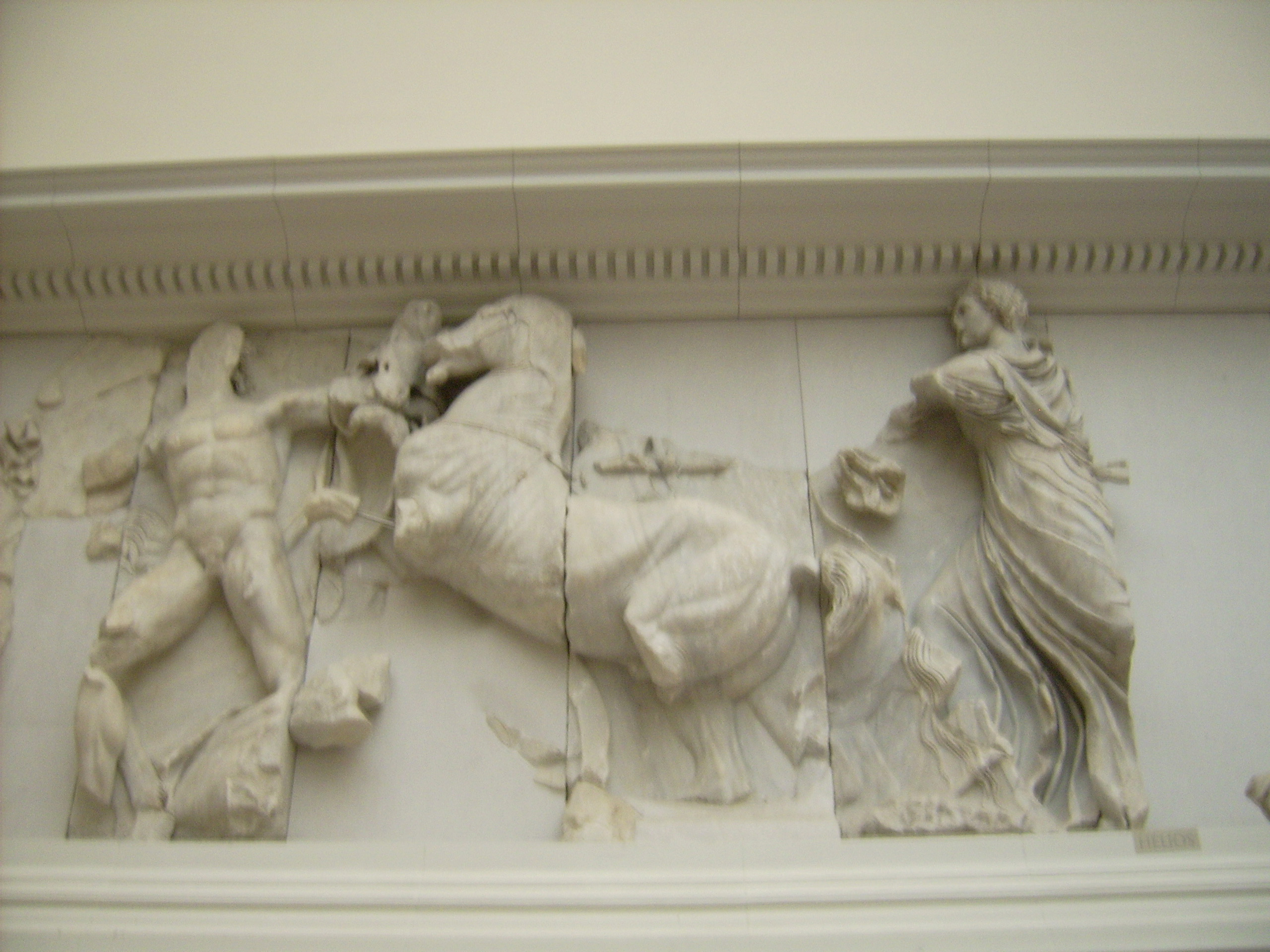
Géant et quadrige d'Hélios.
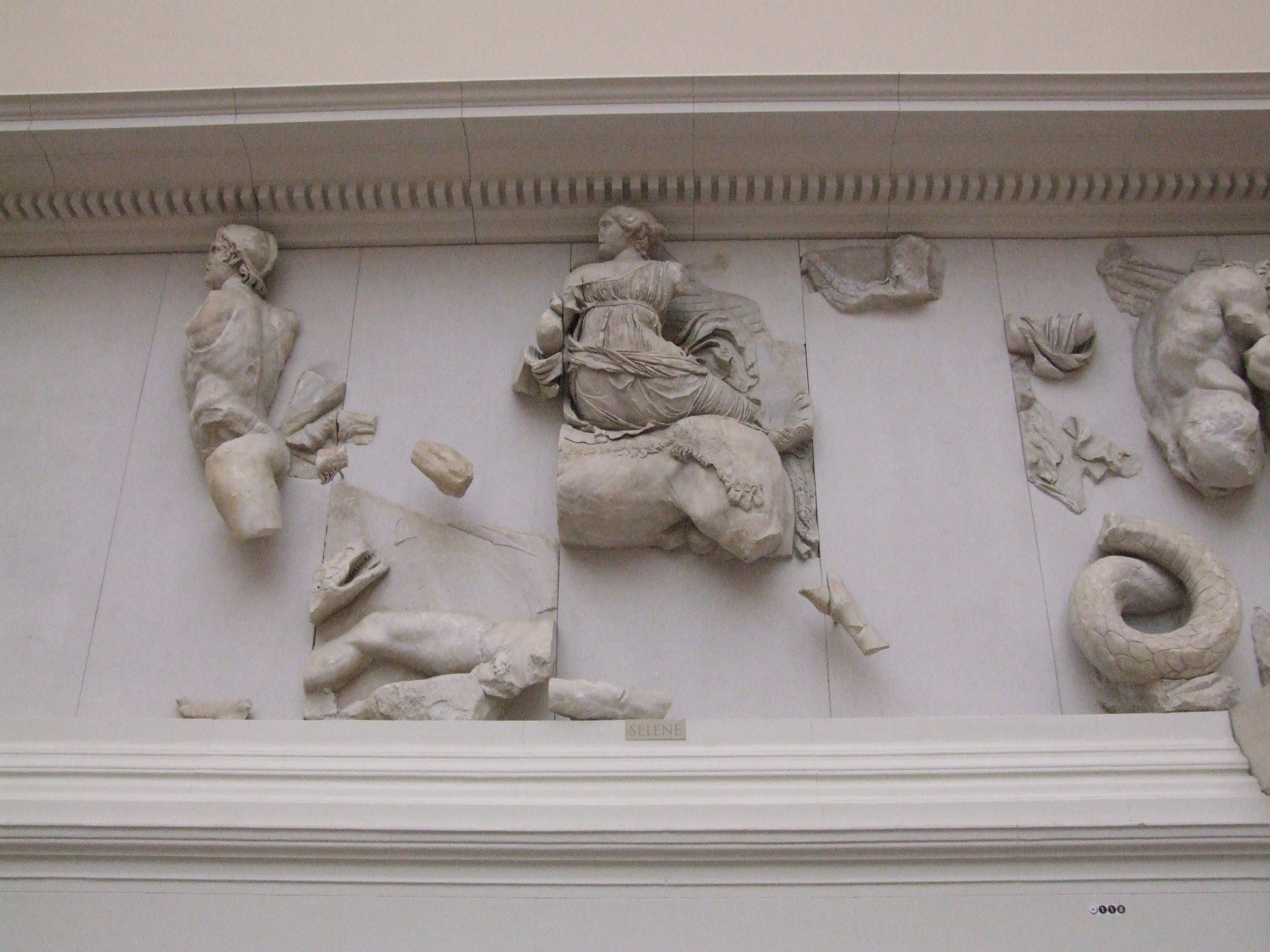
Géant à la lance et Sélénè à cheval.
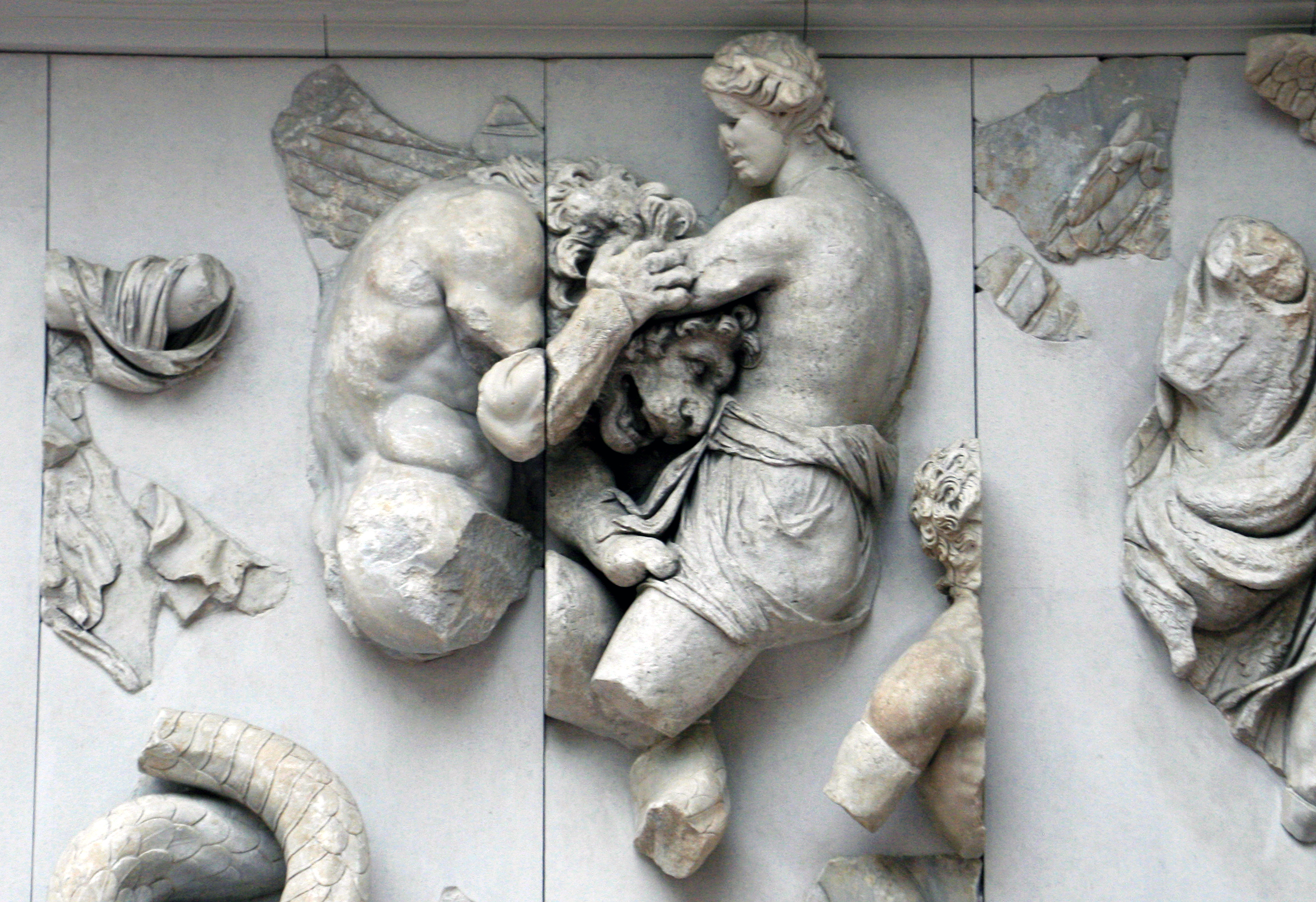
Éther combattant un Géant à corps de lion.
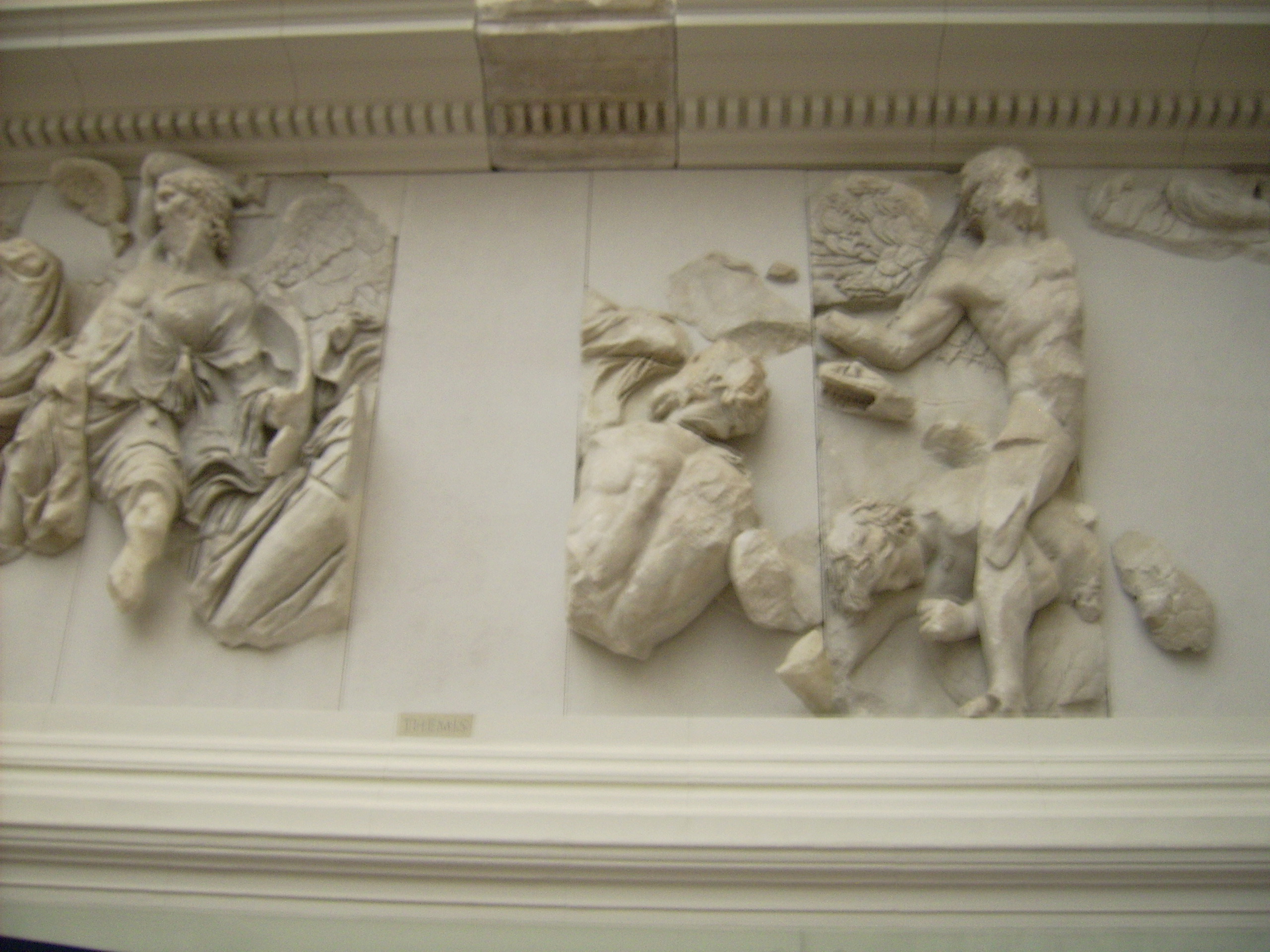
Hyperion, Thémis et Maimachès.
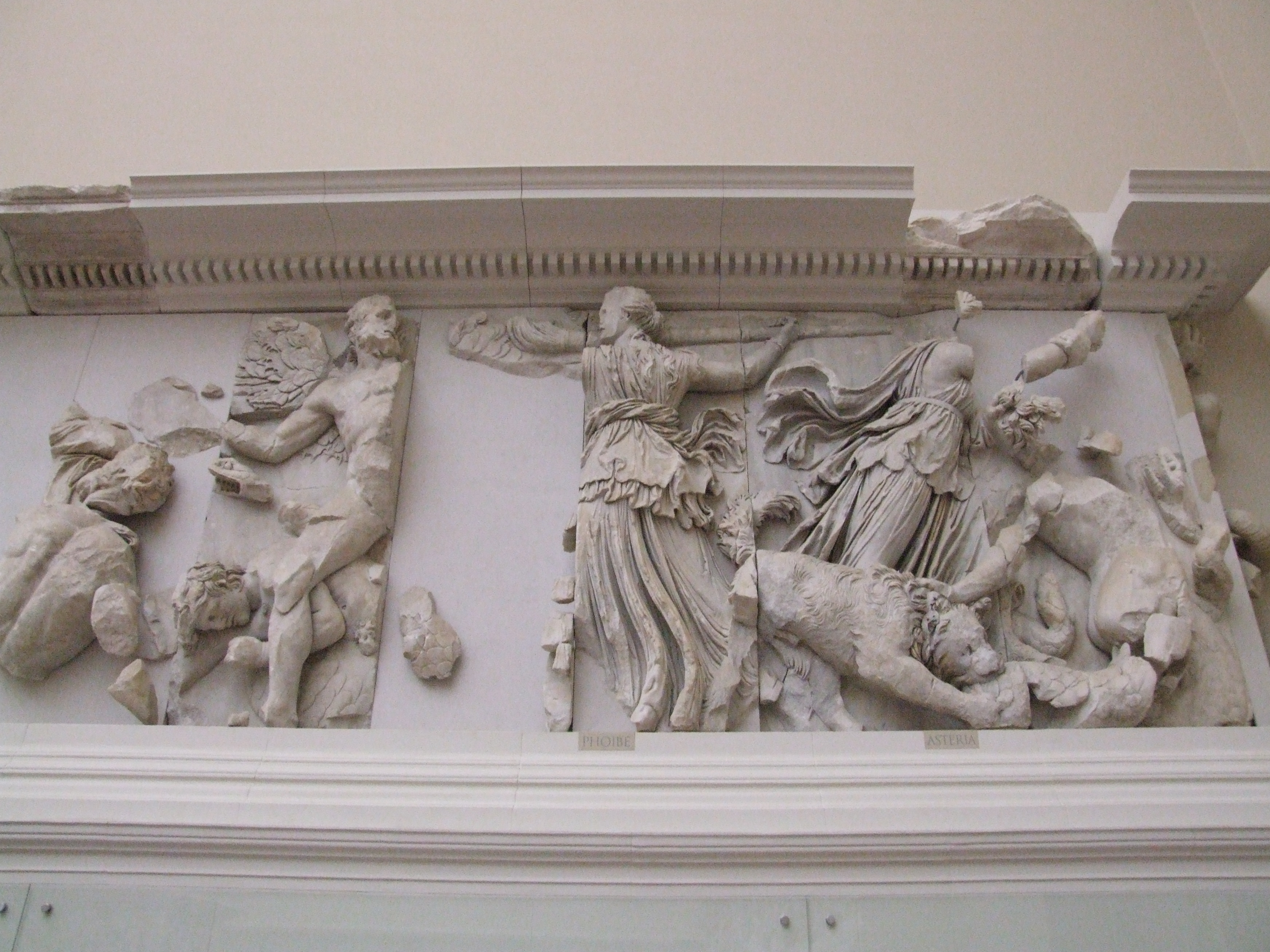
Phébé et Astéria, dos à dos.

#### Frise ouest
La frise tournée vers l’ouest est divisée en deux ailes par le grand escalier. La façade de l’aile sud représente le Géant Péloreus, nommé par une inscription. Il est renversé par un lion qu'il tente de repousser de son pied. À gauche Dionysos se mesure avec un Géant dont il ne reste aucun vestige. Dionysos se reconnait à sa nébride portée sur les épaules et à ses compagnons, deux petits satyres et une panthère dont on ne voit que l'arrière-train. Sur l'autre angle, le personnage féminin, d'abord identifiée à Rhéa, est la mère de Dionysos Sémélé, une mortelle que son fils amena au séjour des Olympiens. La frise continue à hauteur de dix marches de l'escalier. Des personnages féminins réduits à quelques fragments sont désignés par les lettres NY, complétées en NY[MPHES] ou NY[SA]. Surgissant de l'extrémité de la frise dans l'escalier, un aigle attaque le pied serpentiforme du Géant BRO[NTIOS] .

Aile sud
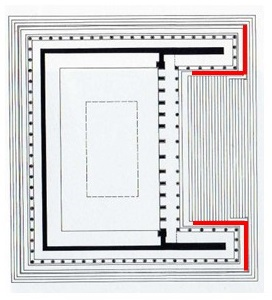
En rouge, position de la frise ouest.
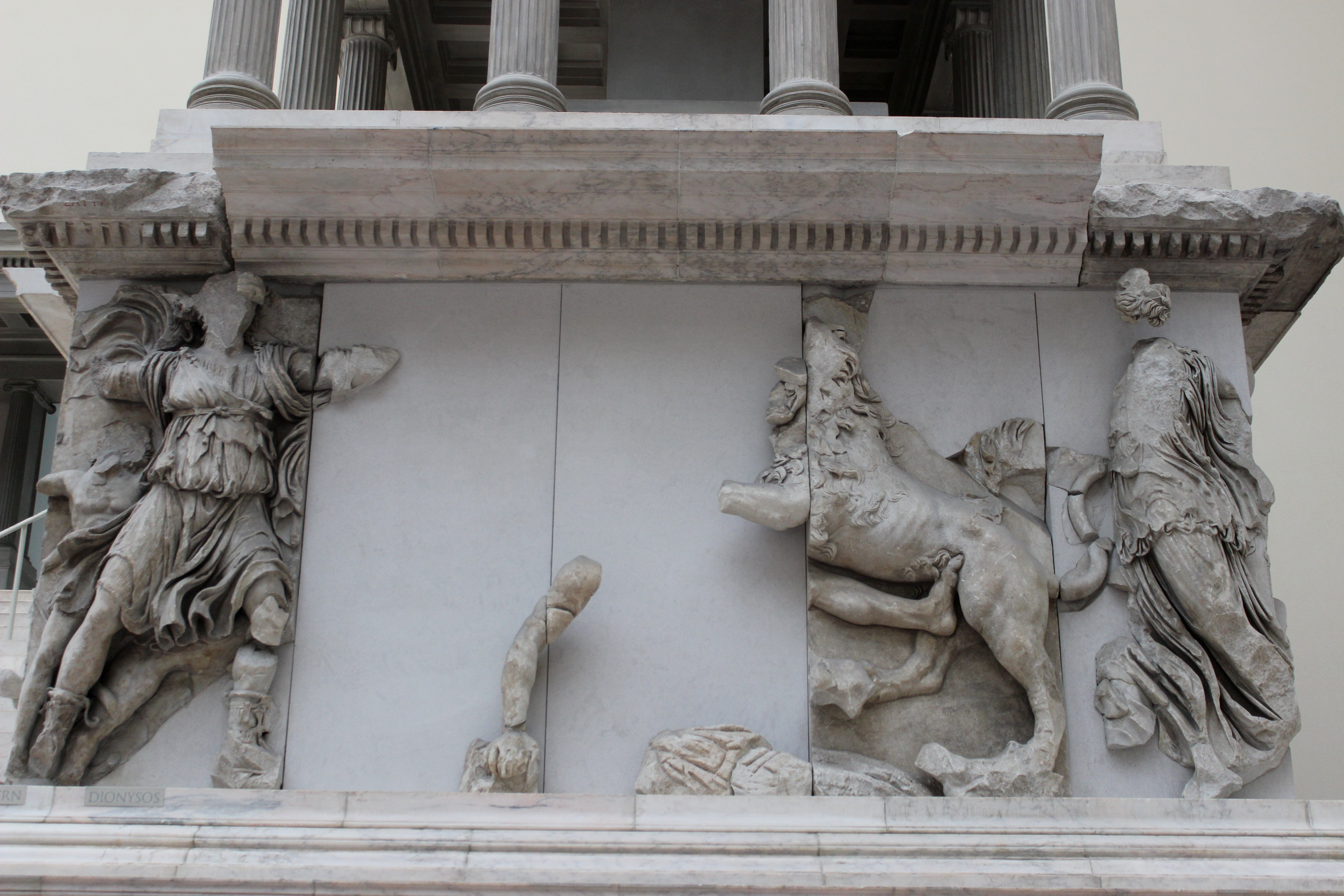
Dionysos, Péloreus contre le lion de Semélé.
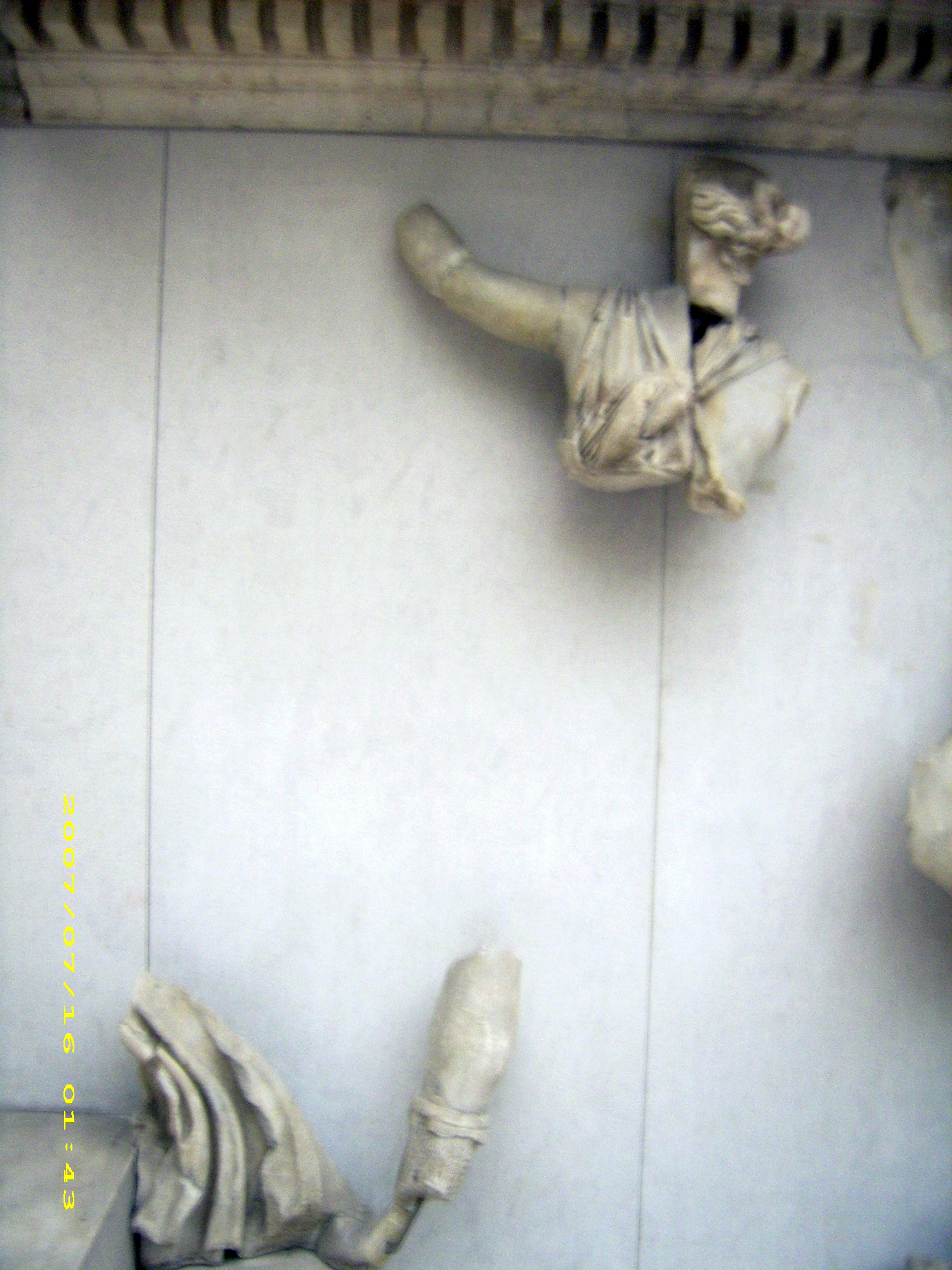
Fragments d'une Nymphe.
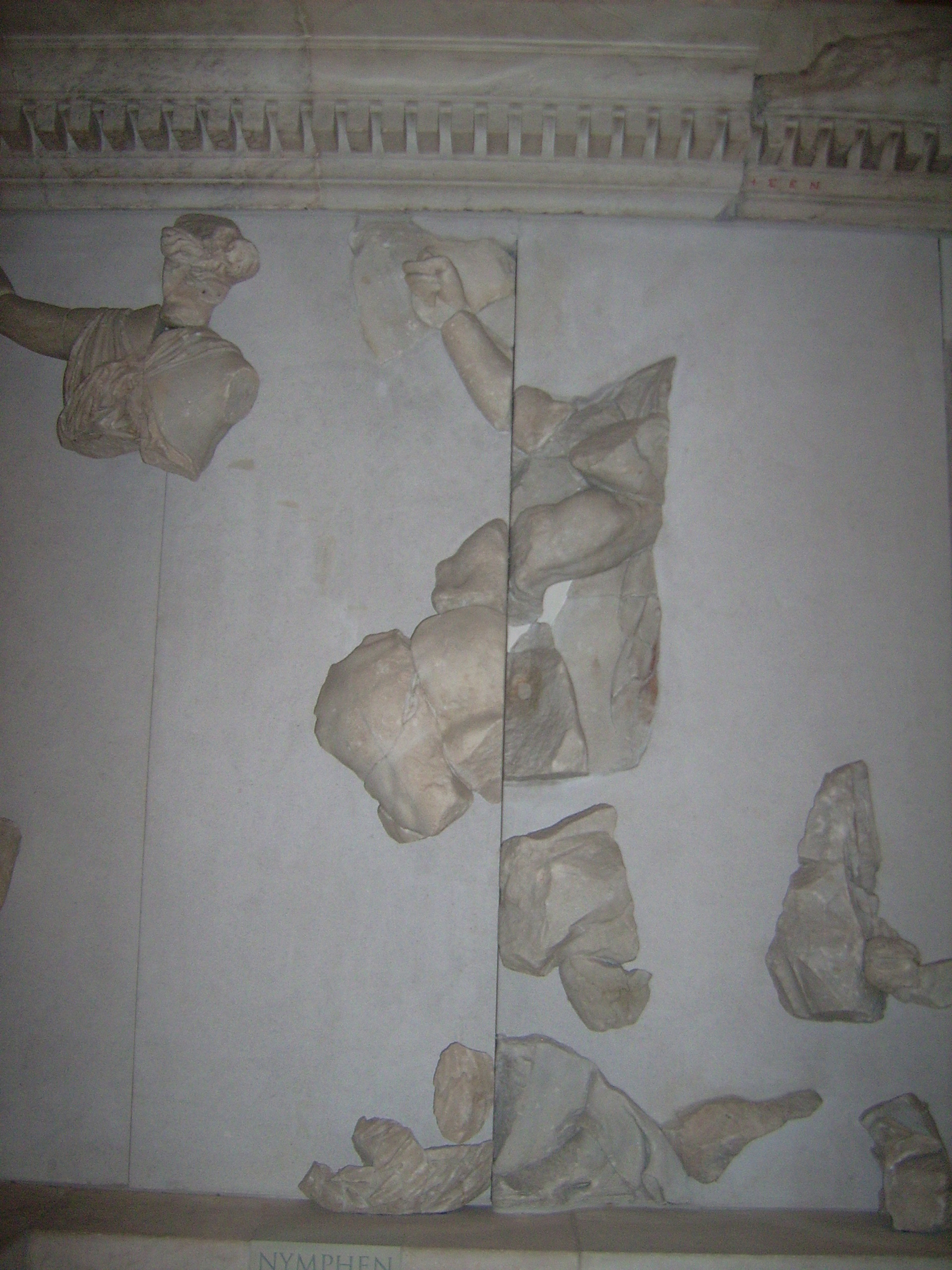
Fragments de Nymphes et de Géants.
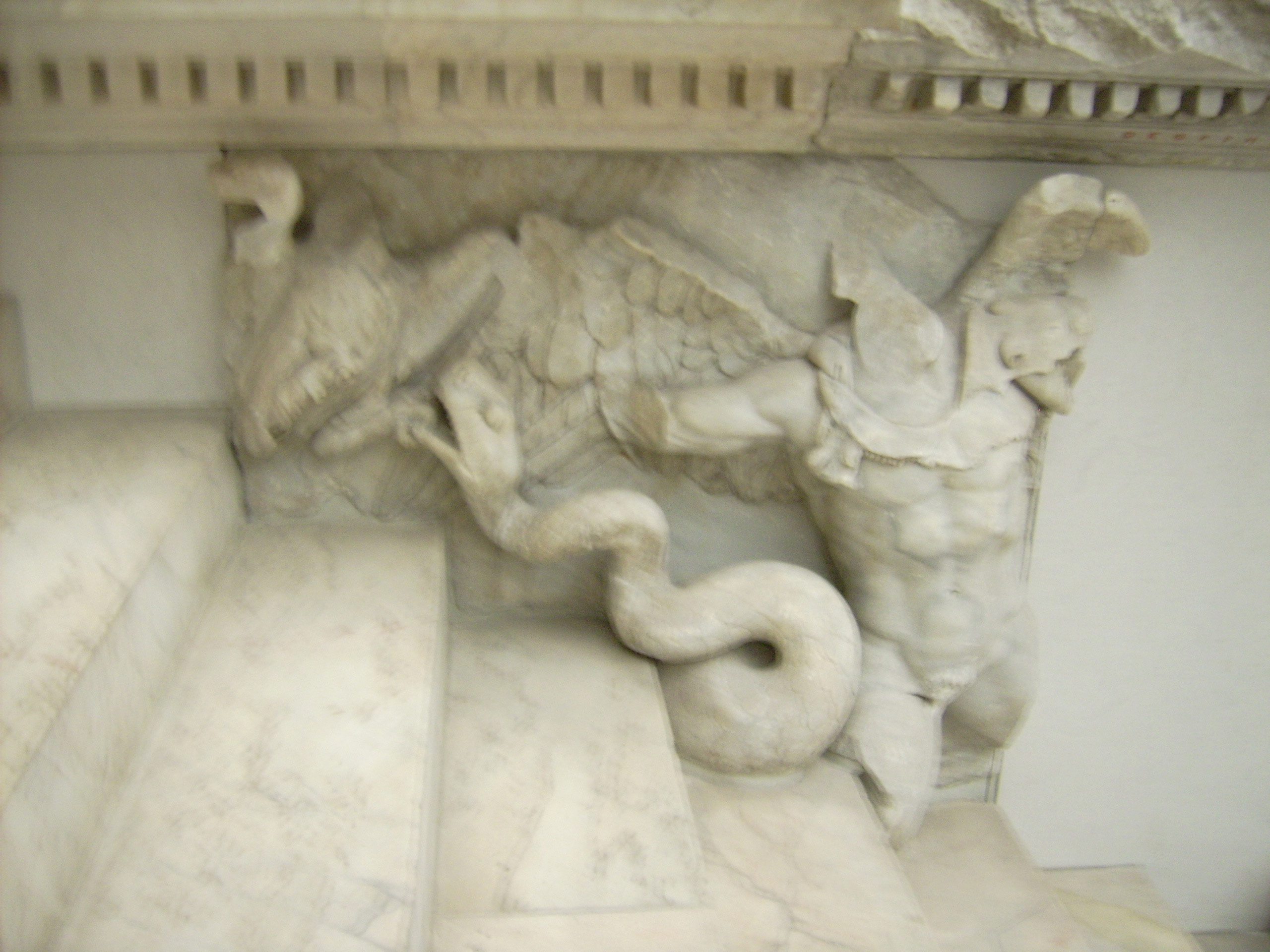
Aigle et Géant Brontios.

L’aile nord, au décor moins lacunaire, est celle des divinités marines. D'un côté de la façade, Amphitrite s'élance contre un Géant, de l'autre son fils Triton piétine un Géant de ses jambes de cheval, en étouffe un second de sa queue de poisson et attaque de sa lance un troisième qui se protège le bras avec une peau de lion. Au-dessus de l'escalier, le dieu barbu Nérée regarde son épouse Doris qui immobilise un Géant en le tenant par les cheveux et lui marchant sur la cuisse. Un autre dieu barbu au torse découvert, désigné comme Okéanos par une inscription, s'apprête à frapper deux Géants qui fuient sur les marches où les attend un aigle. De son épouse Thétys qui se tenait à son côté, on ne voit que les plis du bas d'une robe et une main derrière la tête d'Okéanos.

Aile nord
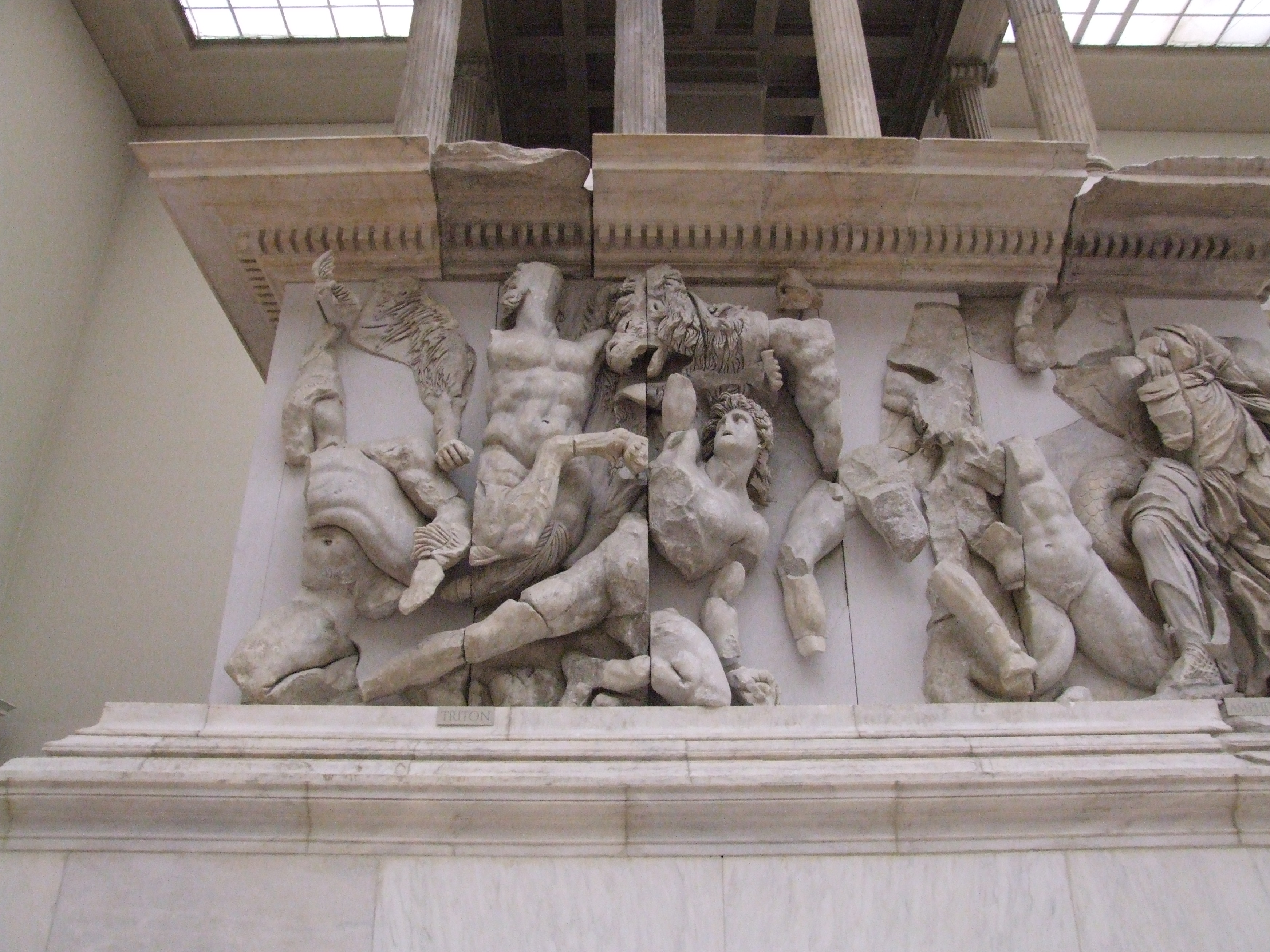
Triton et Amphitrite au combat.
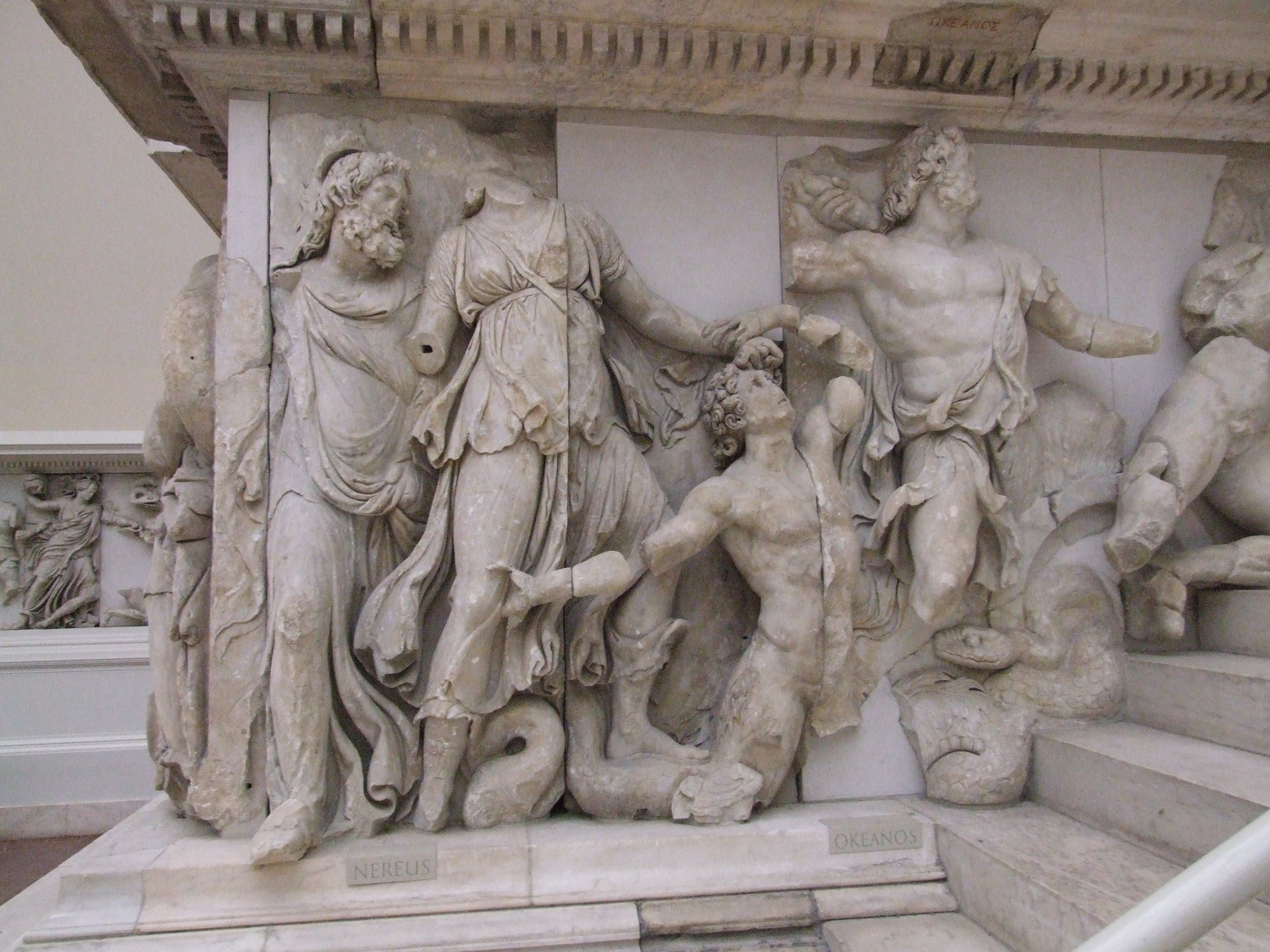
Nérée, Doris et Okéanos.
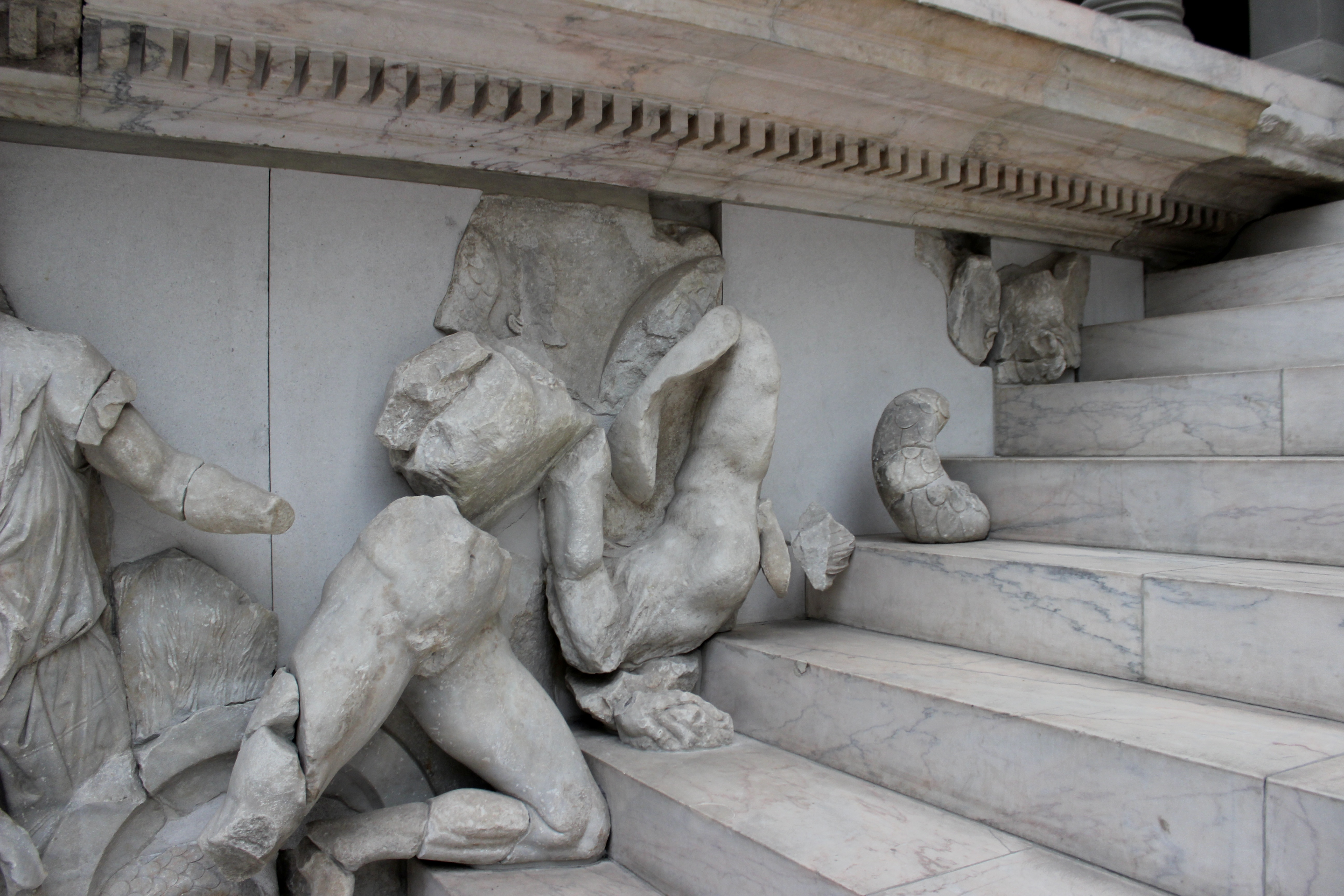
Géants en fuite.

#### Frise nord
La frise nord a conservé la plus longue section continue de plaques sculptées du monument, sur 16,07 mètres. C'est aussi la partie où l'identification des personnages suscite le plus d'hypothèses. Les noms complets d'Aphrodite et Dioné, d'une part, et Poséidon, d'autre part, apparaissent aux extrémités de la frise mais, au centre, seule la Moire Clotho (« la Fileuse ») est nommée, parmi de nombreuses figures féminines.
L'angle nord-est commence par Aphrodite : bouclier au bras, le pied appuyé sur le visage d'un Géant mort, elle se penche pour retirer sa lance du cadavre. Son fils Éros, petit dieu ailé en haut de la frise, a en grande partie disparu. Dioné, mère d'Aphrodite selon d'anciennes traditions, se retourne pour attaquer un jeune Géant aux ailes déployées. Plus loin, deux combattants sont aux prises avec les Géants. Le premier, bouclier au bras, va frapper un Géant qui a un genou à terre. Le second est en mauvaise posture : il tente de repousser un serpent qui menace sa tête (disparue) tandis qu'un Géant le ceinture par la taille, lui mord le bras et lui bloque les jambes par ses enroulements. C'est la seule scène qui montre un adversaire des Géants en difficulté. Selon Meyer, ces combattants seraient les Dioscures, Pollux, d'ascendance divine, et Castor, simple mortel et donc dominé. D'après le fragment d'inscription […]B[…]S, Volker Kästner identifie Phobos et Deimos, les fils d'Aphrodite et d'Arès. Ensuite, une importante lacune rend confus l'affrontement entre un personnage dont on ne voit que les mains tenant un tronc d'arbre et un homme nu de dos. On ne sait si le combattant vu de dos est un Géant, ou, selon Queyrel, Hermès que le port de son casque rend invisible. Cette invisibilité serait suggérée en le figurant dos tourné, seul dieu de la gigantomachie tourné ainsi. Mais Heinz Kähler identifie plutôt un dieu lié à Arès, peut-être Phobos, et préfère placer Hermès sur la frise occidentale auprès de Zeus de d'Héra, tandis qu'Otto Puchstein suppose Hermès sur une partie perdue de la frise sud et identifie le Géant Orion. Après le personnage de dos, une déesse ailée s'apprête à planter son arme dans le cou d'un Géant agenouillé. Son identification est là aussi incertaine : Psyché, épouse d'Éros, Parthénos selon Otto Puchstein, ou probablement Ényo, déesse des batailles, d'après un fragment portant le nom […]NYO trouvé sur le côté nord de l'autel. Derrière elle, un dieu aux bras noueux et vêtu d'une exomide (tunique de travail en cuir) est Héphaïstos, le dieu forgeron, qui attaque bouclier contre bouclier un Géant équipé d'une cuirasse.

Frise de l'angle nord-est jusqu'au centre
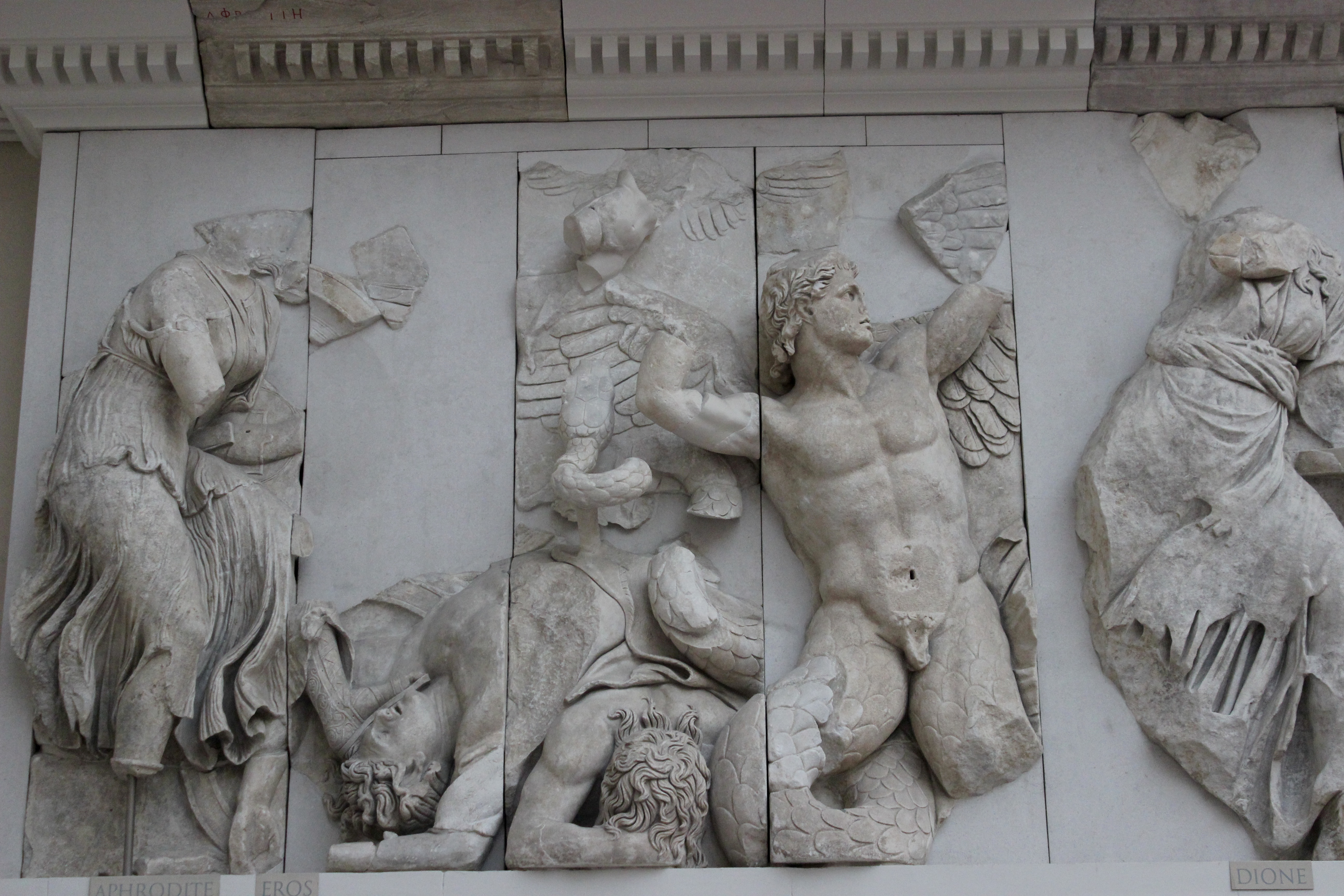
Aphrodite, trois Géants et Dioné.
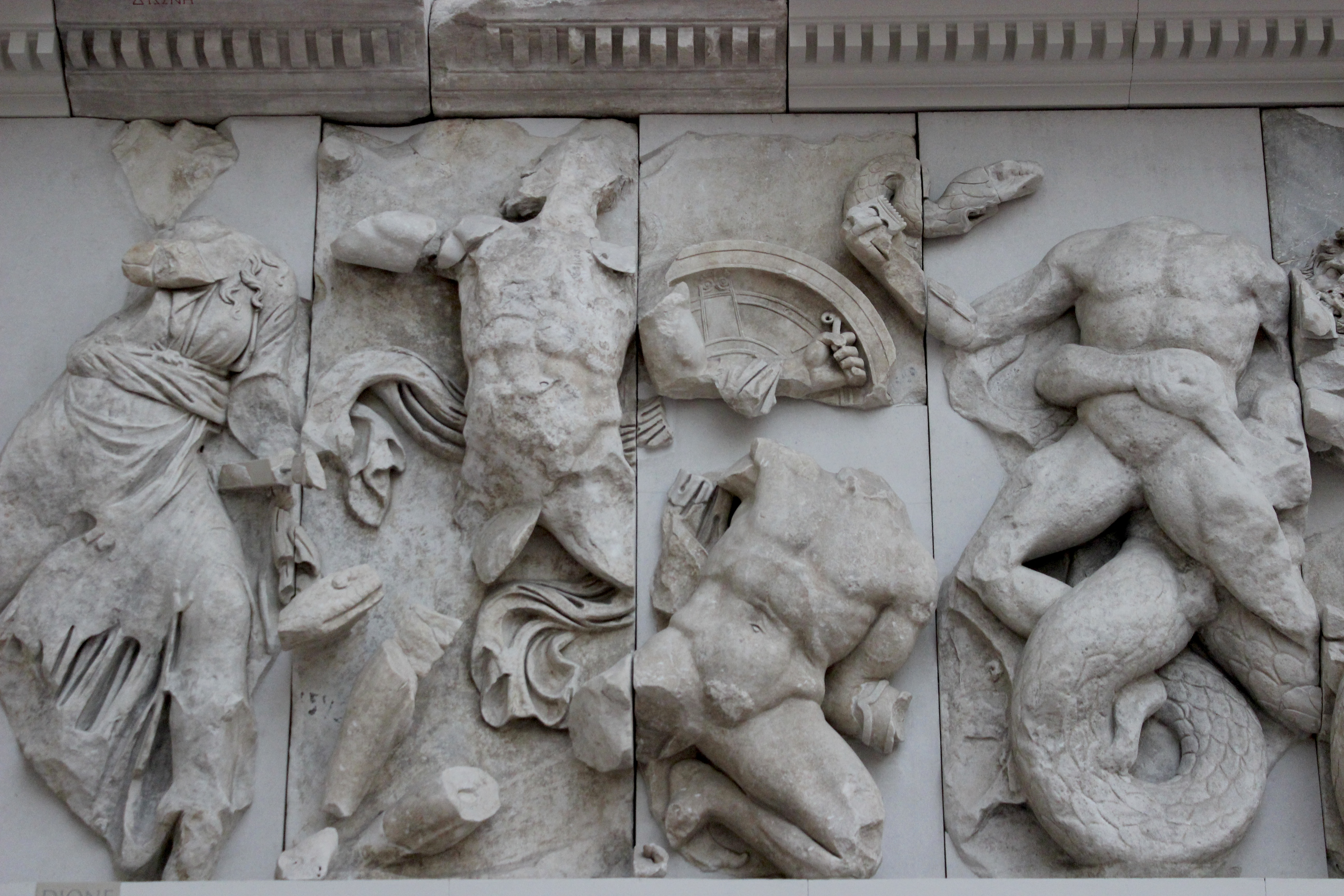
Dioné, Phobos et Deimos (ou Pollux et Castor).
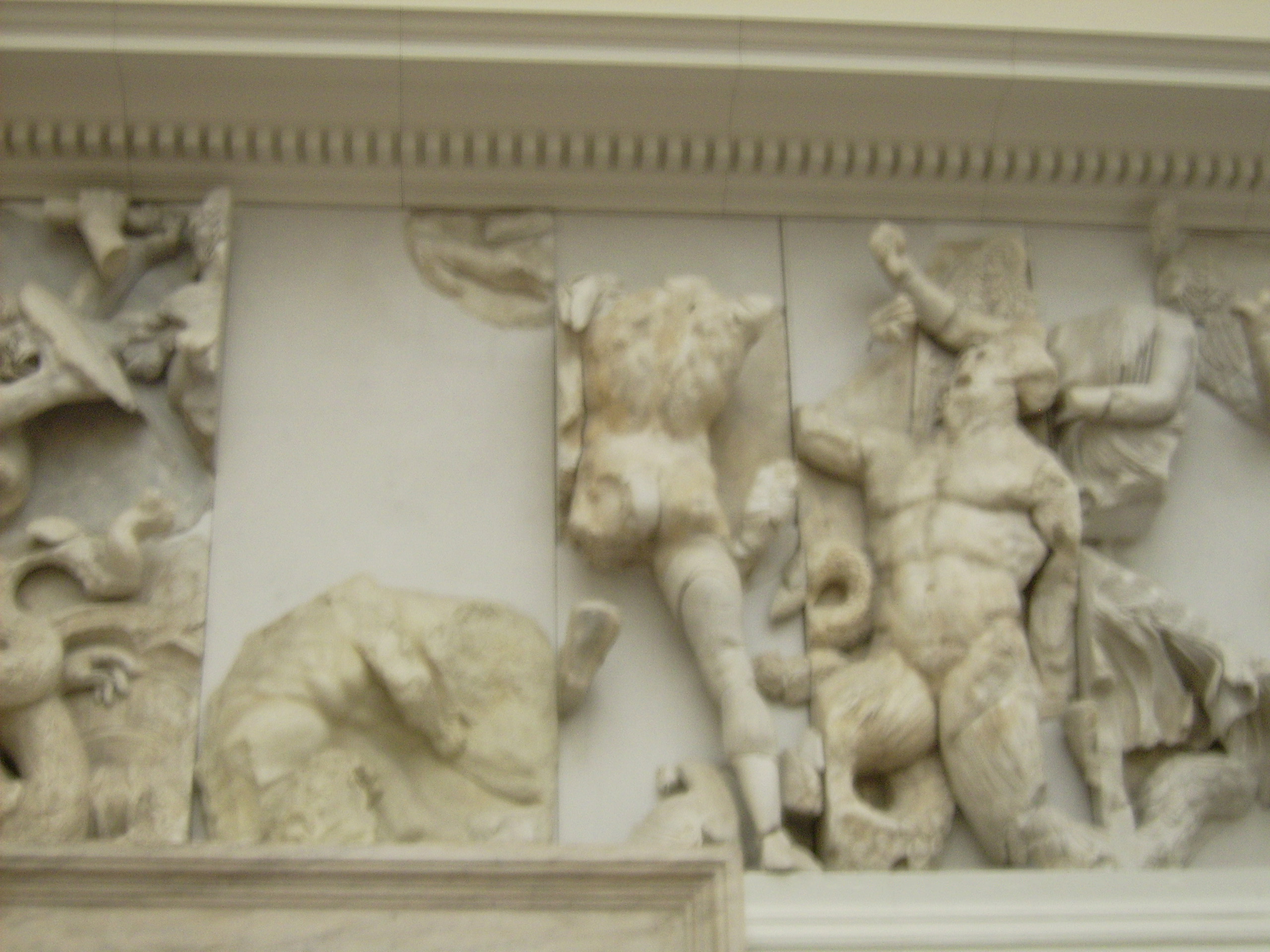
Géant s'apprêtant à frapper Hermès nu avec un tronc d'arbre.
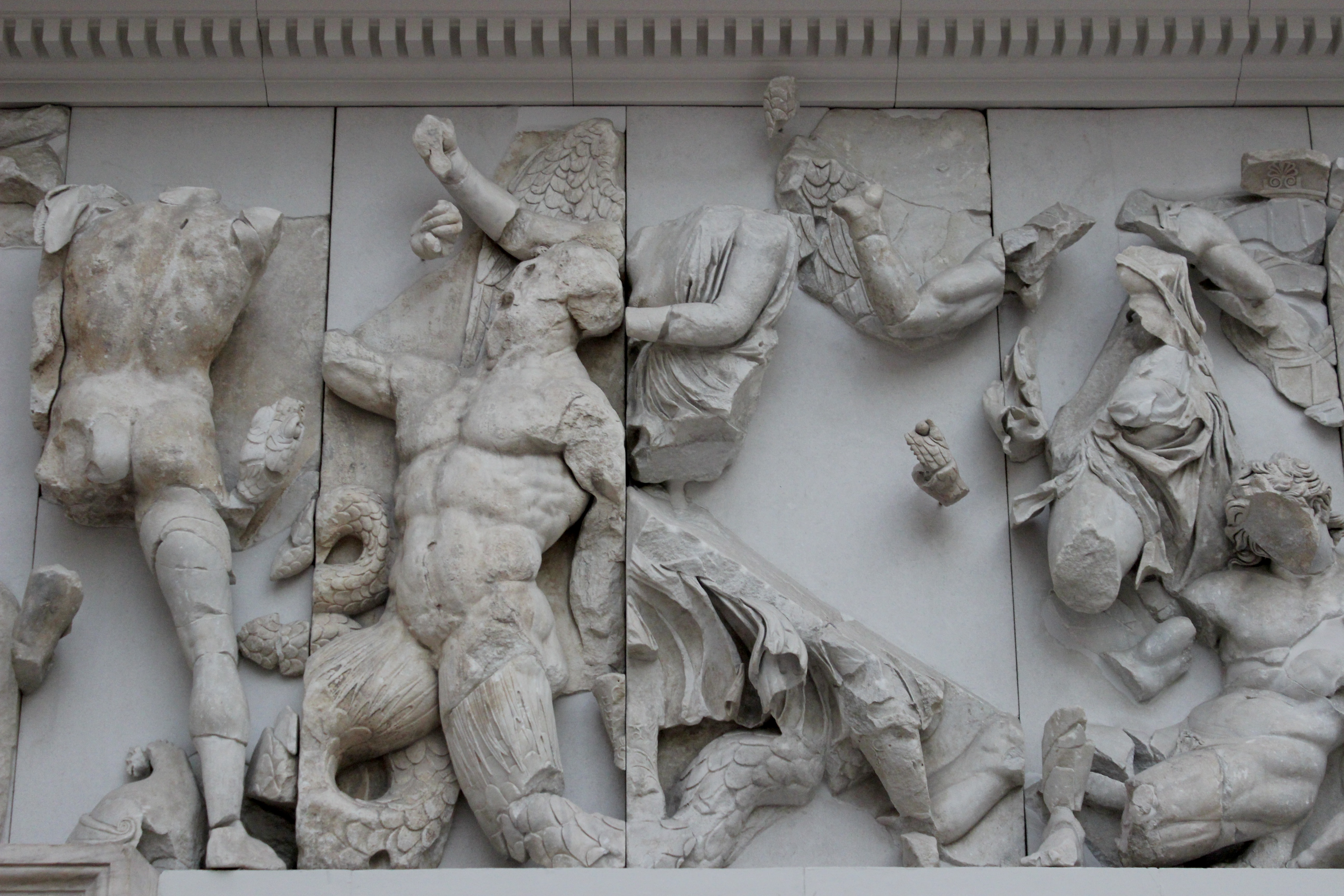
Ényo allant égorger un Géant.
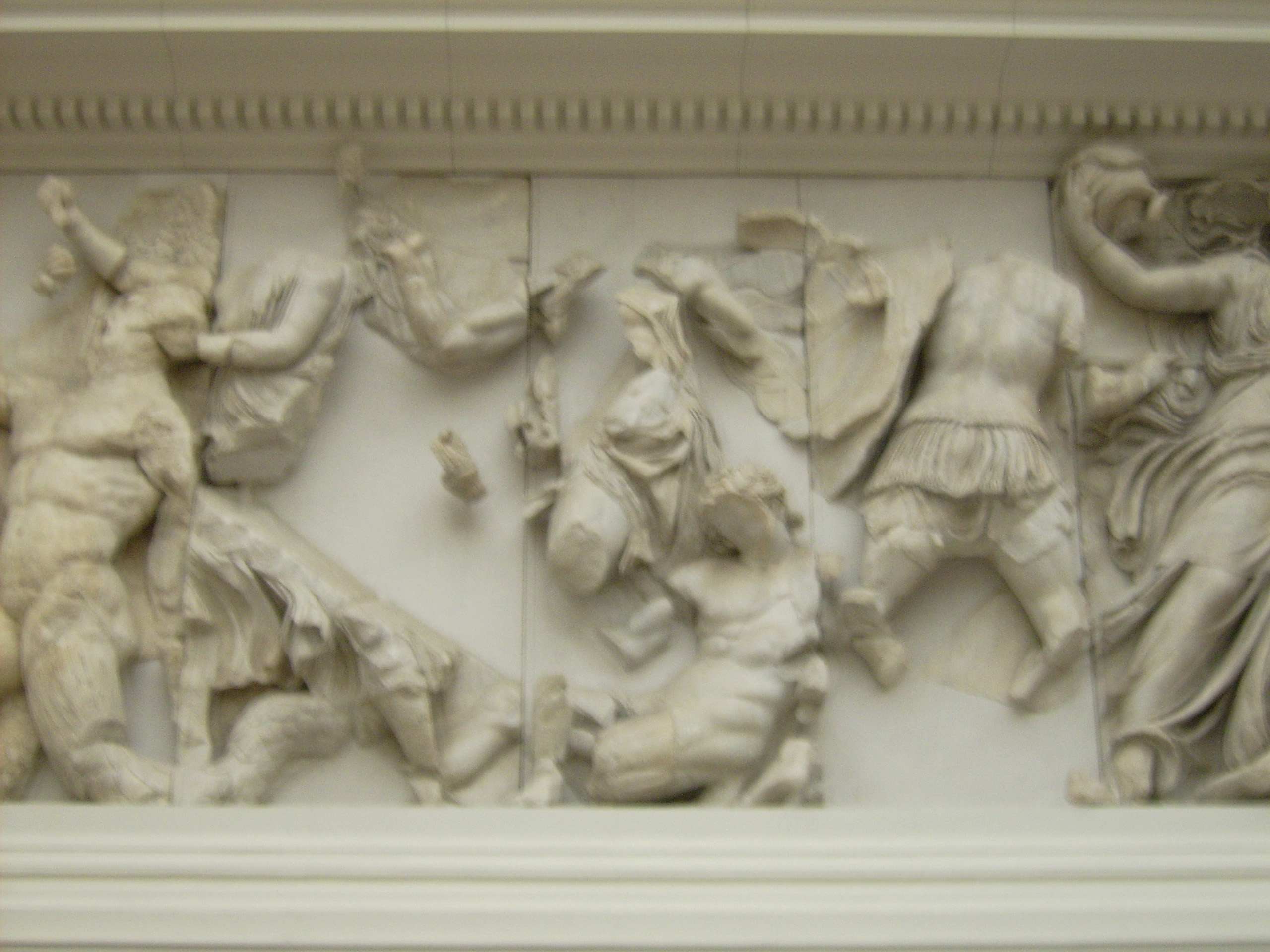
Héphaïstos contre un Géant en cuirasse.

La partie centrale de la frise montre plusieurs déesses en action, dont les identités sont controversées. Une déesse va lancer une hydrie ou une urne entourée d'un serpent sur la tête un Géant dont ne subsistent que les membres. Otto Puchstein et Erika Simon la nomment Nyx (la Nuit), que François Queyrel situe sur la frise sud. Elle pourrait être Perséphone, reine des Enfers, car elle occupe la place d'honneur au centre de la frise. Volker Kästner et François Queyrel l'identifient comme une des trois déesses qui filent le Destin, les Moires, en raison de la bandelette de laine qui flotte autour de sa tête, mais ils divergent sur son nom : Clotho selon Kästner, Atropos pour Queyrel qui associe Clotho à la plaque en lacune et Lachésis au buste féminin qui suit.
Deux déesses affrontent un Géant barbu aux jambes de serpent et un autre plus jeune à forme humaine. Ces déesses pourraient être les deux autres Moires selon Heinz Kähler, ou, d'après les boucles ondulées de leur chevelure, deux Gorgones aux mèches serpentines. Selon le récit d'Apollodore, elles combattent les Géants Agrios et Thoas. Après une lacune, une déesse dont les longues boucles couvrent les épaules terrasse un Géant nu, aidée de son lion. D'après la proximité du monstre marin qui émerge derrière ses pieds, un Κῆτος / Kêtos en grec, Erika Simon identifie cette déesse à Kéto, divinité marine mère des Gorgones. Mais Volker Kästner préfère voir la troisième Gorgone Méduse, en raison de sa proximité avec les deux autres Gorgones et le fragment d'inscription […]SA, complété en [MEDU]SA.
L'angle nord-ouest vient en continuité de la frise ouest et de ses divinités marines : un cheval couvert d'écailles doit tirer le char de Poséidon, dont il ne subsiste que des fragments et le nom gravé. Devant eux, un monstre marin projette en l'air un Géant.

Frise du centre à l'angle nord-ouest
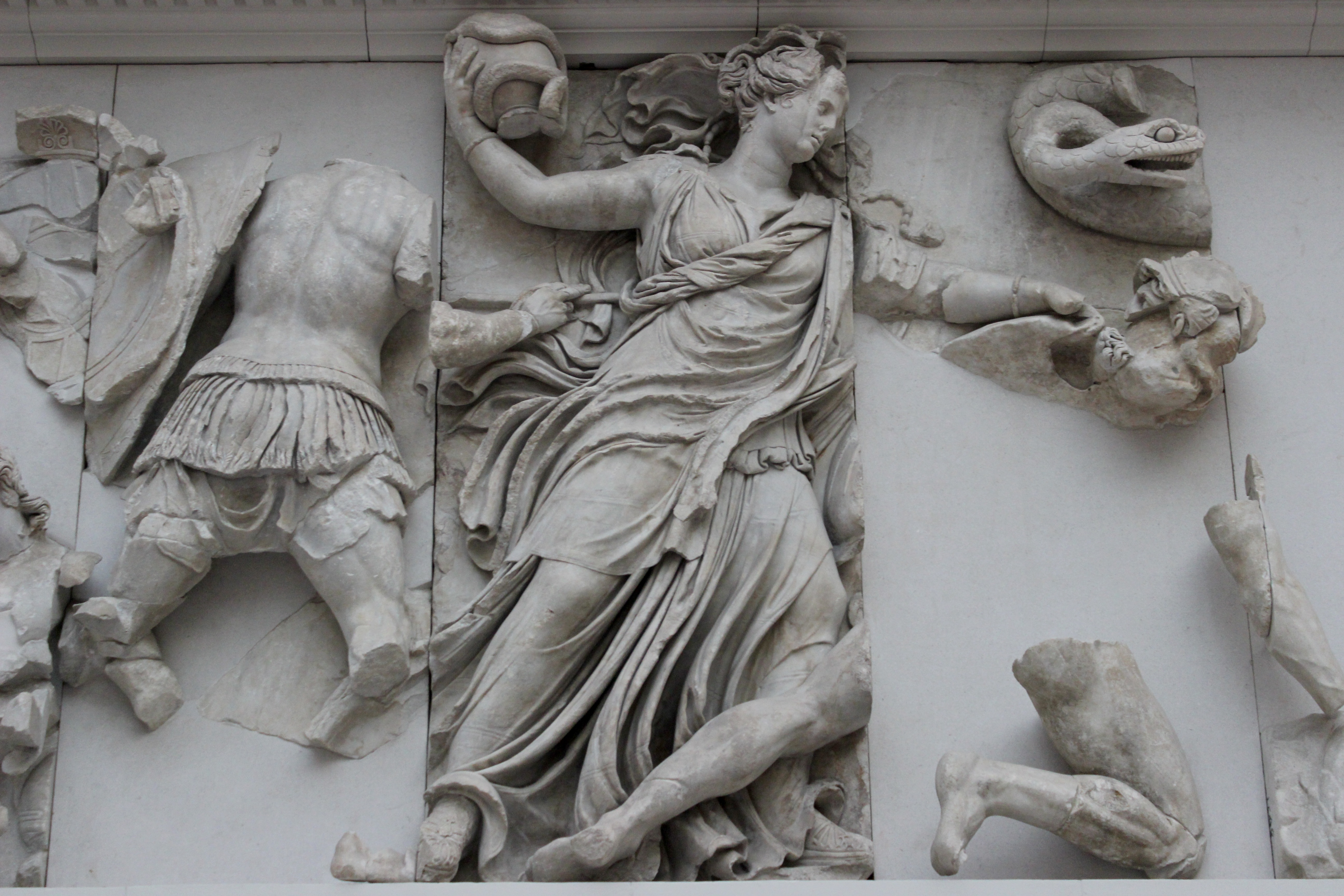
Moire Atropos ou Clotho.
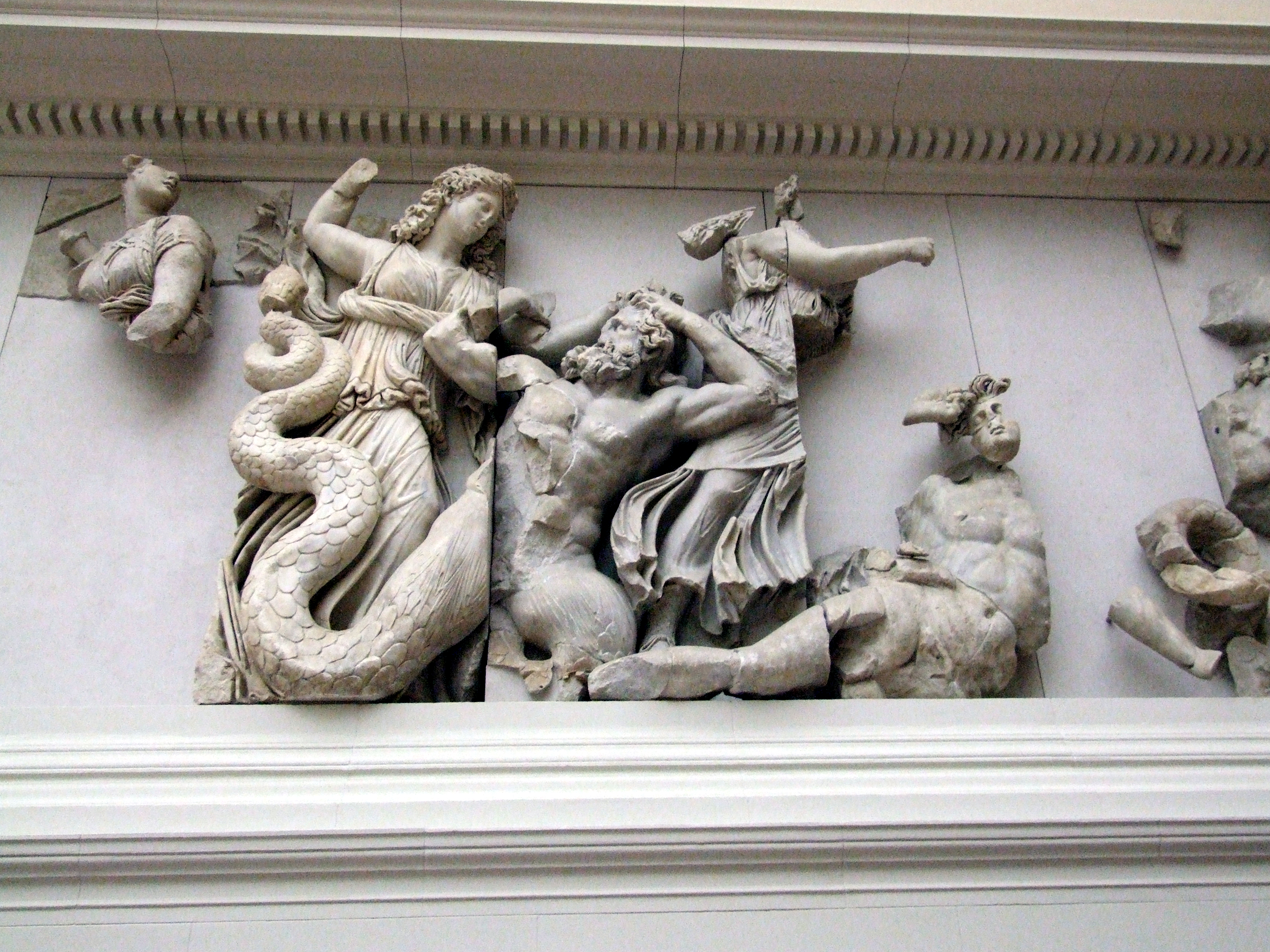
Buste de la moire Lachésis. Deux Gorgones combattent Agrios et Thoas.
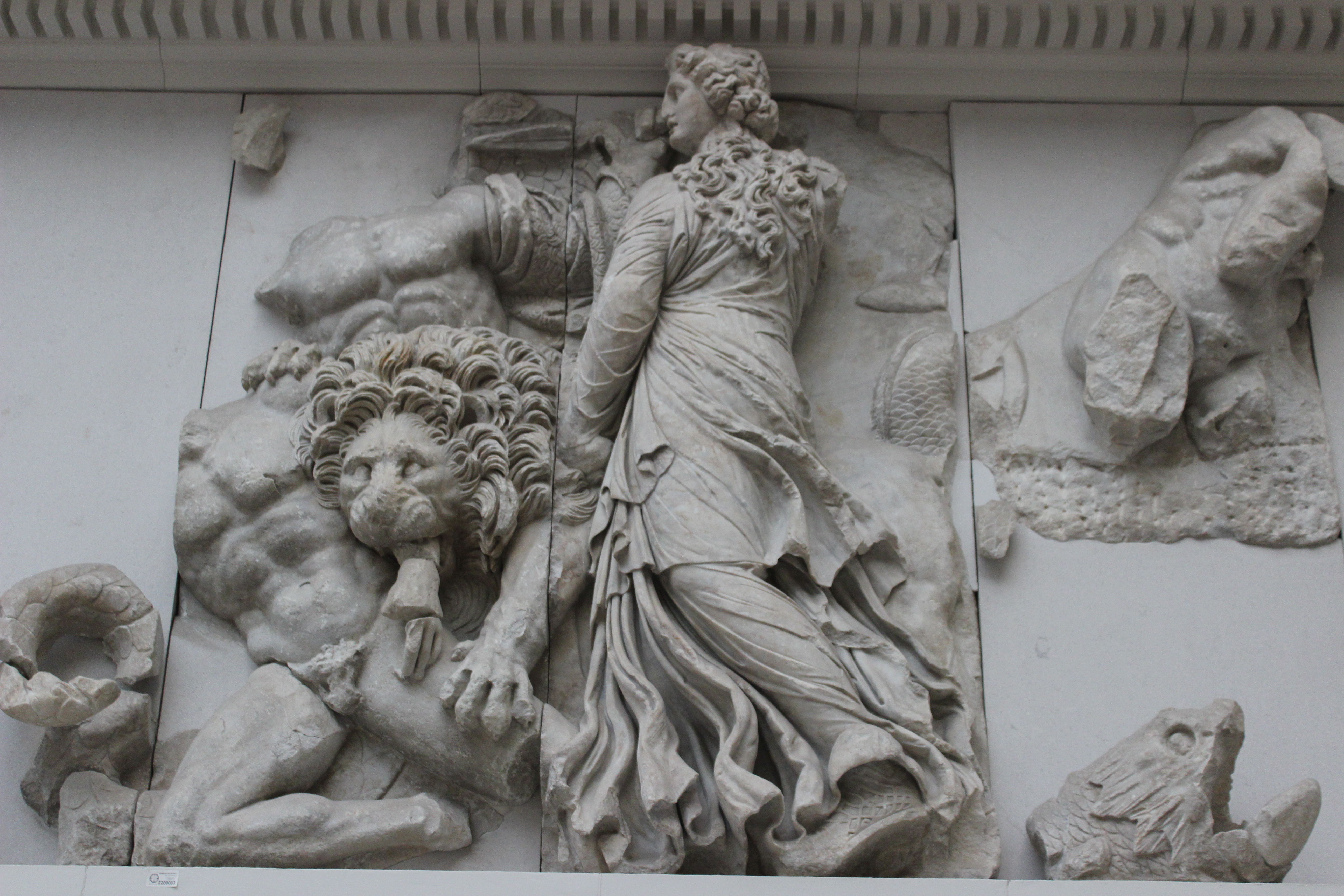
Méduse (ou Kéto) et son lion.
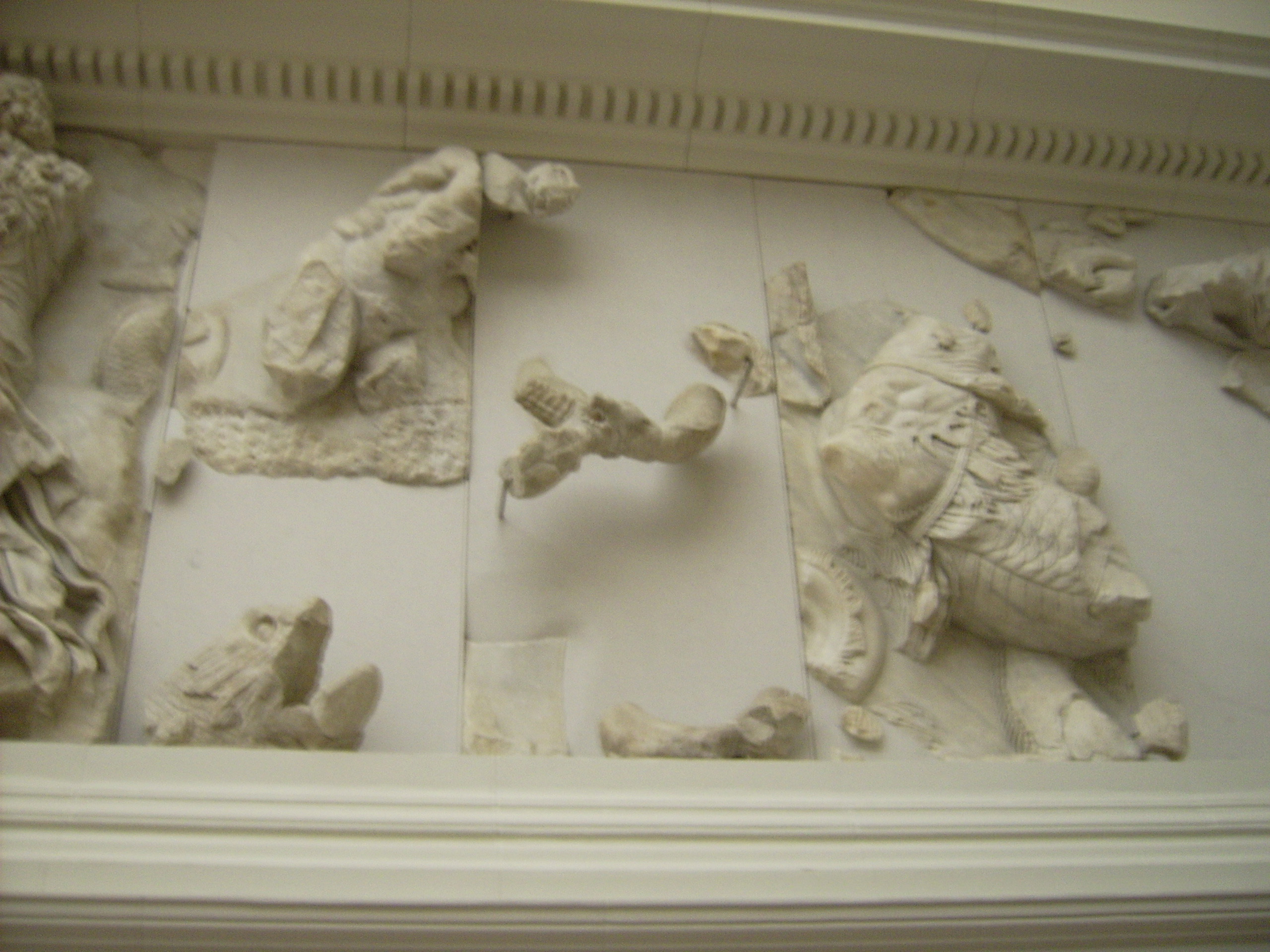
Cheval du char de Poséidon.

### Frise de Télèphe

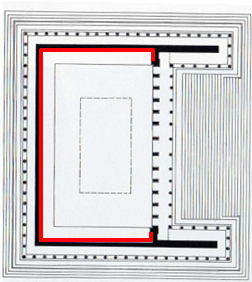
En rouge, disposition de la frise de Télèphe sur l'Autel.

La partie restituée, qui représente 35 m sur un pourtour d'origine estimé à 60,6 m, regroupe les restes de 47 plaques. Très mutilée, elle ne compte pas moins de quatre-vingt-dix figures. Les panneaux sont fortement endommagés ; certains d’entre eux sont inachevés. Alors que la Gigantomachie se distingue par son unité de ton, la frise de Télèphe fait varier les thèmes, changeant d’époque, de lieu et d’atmosphère d’un panneau à l’autre. L'ordre et la numération des plaques ont été établis en 1910 par Hermann Winnefeld d'après les récits antiques, mais les spécialistes reconstituent des récits aux enchaînements différents.
Le cycle de Télèphe est familier des auteurs grecs, qui en ont constitué la tradition, avec de nombreuses variantes. Son histoire débute en Arcadie : l'oracle de Delphes prévient Aléos, roi de Tégée, que ses fils seront tués par leur neveu. Il fait donc de sa fille Augé une prêtresse d'Athéna, vouée à la chasteté. Séduite ou violée par Héraclès, elle donne naissance à Télèphe, qu'elle tente de cacher. Découverte, elle est abandonnée à la mer dans un coffre, et Télèphe est exposé sur le mont Parthénion. Augé échoue sur la côte de Mysie, où elle est adoptée par le roi Teuthras, tandis que Télèphe est allaité par une biche et recueilli par des bergers. Devenu adulte, Télèphe retrouve son père Héraclès, tue ses oncles et, sur l'ordre de l'oracle de Delphes, part en Mysie à la cour de Teuthras, sans reconnaître sa mère. Il aide les Mysiens à repousser une attaque des Grecs. En récompense, Teuthras lui donne Augé en mariage. Une intervention divine sous la forme d'un énorme serpent empêche la consommation de l'union incestueuse et voit Télèphe reconnaître enfin sa mère. L'épisode suivant s'insère dans le cycle troyen : Téléphe, roi de Mysie, repousse le premier débarquement des Achéens venus assiéger Troie mais arrivés par erreur en Mysie. Durant le combat, il trébuche sur une vigne suscitée par Dionysos et est frappé à la cuisse par la lance d'Achille. Cette blessure ne se referme pas, un oracle indique qu'elle ne peut être guérie que par la lance d'Achille. Télèphe s'introduit déguisé chez les Grecs, à Argos, prend le jeune Oreste en otage lorsqu'il est reconnu et obtient sa guérison. En échange, il explique aux Achéens le chemin vers Troie.
La frise
Elle montre les épisodes majeurs de la légende, dans une version décente, dans laquelle le viol d'Augé ou le meurtre des oncles de Télèphe n'apparaissent pas. La narration débute par le côté nord, sur 16 mètres. Panneau 2 : À la cour de Tégée, Héraclès, figure disparue, est présenté à la reine Néaira, épouse d'Aléos. Le jeune homme au côté du trône royal serait un des fils du roi. Panneau 3 : Changement de lieu : sous un chêne, Héraclès, vêtu de sa seule peau de lion, aperçoit sur le panneau 11 Augé et ses compagnes qui parent la statue d'Athéna. La tunique d'Augé a glissé, dénudant son épaule, suscitant le désir d'Héraclès. Panneau 4, fragmentaire : abandon du nouveau-né Télèphe sur le mont Parthénion. Panneaux 5 et 6 : construction de l'esquif dans lequel sera abandonnée Augé, qui figure au fond de la scène, prostrée et voilée, avec deux suivantes. François Queyrel — seul spécialiste à proposer cette scène — reconstitue en regroupant le fragment 4 avec d'autres morceaux une scène durant laquelle des satyres et des ménades découvrent le petit Télèphe dans le sanctuaire de Dionysos. Panneau 12 : Héraclès debout près d'un platane trouve son fils allaité par une lionne. Le récit de Pausanias le Périégète mentionne une biche comme nourrice, les concepteurs de la frise enjolivent donc la tradition. Fragment 7 et panneau 8 : deux nymphes accroupies préparent un bain pour l'enfant, sous le trône d'une déesse de la montagne, peut-être la personnification de l'Arcadie ou du Parthénion, ou encore Rhéa, la Grande Mère des dieux, dont l'animal sacré est justement un lion.

Rencontre d'Héraclès et Augé, enfance de Télèphe
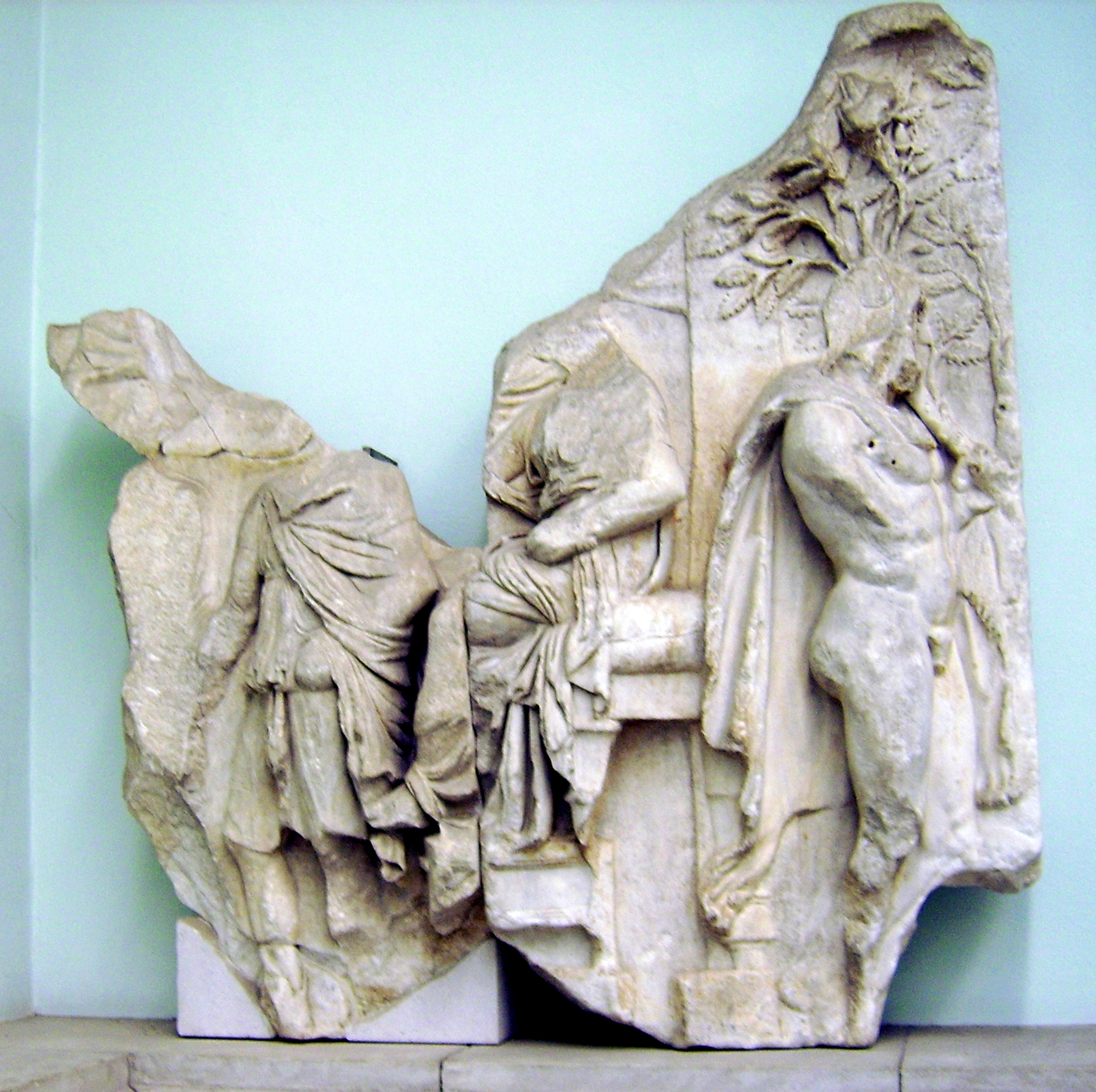
2. Trône de la reine Néaira ; 3. Héraclès aperçoit Augé.
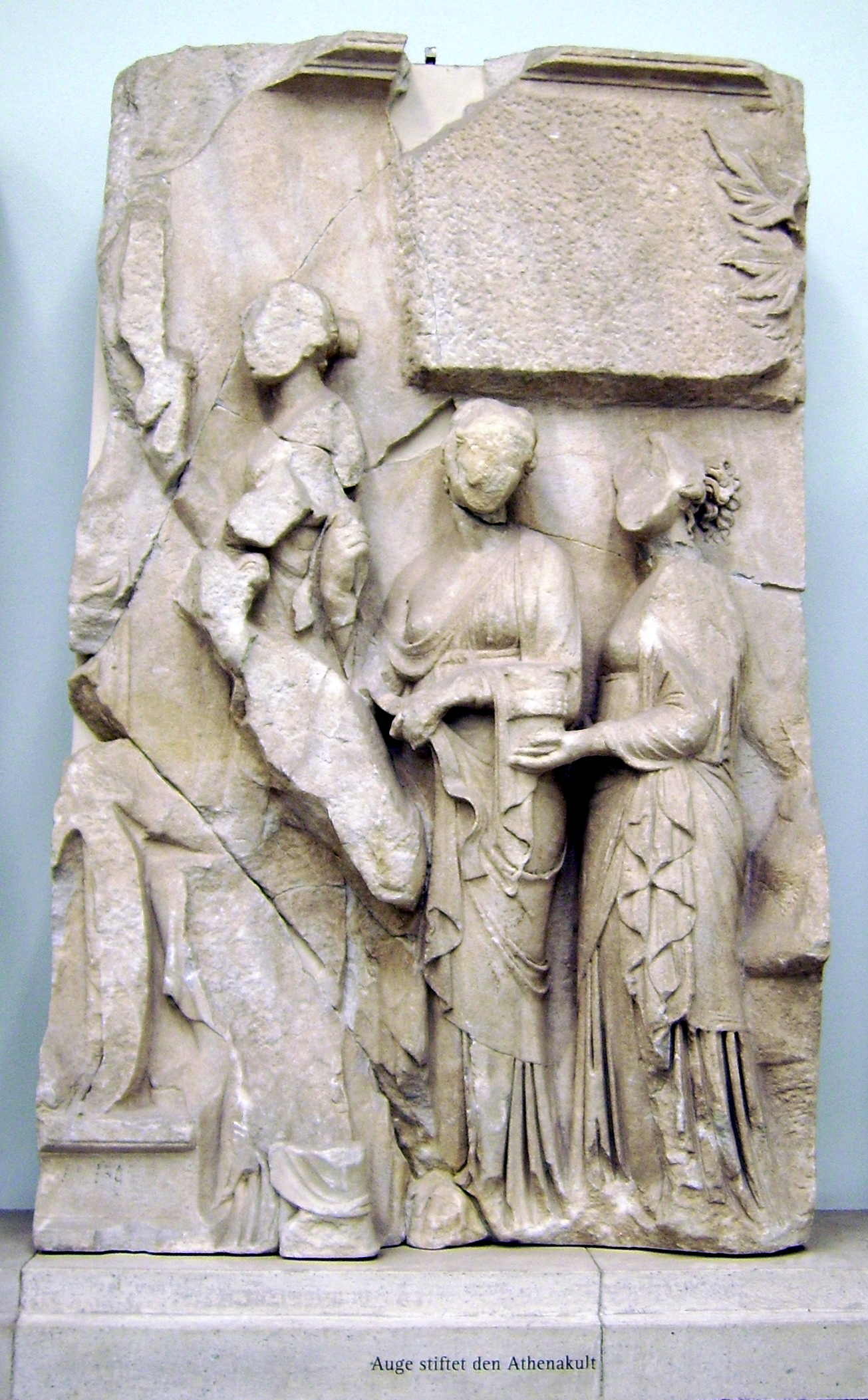
11. Augé pare la statue d'Athéna.
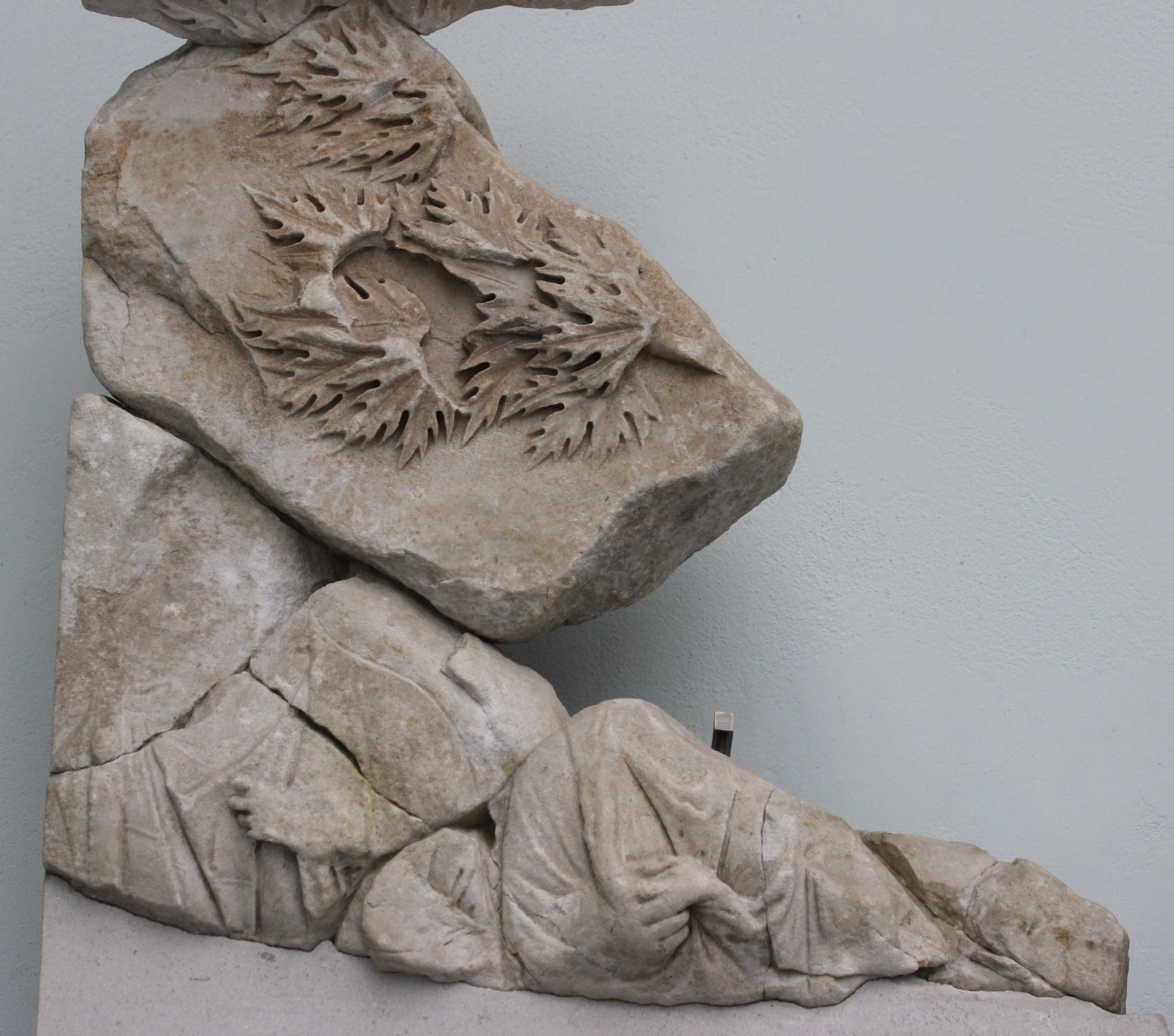
4. Abandon de Télèphe.
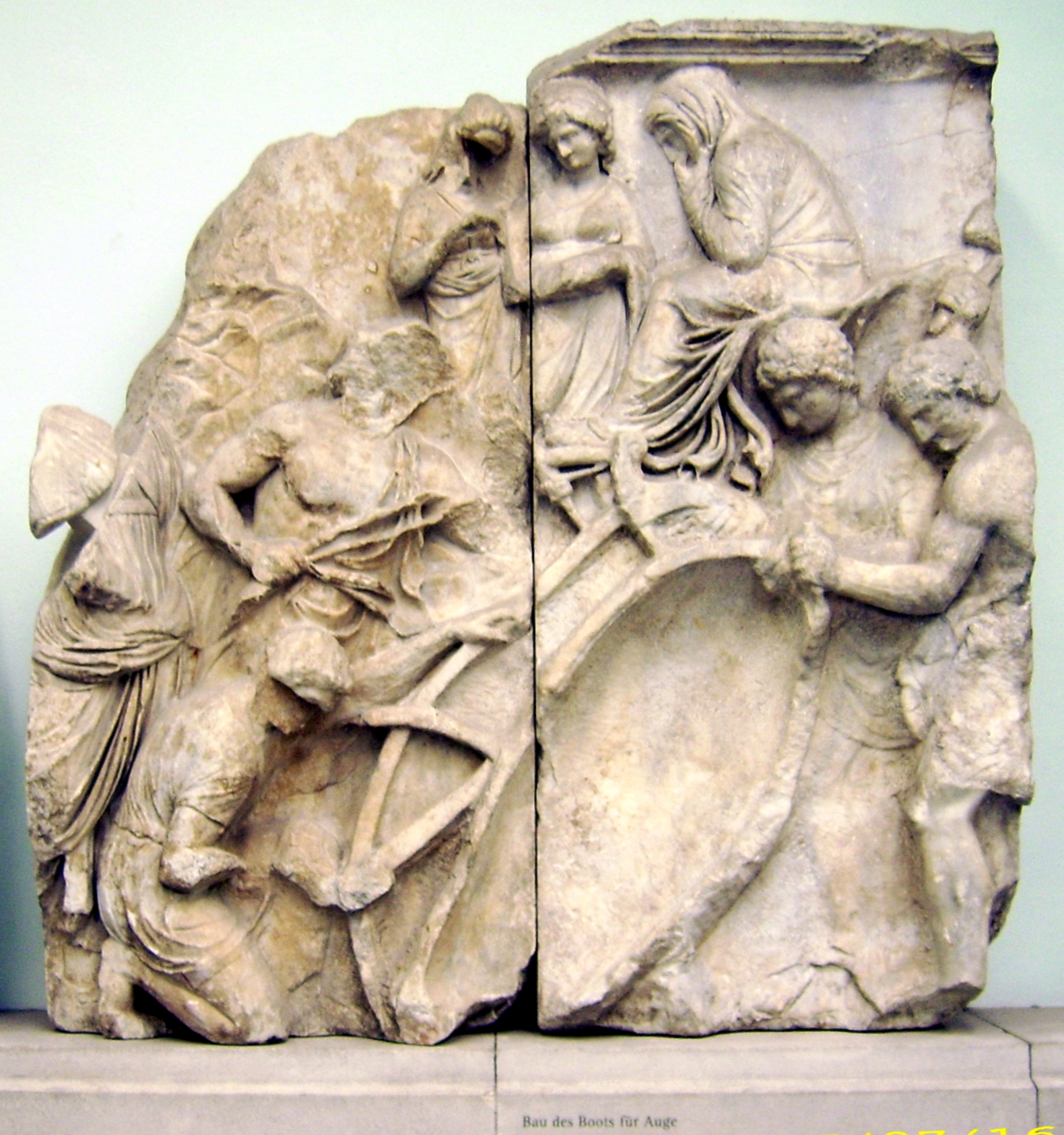
5 et 6. Construction de l'esquif d'Augé.
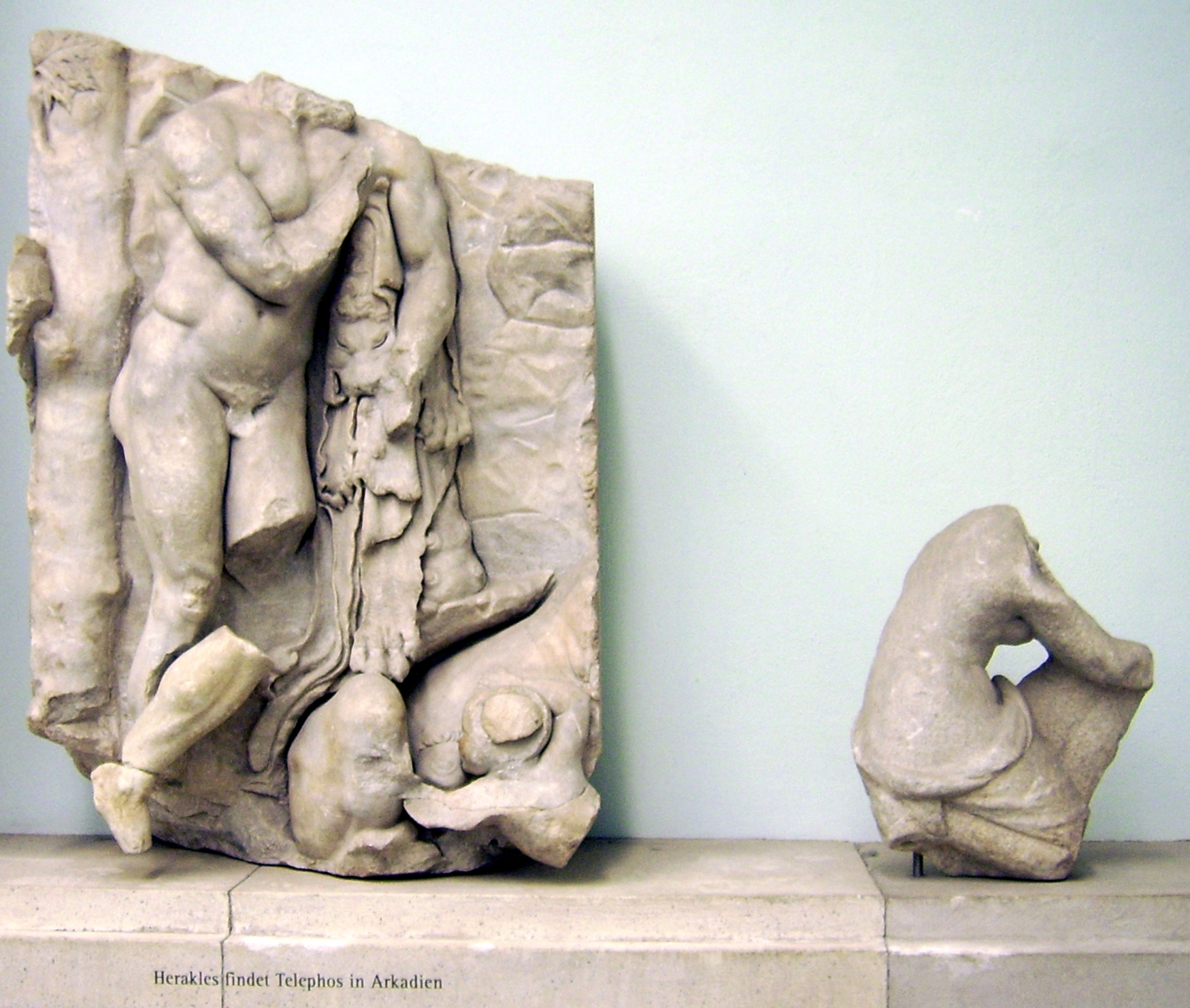
12. Héraclès, Télèphe allaité par une lionne. 7. Nymphe.
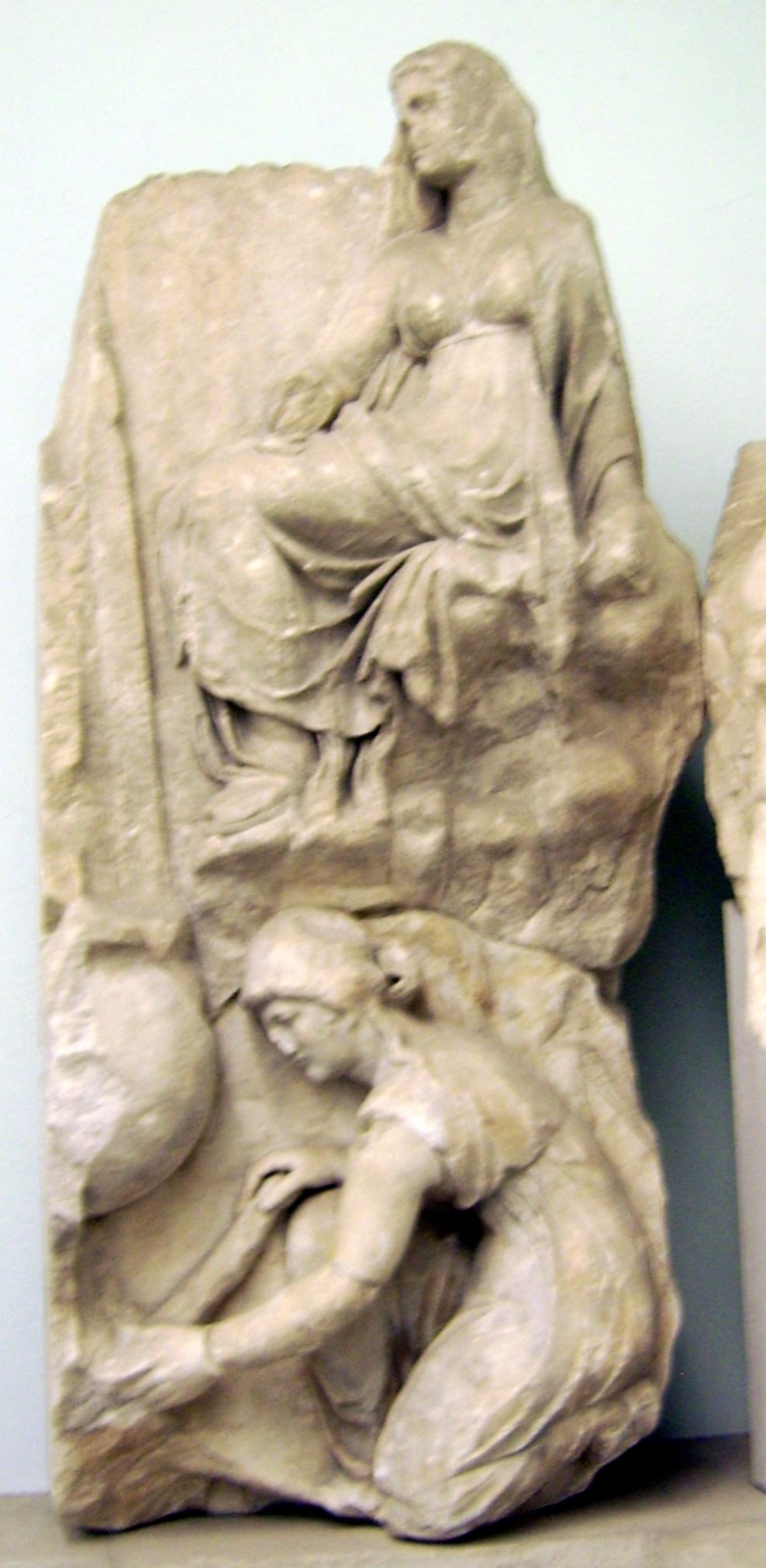
8. Préparation du bain de Télèphe.

La frise fait un angle et se poursuit sur son segment oriental, le plus long avec 26 mètres à l'origine. Les fragments des panneaux 9 et 13 montrent deux torses masculins, l'un nu, l'autre en pagne penché sur le bord d'un bateau, interprétés comme les pêcheurs sur le rivage. Panneau 10 : les protagonistes portent le costume des Orientaux, une robe longue et des bottines, on est donc en Mysie. Le roi Teuthras accourt avec ses compagnons à la rencontre d'Augé. Panneaux 32, 33 et 14 : Télèphe et ses compagnons d'Arcadie s'embarquent pour l'Asie. Panneaux 16 et 17 : le personnage en bonnet phrygien indique l'arrivée en Asie. Augé, qui n'a pas reconnu son fils, remet à Télèphe des armes, sa suivante apporte un casque corinthien. Panneau 18 : Télèphe en armes rencontre Teuthras. Si l'on se réfère à un épisode rapporté par Hygin, Teuthras lui demande de repousser Idas, fils d'Aphareus, qui vient d'envahir son royaume. Les panneaux 27 à 29 montrent un affrontement, que François Queyrel et Françoise-Hélène Massa-Pairault rattachent à la bataille contre Idas, tandis que l'interprétation usuelle les situe dans la bataille contre les Achéens. Les vainqueurs, nus et incomplets, seraient Télèphe et son compagnon l'Arcadien Parthénopée. Au panneau 20, toujours selon le récit d'Hygin, Teuthras accorde au vainqueur Télèphe la main d'Augé. Le panneau 21, très endommagé, montre la couche nuptiale et un énorme serpent dont on ne distingue que le dessin de quelques anneaux. La présence du reptile, emblématique d'Athéna, empêche l'union incestueuse. Le panneau du mariage de Télèphe avec Hiéra, fille de Teuthras est perdu.

Augé et Télèphe à la cour du roi de Mysie
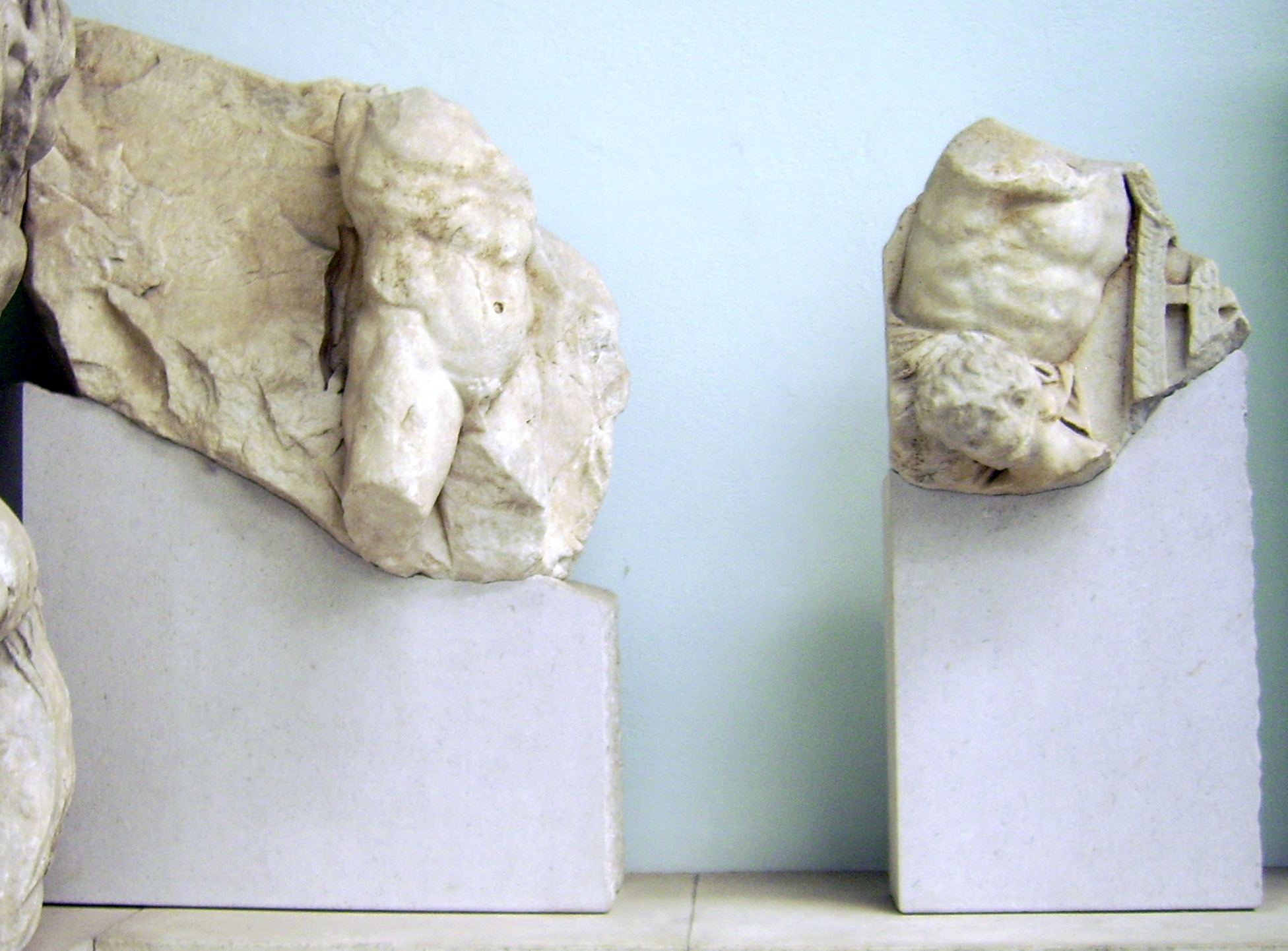
9 et 13. Pêcheurs
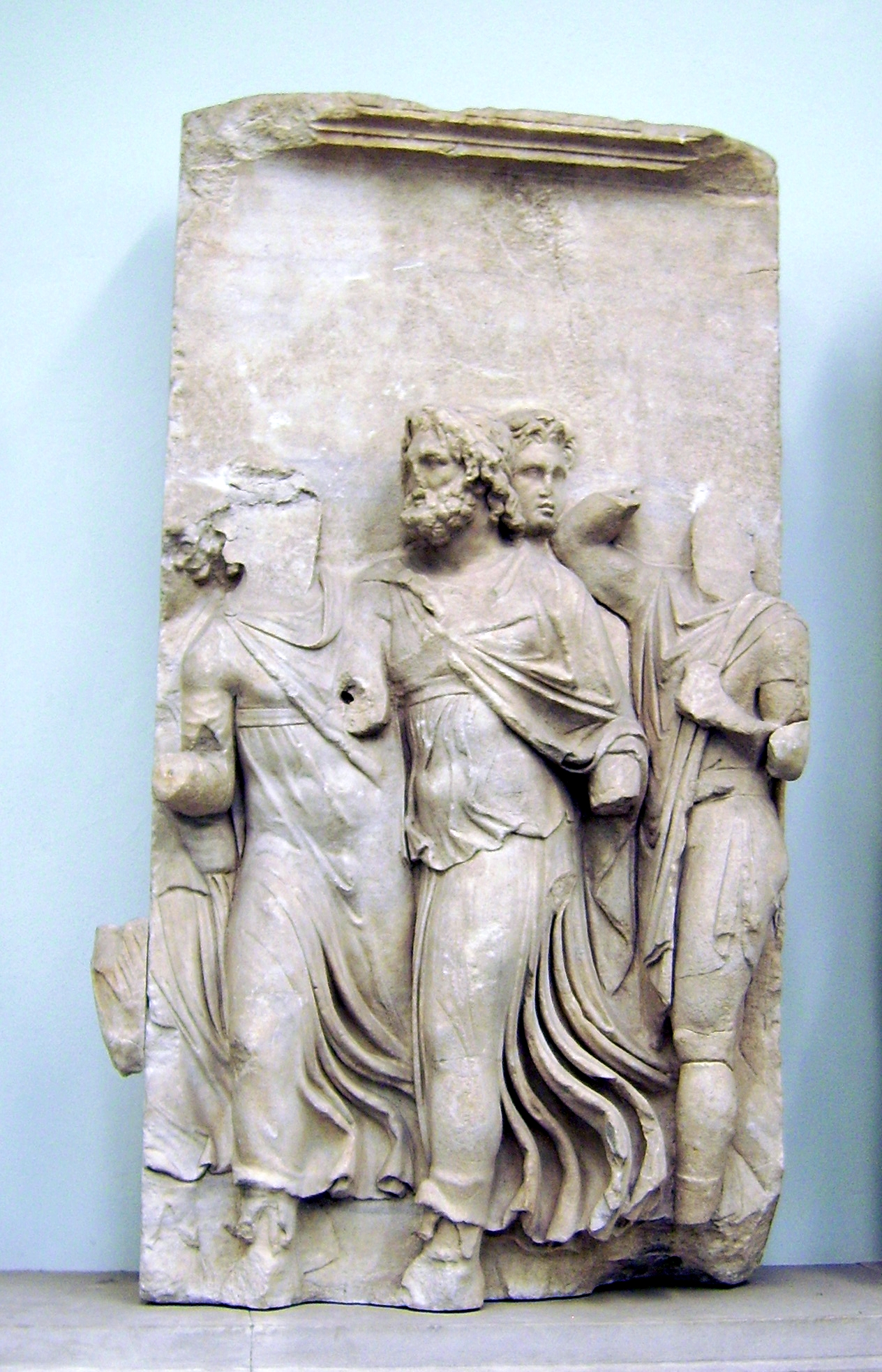
10. Teuthras accourt vers le rivage.
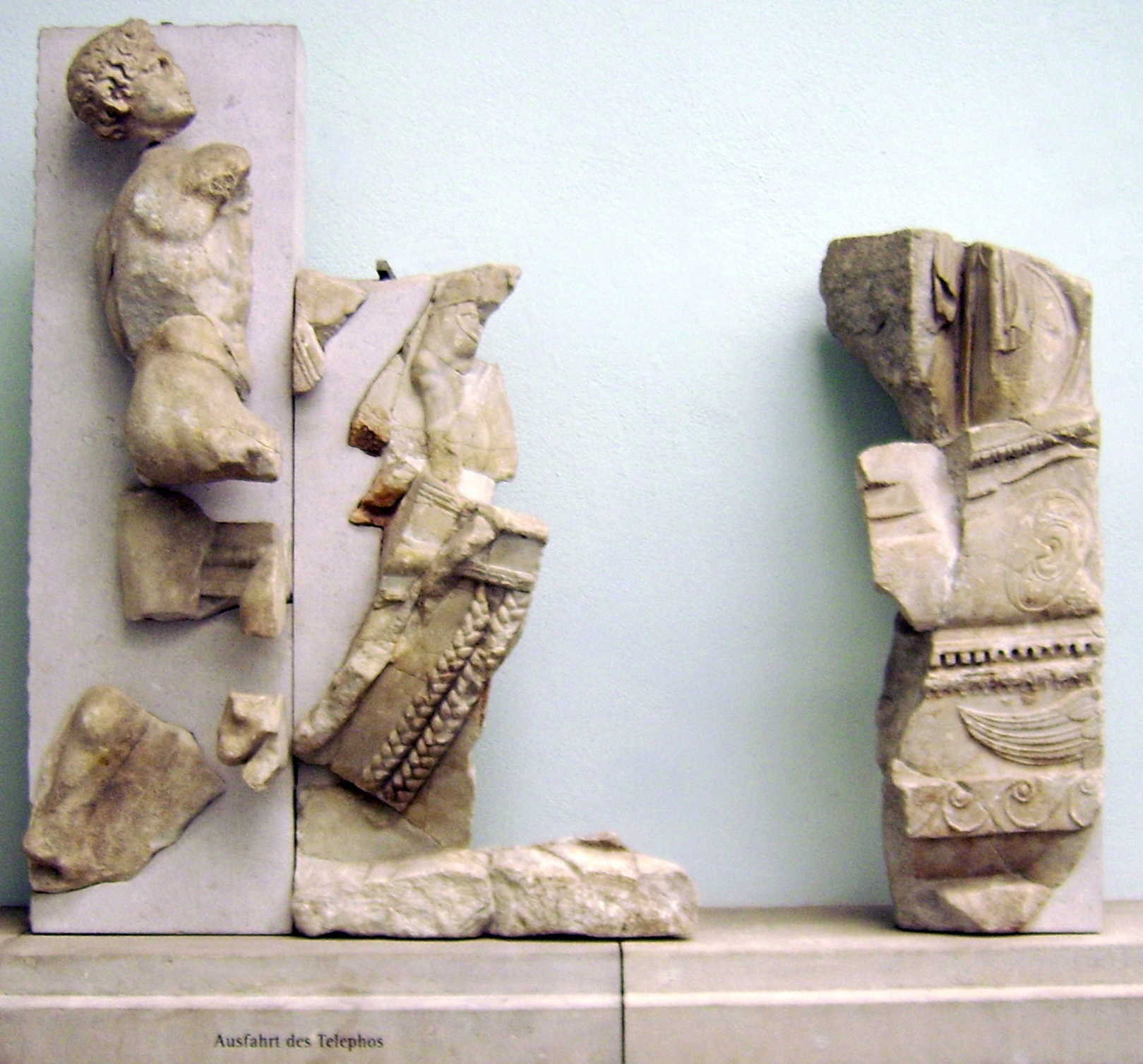
32, 33 et 14. Embarquement de Télèphe
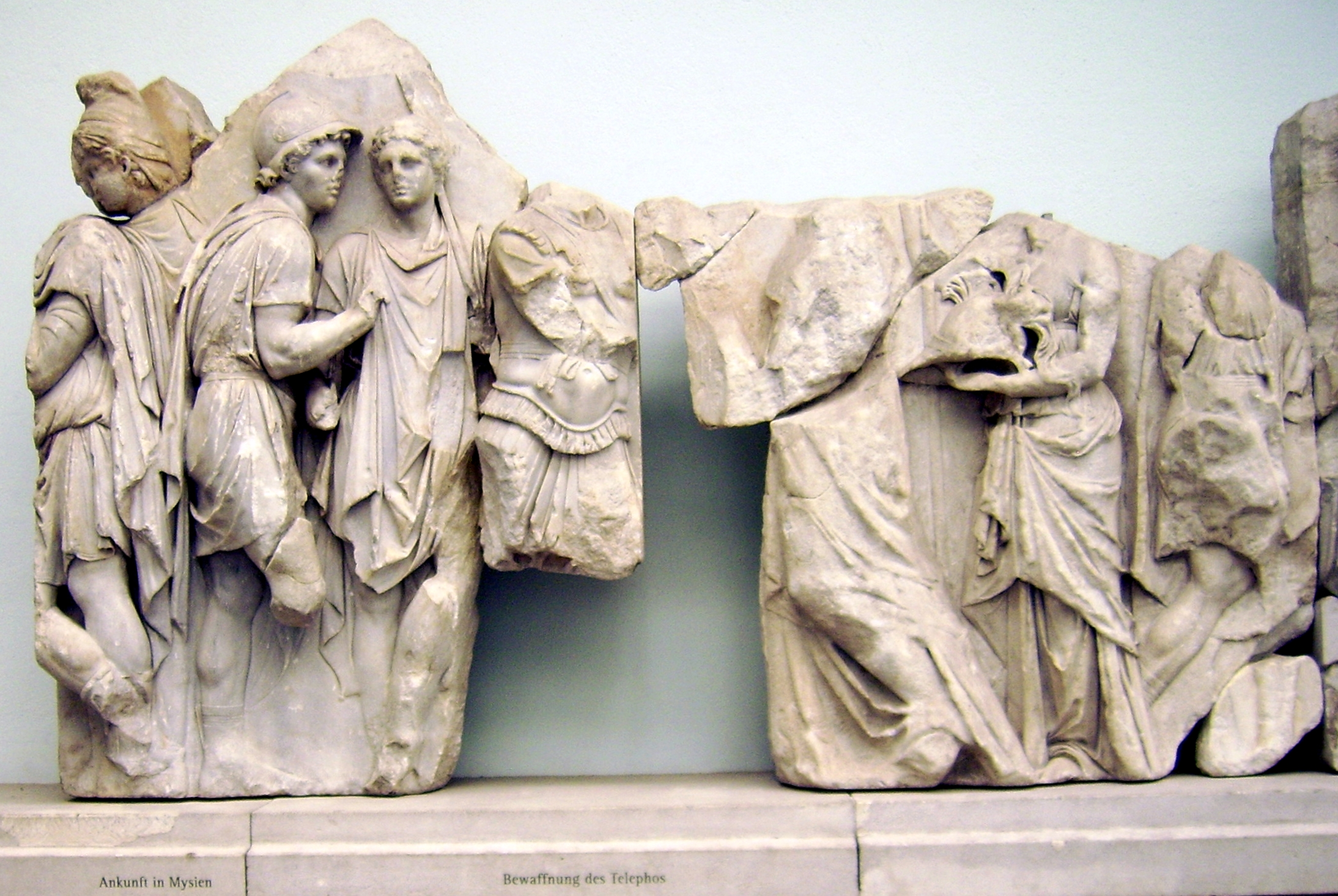
16 et 17. Télèphe reçoit des armes d'Augé.
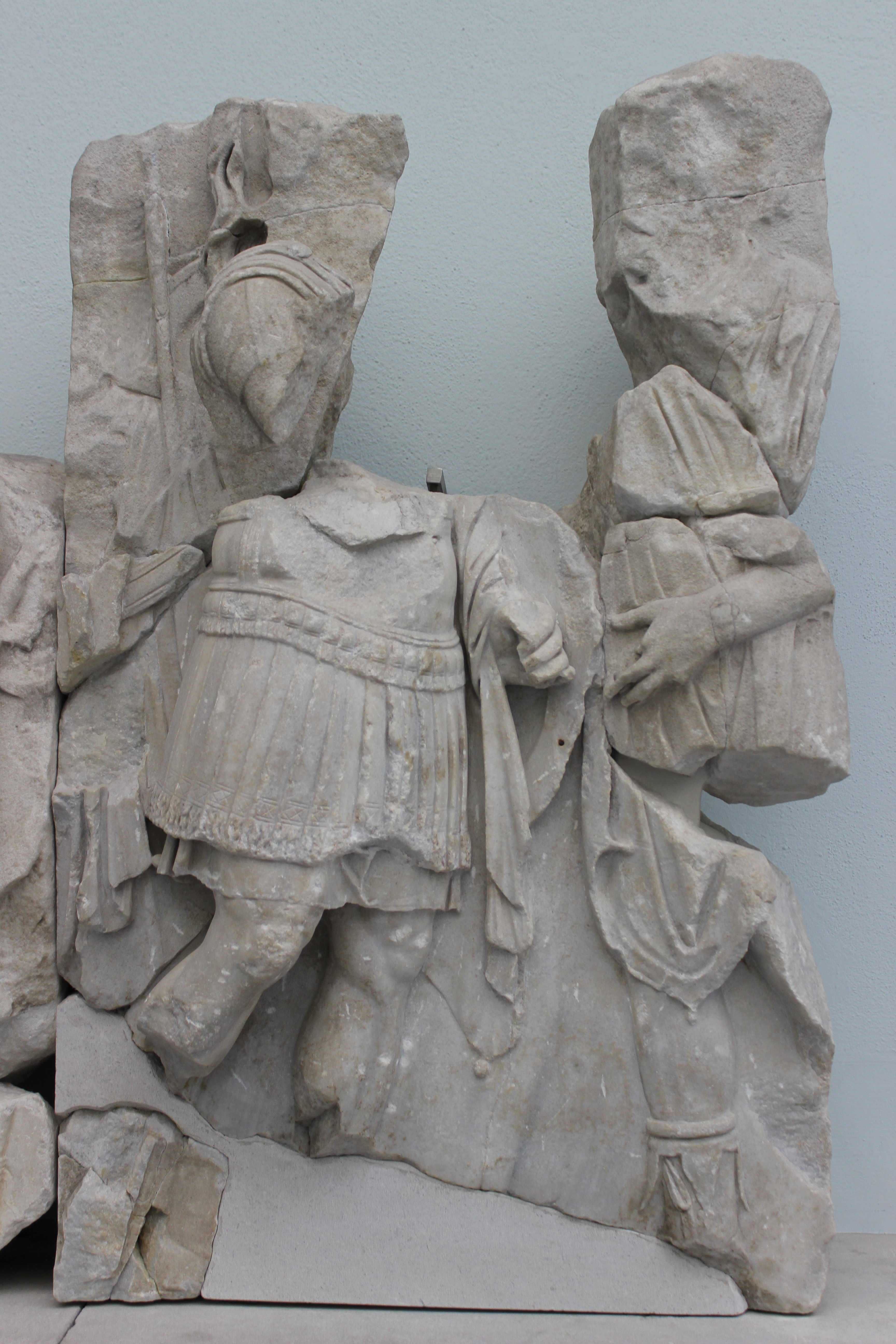
18. Télèphe rencontre Teuthras.
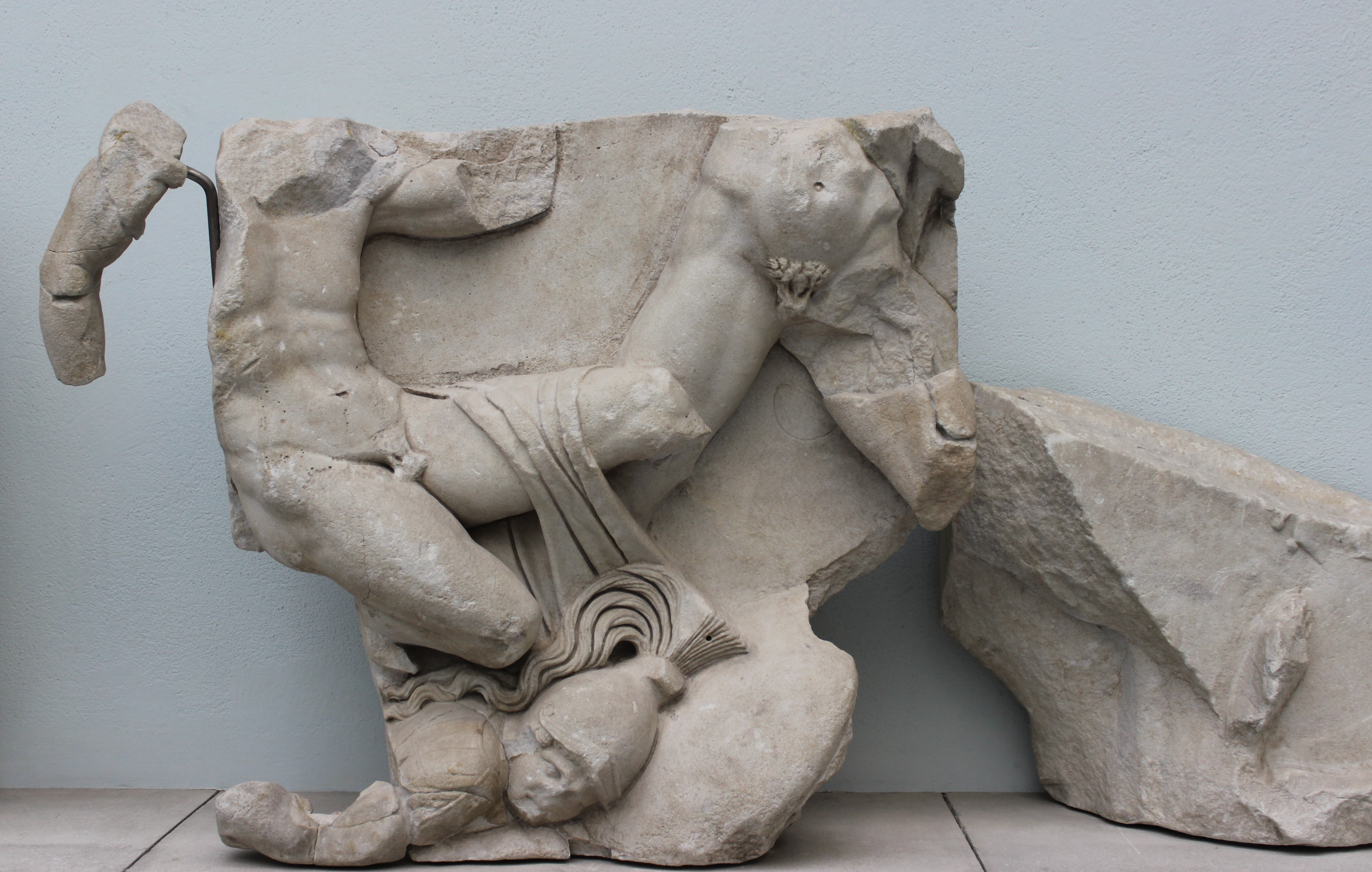
27-29. Les vainqueurs d'Idas.
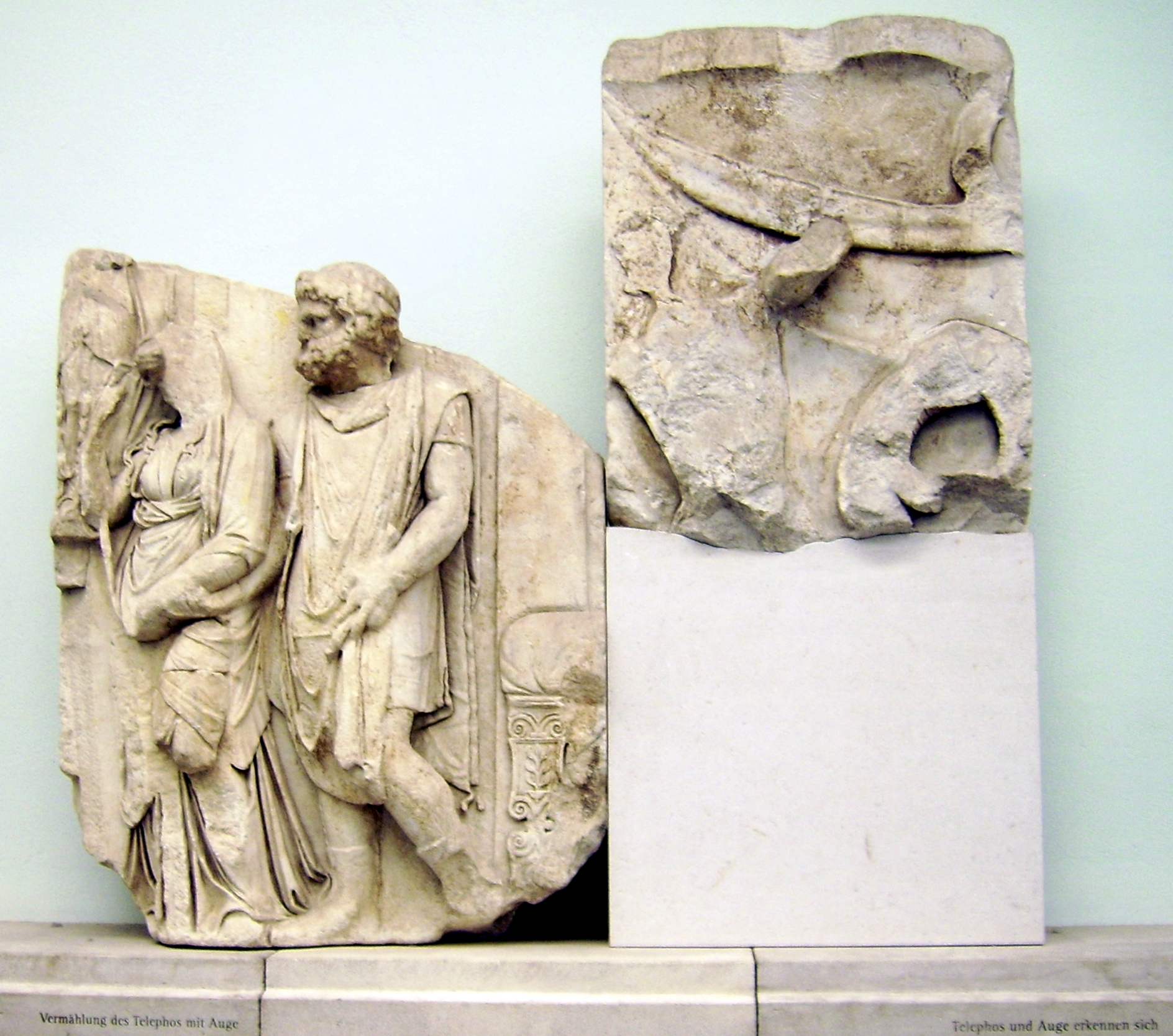
20 : Teuthras marie Augé à Télèphe ; 21. La nuit de noces.

La série suivante montre la bataille livrée contre les Grecs dans la plaine du Caïque, prémices de la guerre de Troie selon le récit de Philostrate de Lemnos. Les Mysiens, hommes et femmes, s'opposent aux envahisseurs, et Hiéra conduit la cavalerie. Sur les panneaux fragmentaires 22 à 24, un homme à pied empoigne les rênes d'une monture. Selon Philostrate, le Grec Nirée va tuer Hiéra. Le panneau 51 montre une défunte sur son lit funéraire. S'il s'agit de Hiéra, cela implique une trêve des combats le temps de ses funérailles. Mais la défunte peut aussi être Augé, mère de Télèphe, et le panneau se place dans ce cas à la fin de la frise. Le panneau 25 montre deux cadavres que l'on dépouille, des Scythes d'après leur armement, notamment l'étui triangulaire de rangement de leur arc. Phylostrate les nomme Héloros et Actéos, Scythes alliés aux Mysiens et tués par Ajax. Sur les fragments assemblés dans le panneau 30, Achille, vu de dos, va frapper de sa lance et blesser Télèphe à la cuisse. Téléphe est entravé par un cep de vigne, dont on voit l'extrémité près de la jambe d'Achille. Dionysos, auteur de ce piège, apparaît sur le panneau 31. La justification de son intervention reste obscure : ressentiment à l'encontre de Télèphe ou reconnaissance envers les Grecs ?

Bataille des Mysiens et des Grecs
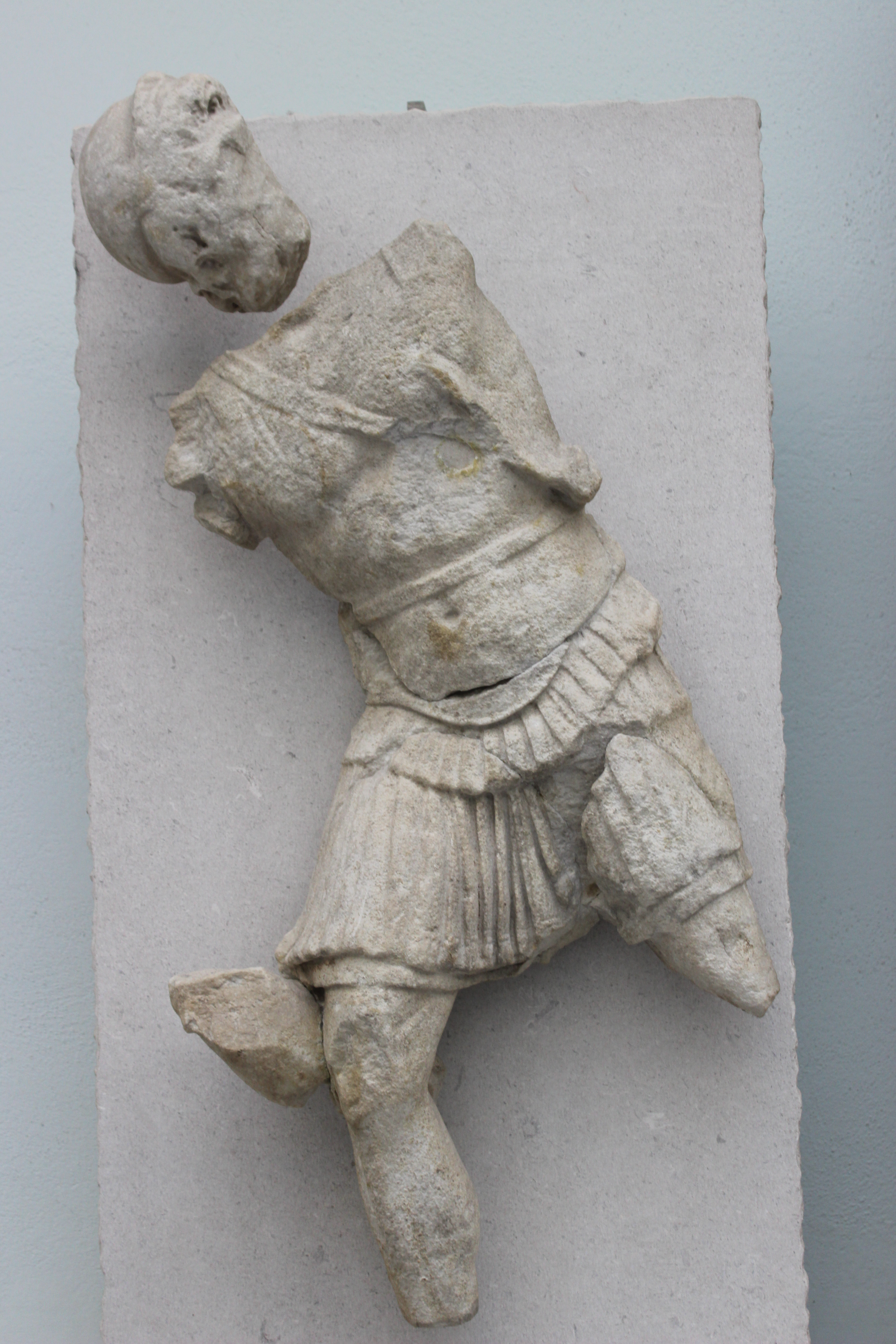
23. Nirée
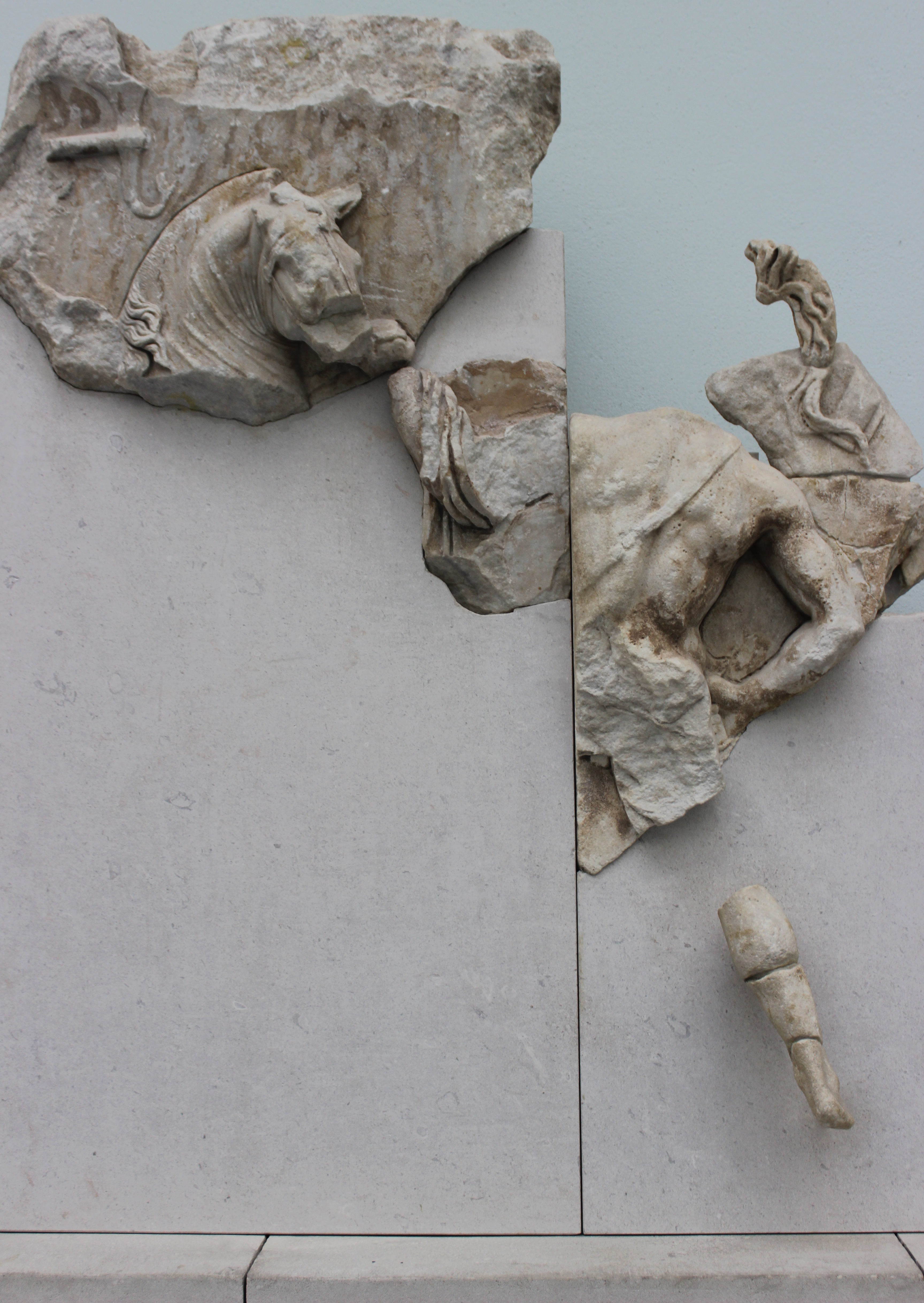
24-25. Le cheval de Hiéra immobilisé.
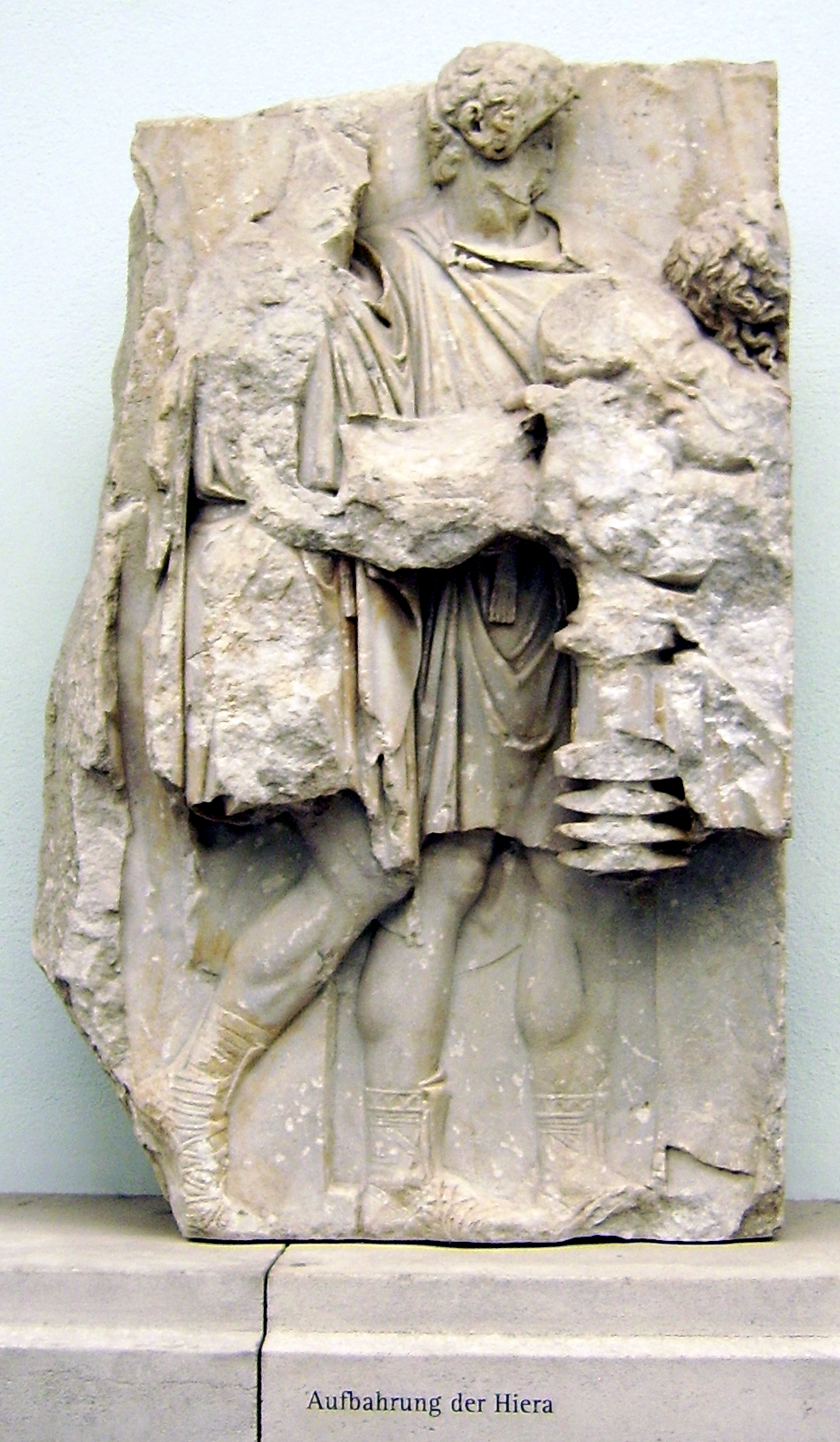
51. Lit funéraire de Hiéra.
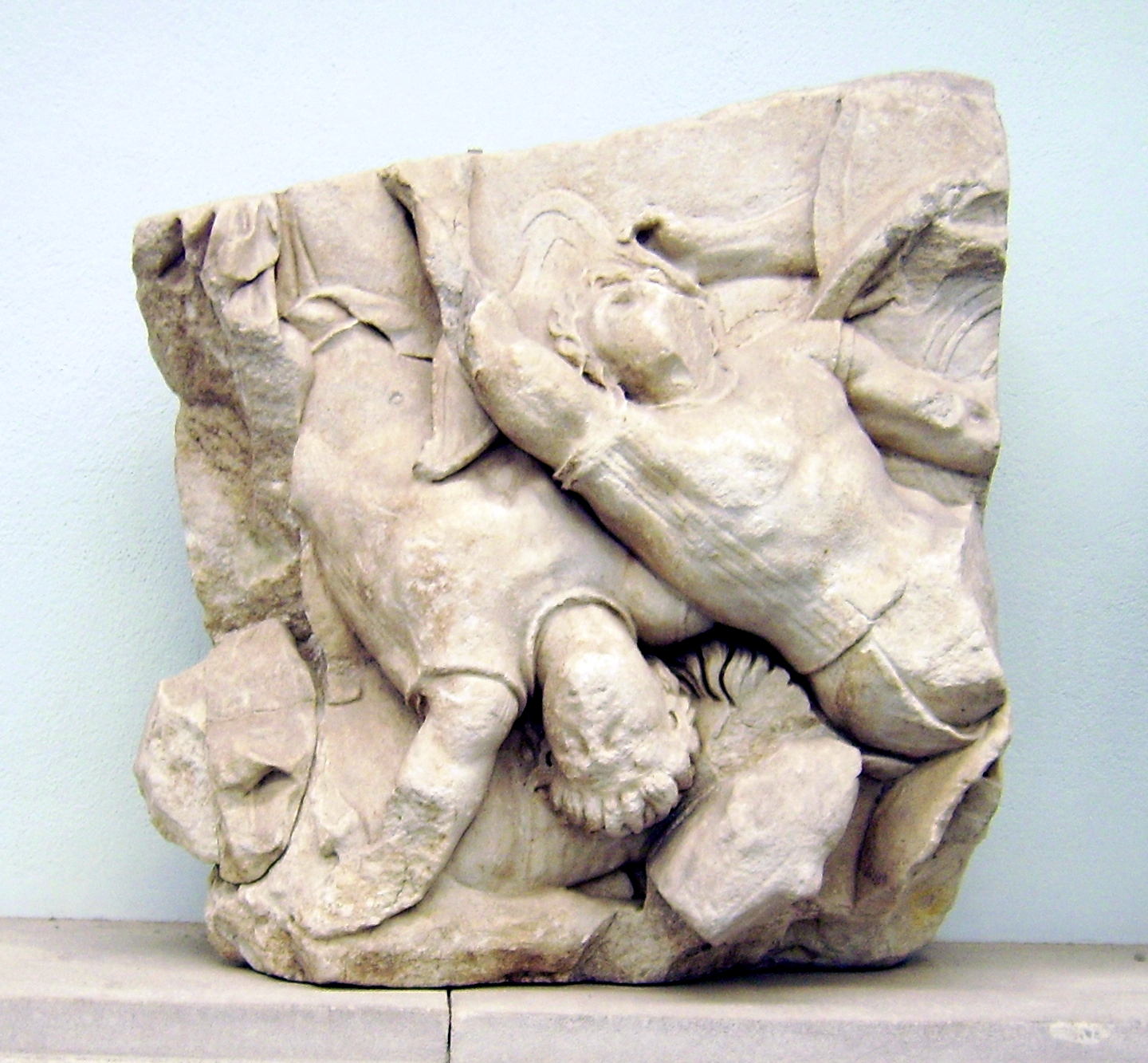
25. Cadavres des Scythes.
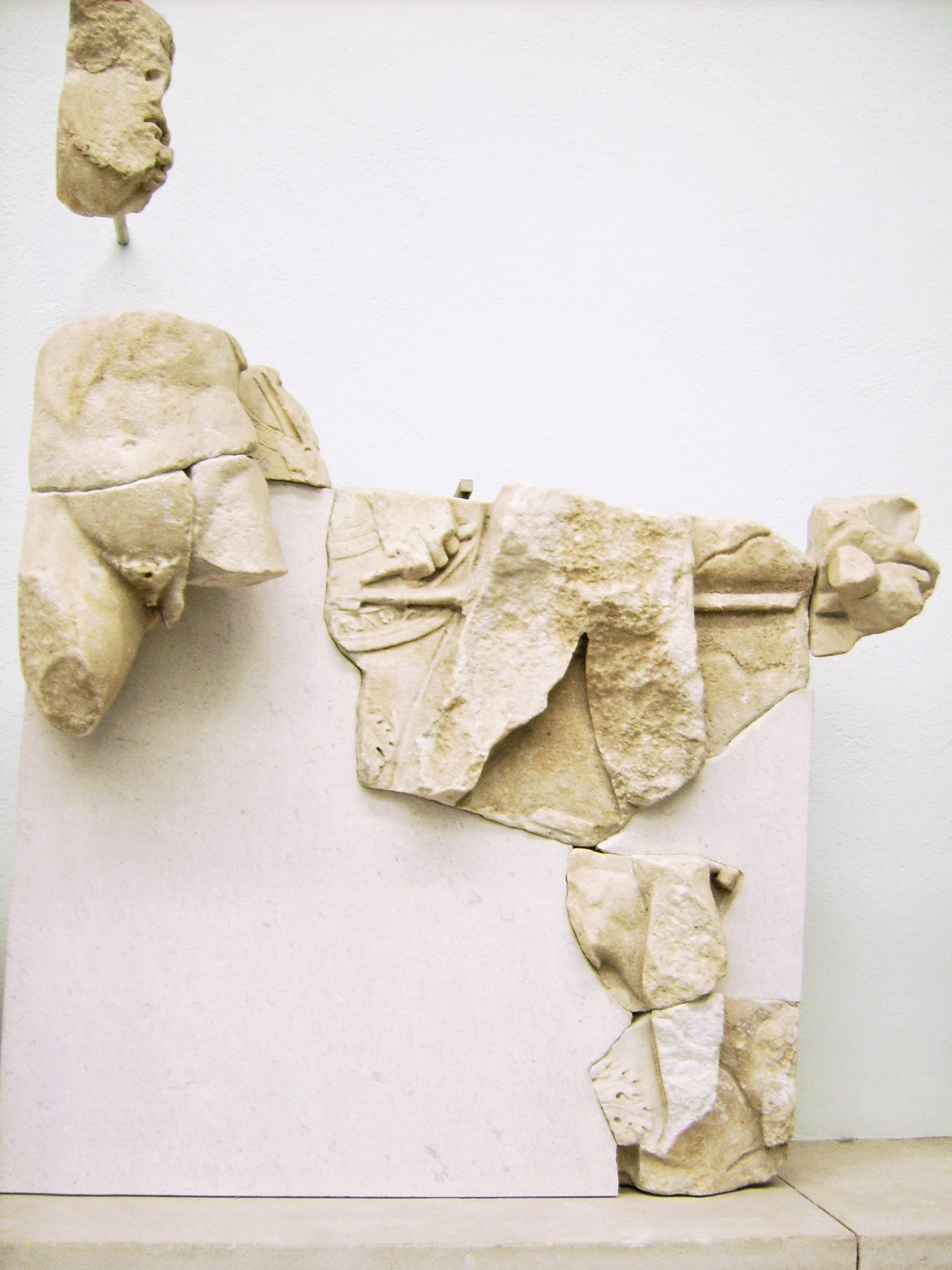
30. Achille blesse Télèphe.
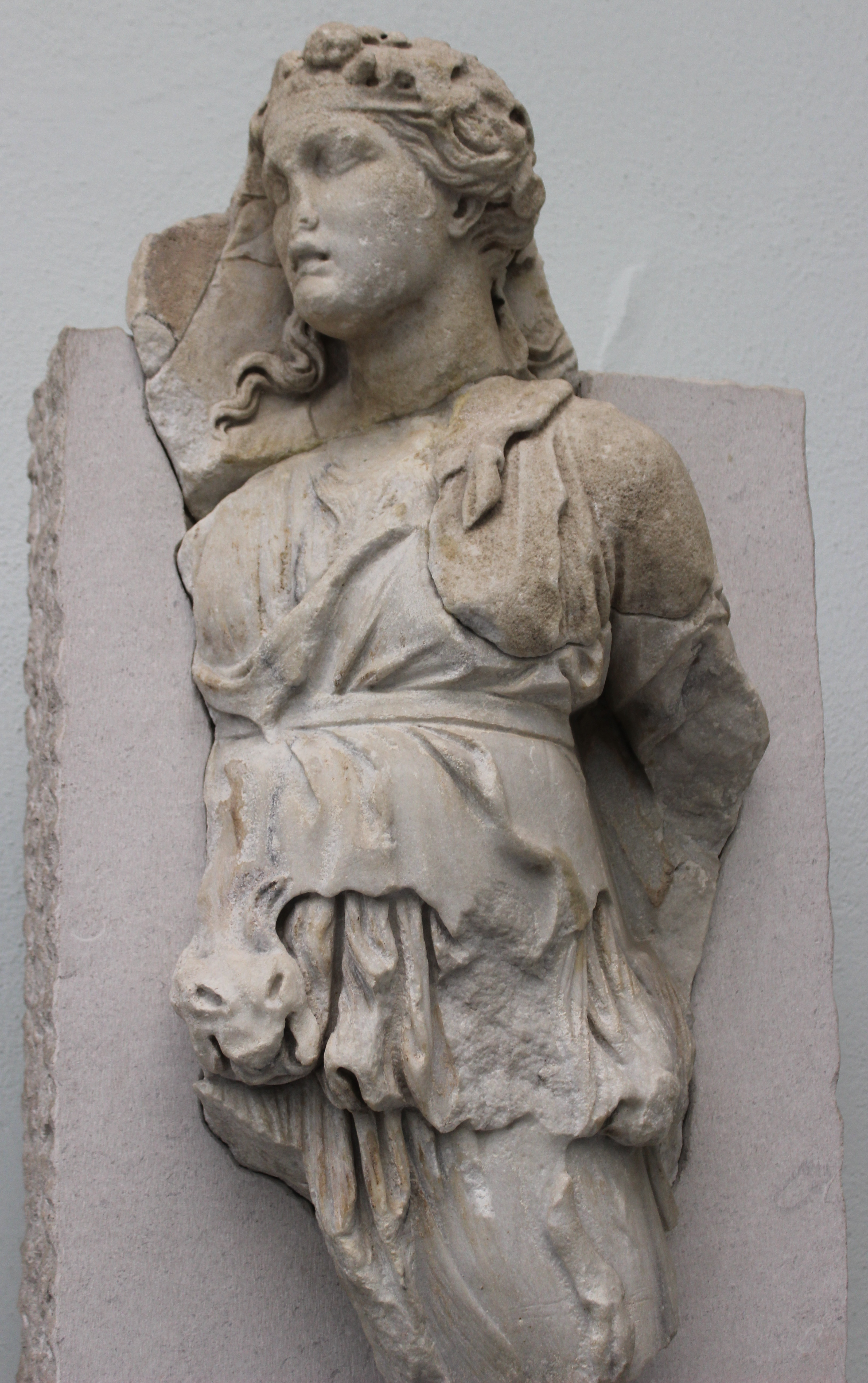
31. Apparition de Dionysos.

La blessure de Télèphe ne guérit pas. Pour trouver quel remède fermera cette blessure, il va consulter à Patara, en Lycie, l'oracle d'Apollon, qui répond que « ce qui a causé la blessure, va aussi la guérir ». Le panneau 32 montre un officiant barbu en costume oriental levant le bras devant une statuette d'Apollon. Télèphe revient en Grèce, sur les panneaux 34 et 35, son navire est tiré sur le rivage et il débarque à Nauplie. Ce panneau termine le segment oriental de la frise. Panneaux 36 à 40 : sans être reconnu, Télèphe est accueilli à Argos, dans le palais d'Agamemnon. Lors du banquet qui lui est offert, il se fait connaître en découvrant sa cuisse blessée. Panneau 42 : devant la colère des Argiens, Télèphe prend en otage Oreste, le jeune fils d'Agamemnon, et se réfugie sur l'autel sacré. La jeune Iphigénie le regarde et se blottit aux pieds d'Agamemenon.

La blessure de Télèphe
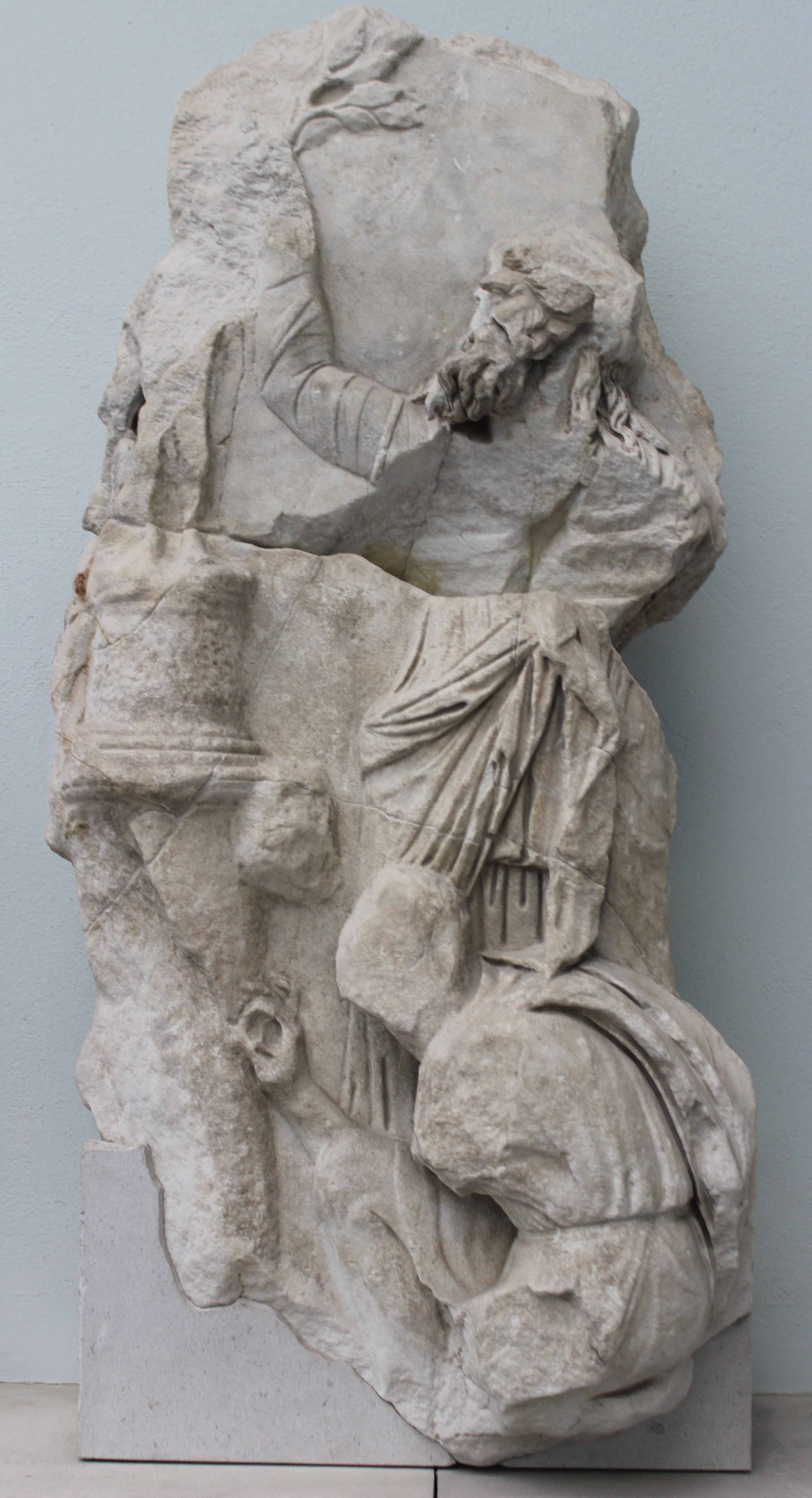
32. Télèphe consulte l'oracle.
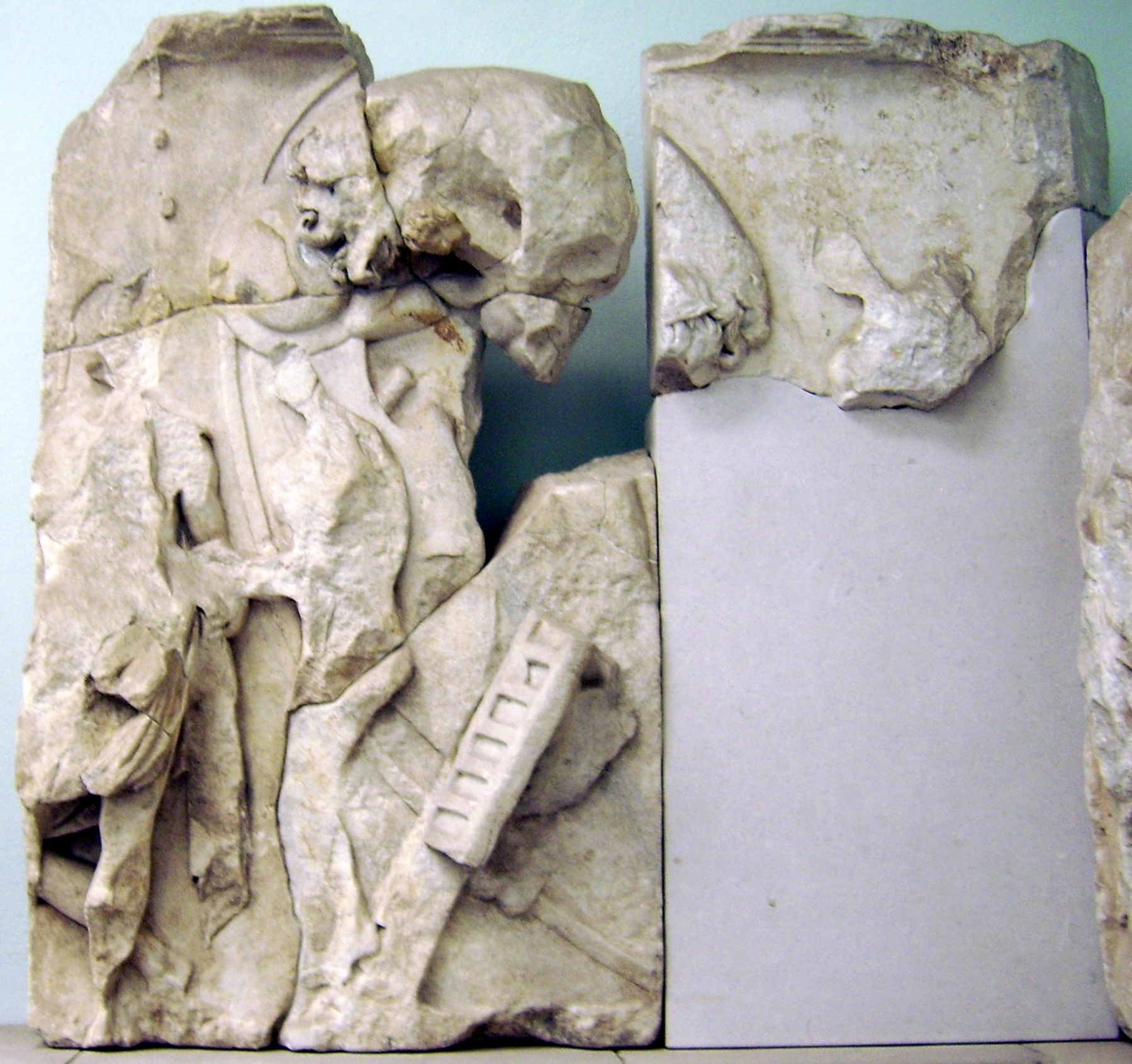
34-35. Télèphe arrive à Nauplie.
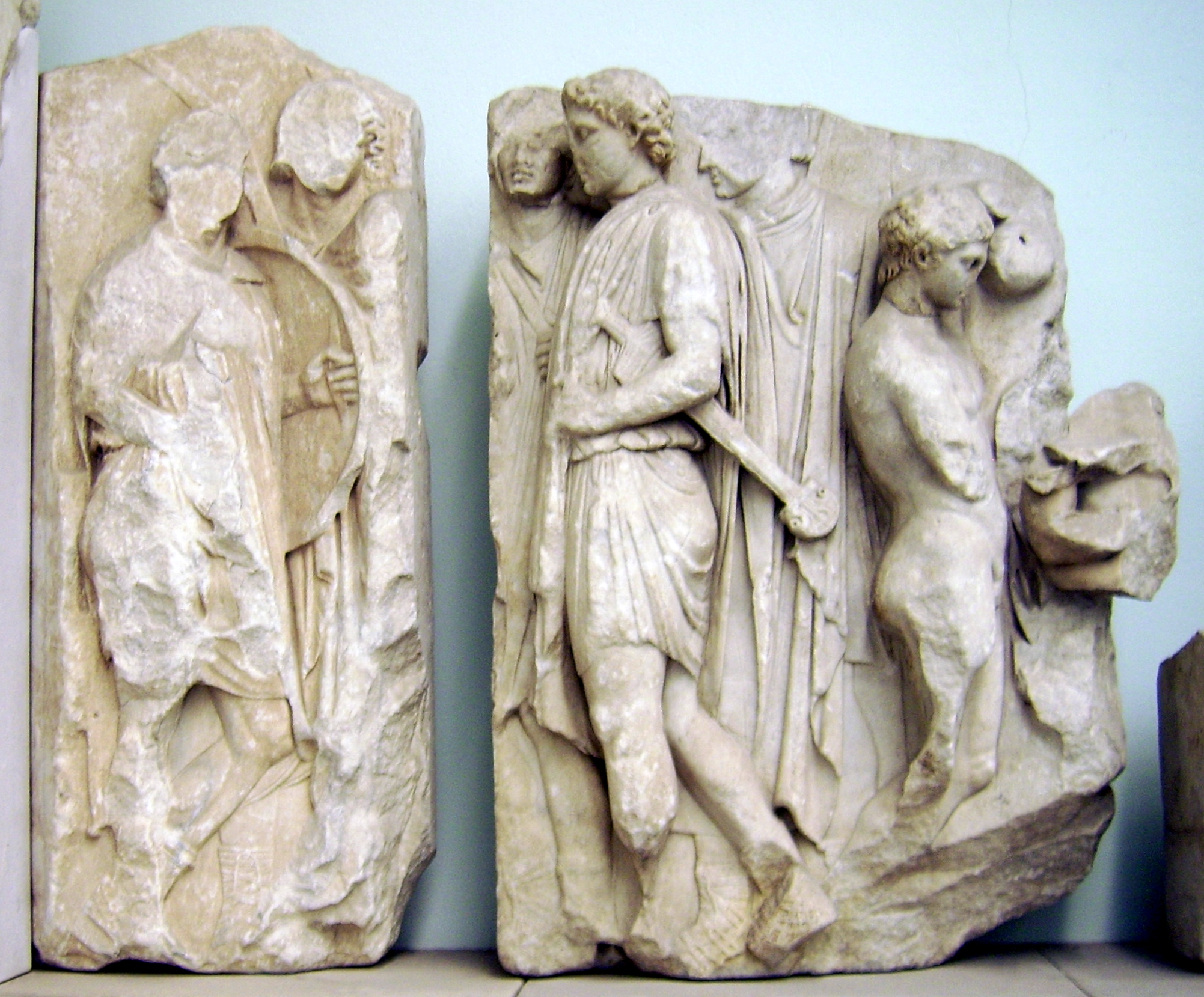
36-38. Les Argiens accueillent Télèphe.
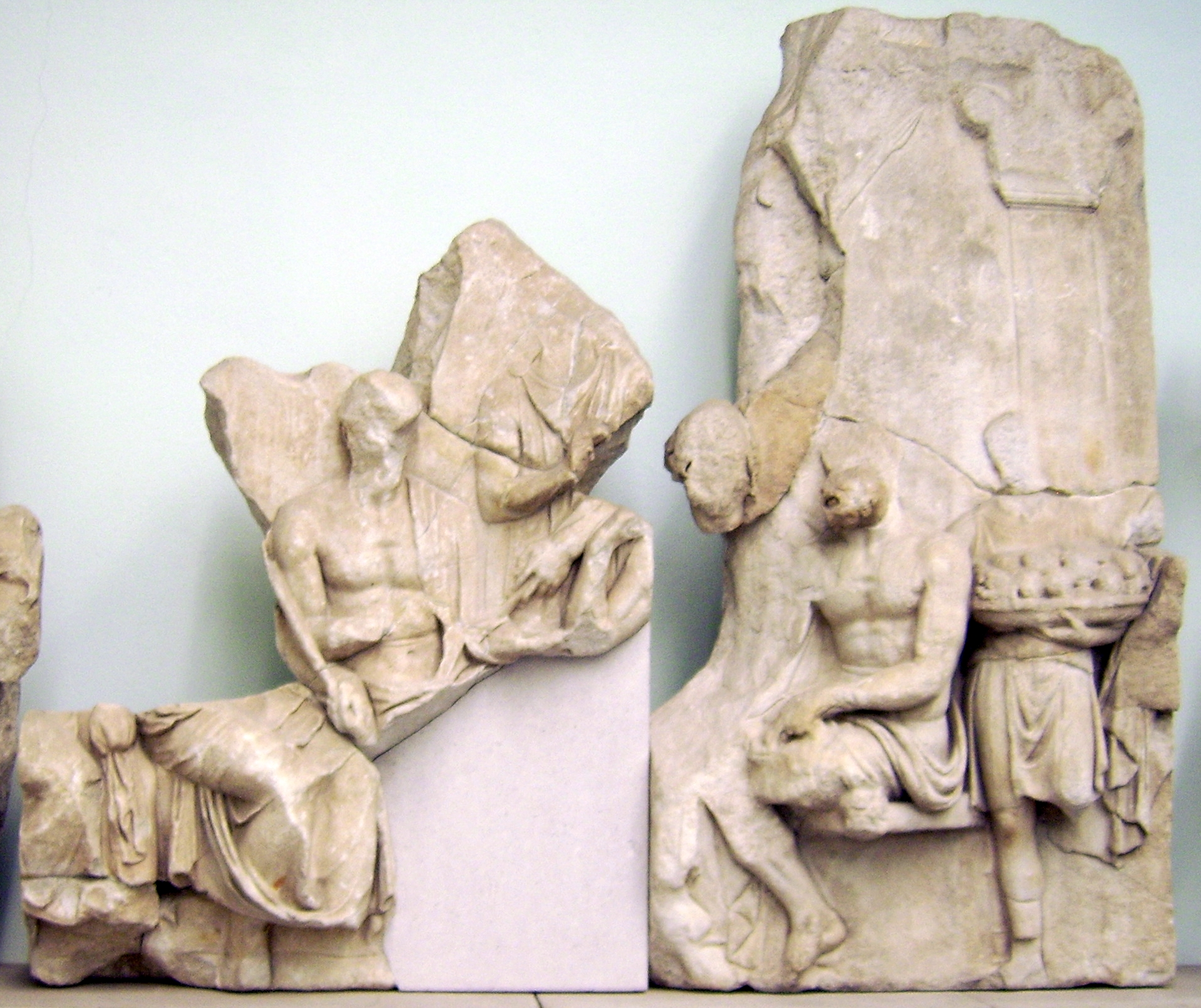
39-40. Banquet, Télèphe découvre sa blessure.
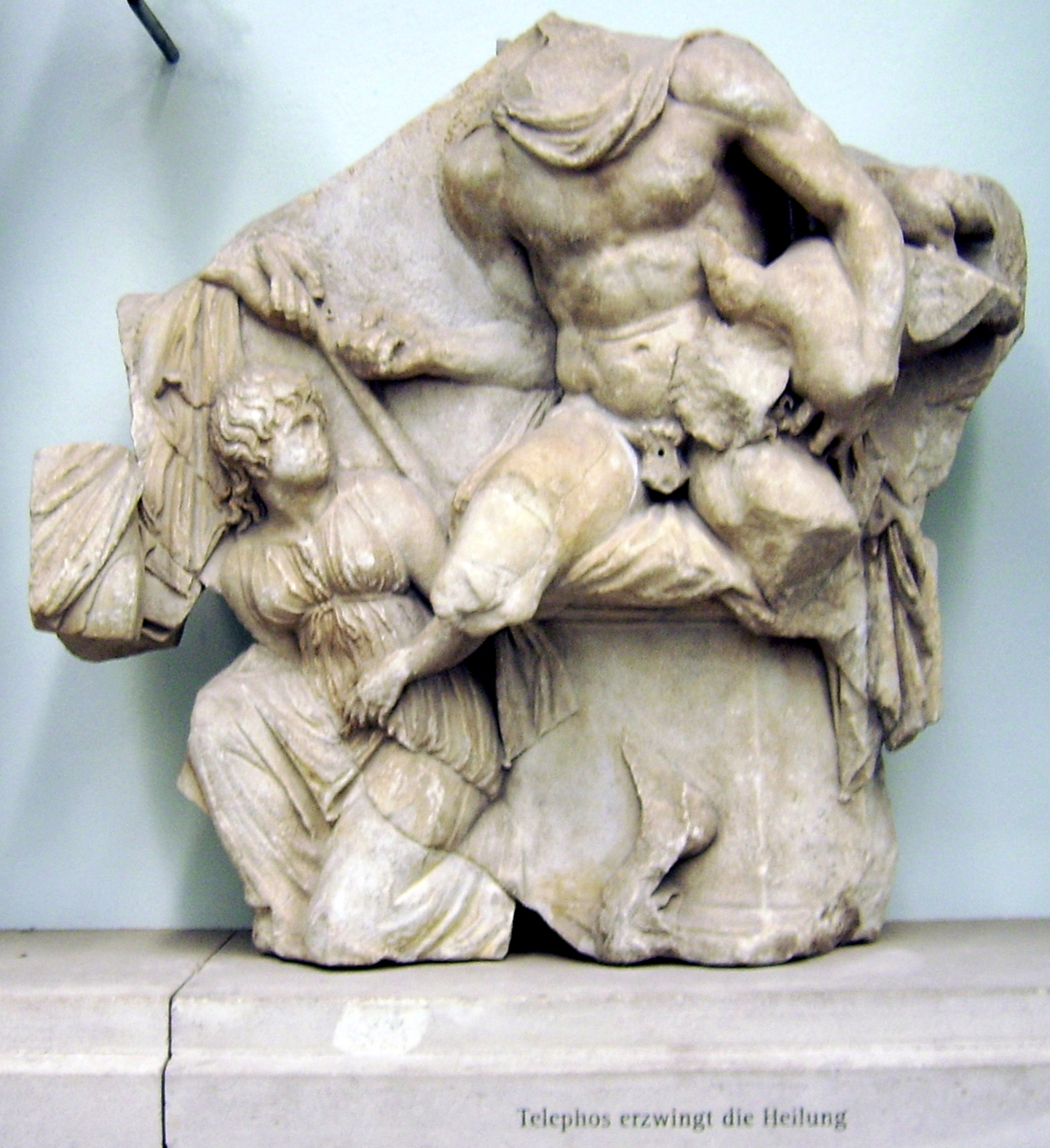
42. Télèphe menace de tuer Oreste.

Les scènes suivantes se passent en Mysie. François Queyrel situe lors de ce retour le panneau 51, qu'il interprète comme les funérailles d'Augé. Les panneaux 49 et 50 montrent la construction d'un autel, survolé par l'aigle de Zeus. Les personnages assis au pied de l'autel personnifient les rivières Sélinous et Kétios qui coulent au pied de Pergame. La scène se comprend comme la fondation de Pergame. La cérémonie dans le sanctuaire de Dionysos pourrait suivre cette fondation. Au panneau 47, une femme s'enfuit épouvantée par l'apparition de Dionysos. Le panneau 48 fait un angle et montre une femme près d'un lit, qui serait une pleureuse devant le lit funèbre de Télèphe, peut-être sa seconde épouse Astyoché.

Fondation de Pergame
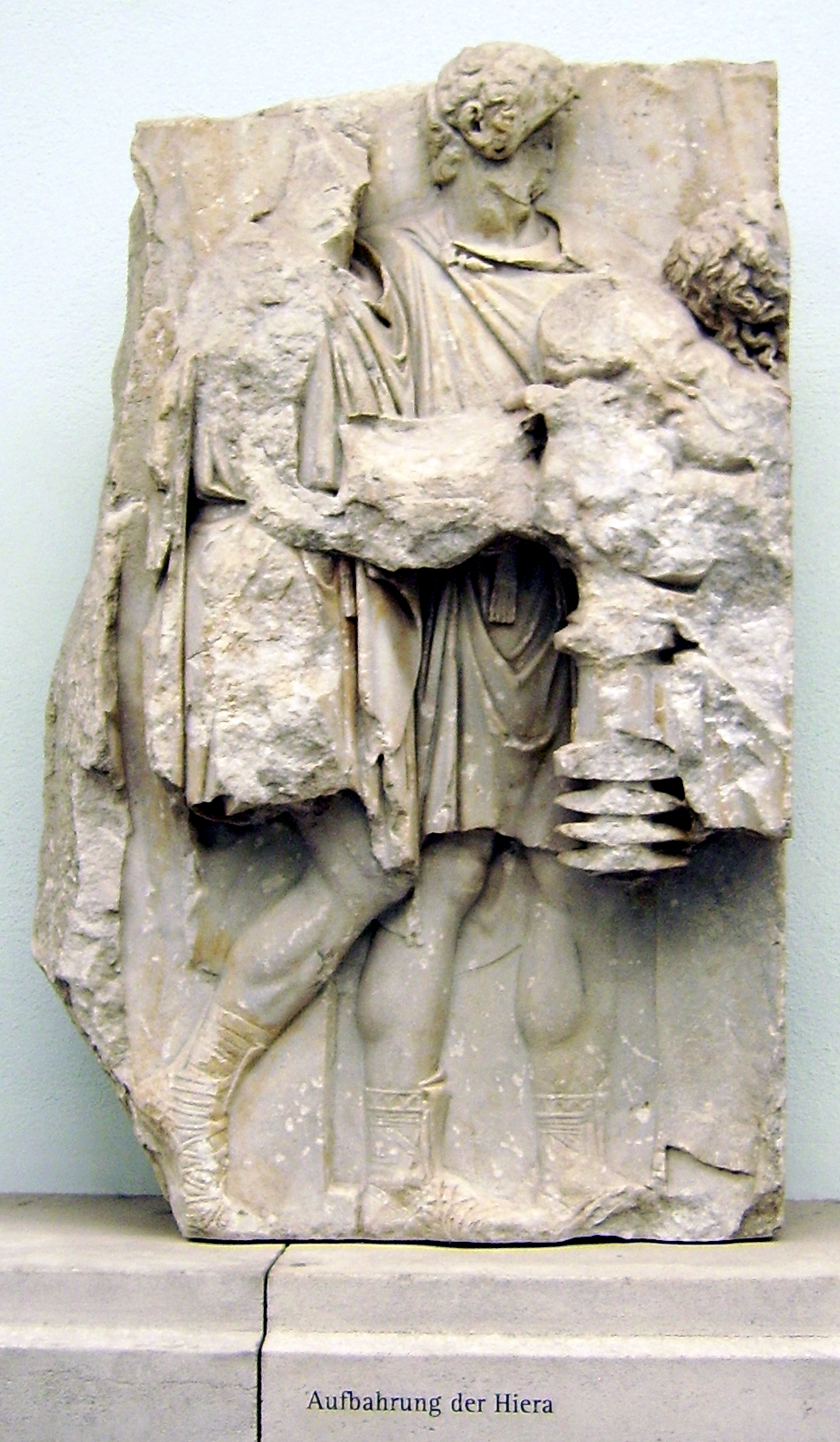
51. Lit funéraire d'Augé.
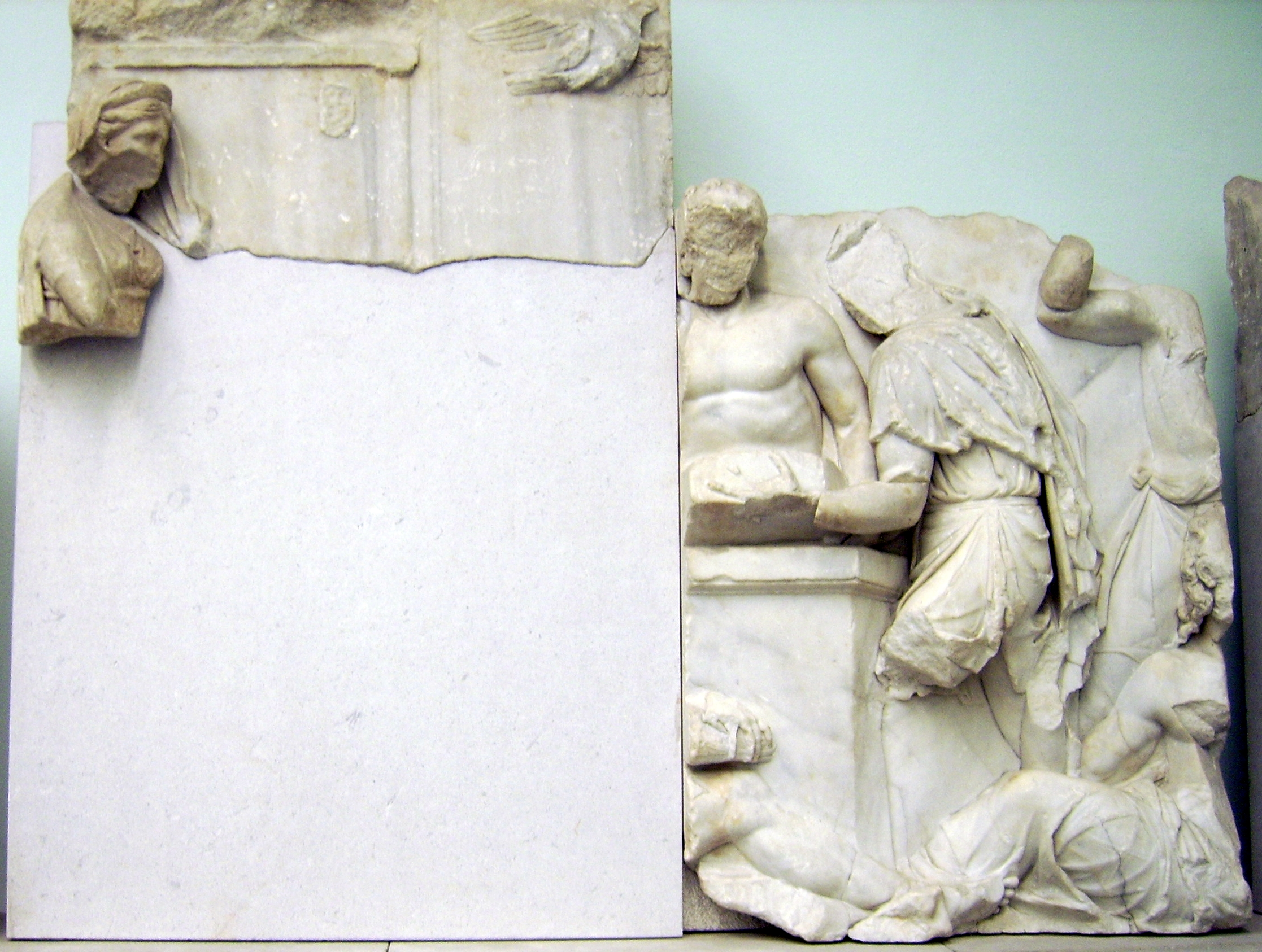
49-50. Fondation de Pergame.
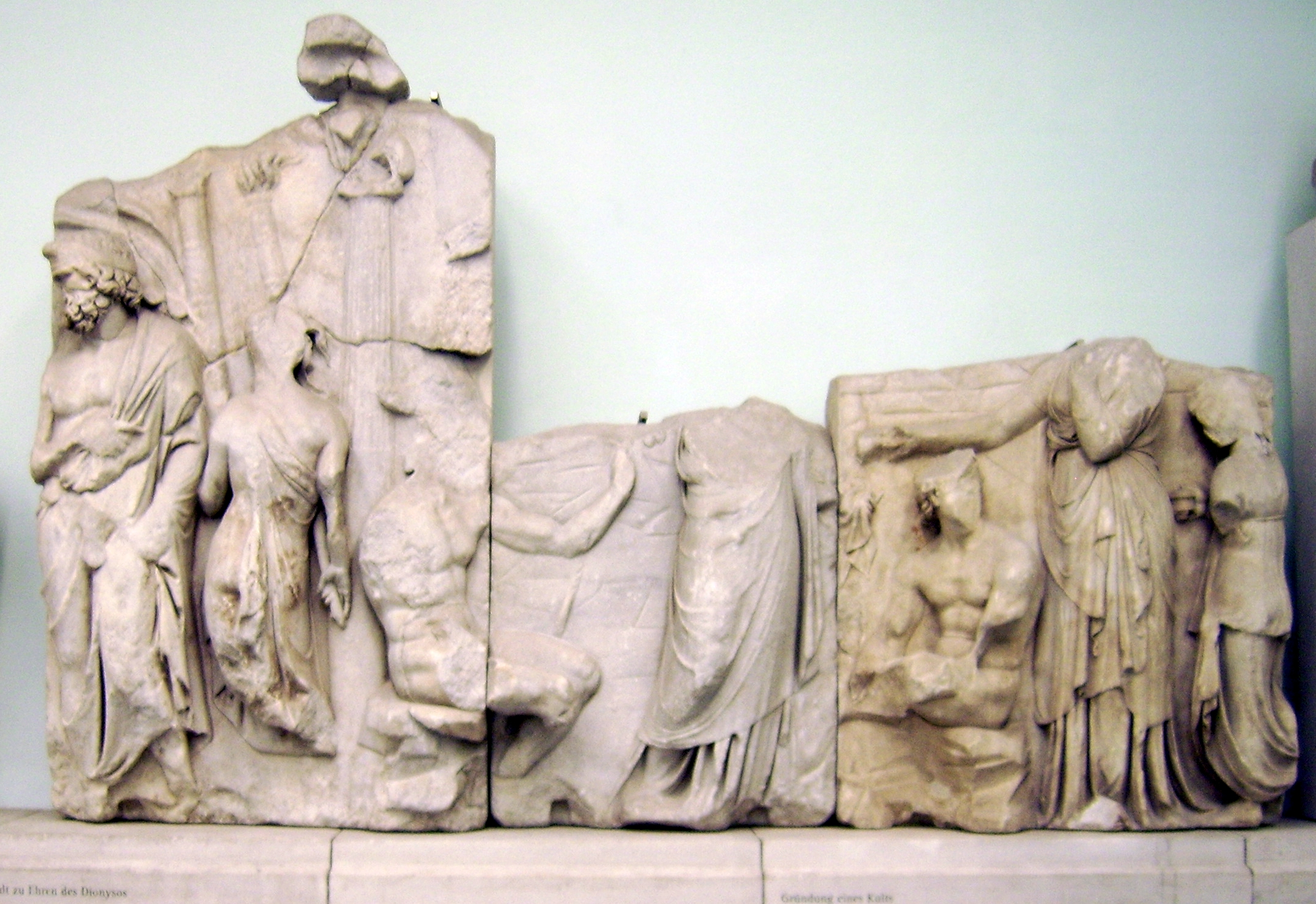
44–46. Cérémonie dans le sanctuaire de Dionysos.
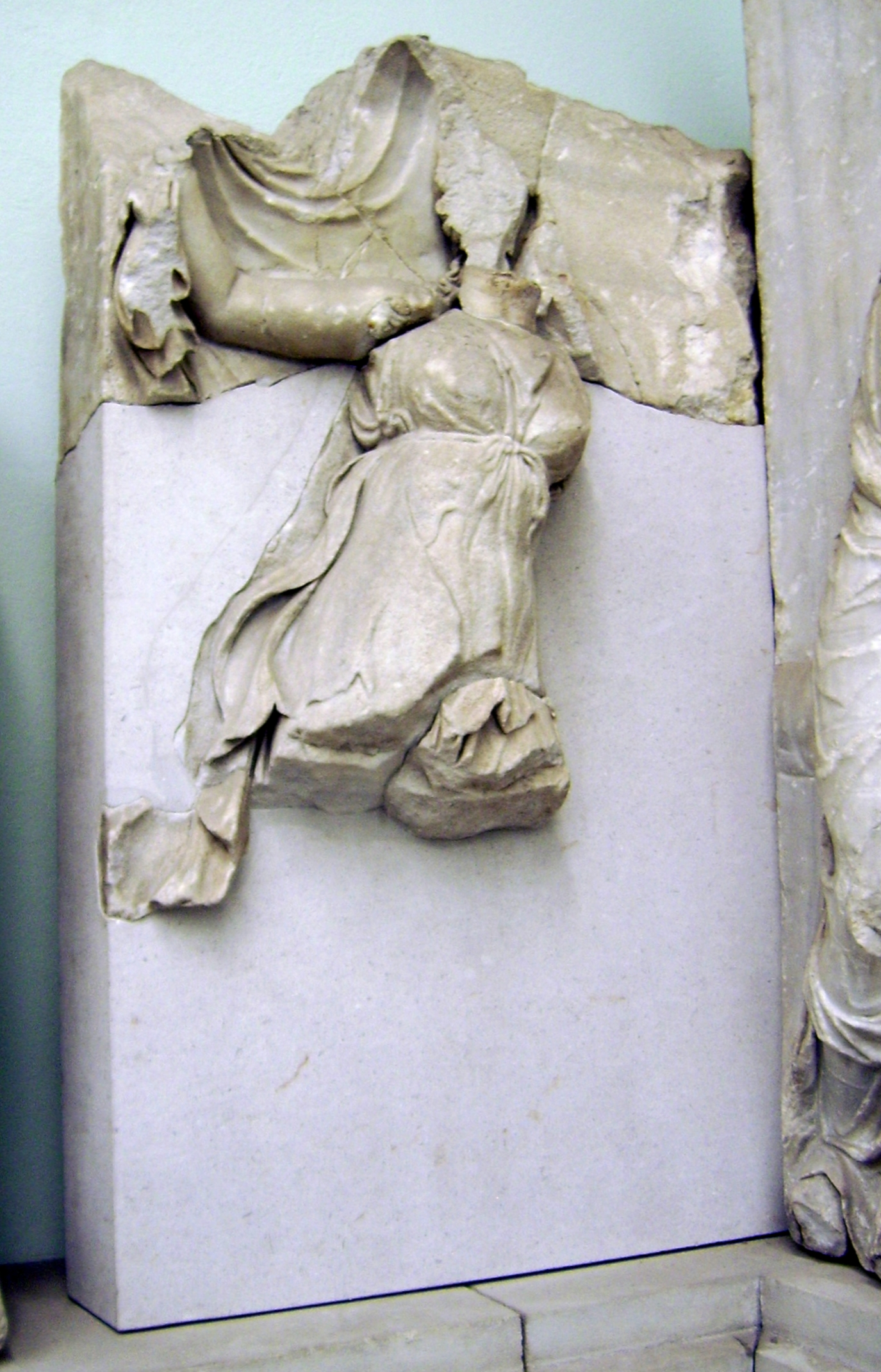
47. Femme épouvantée.
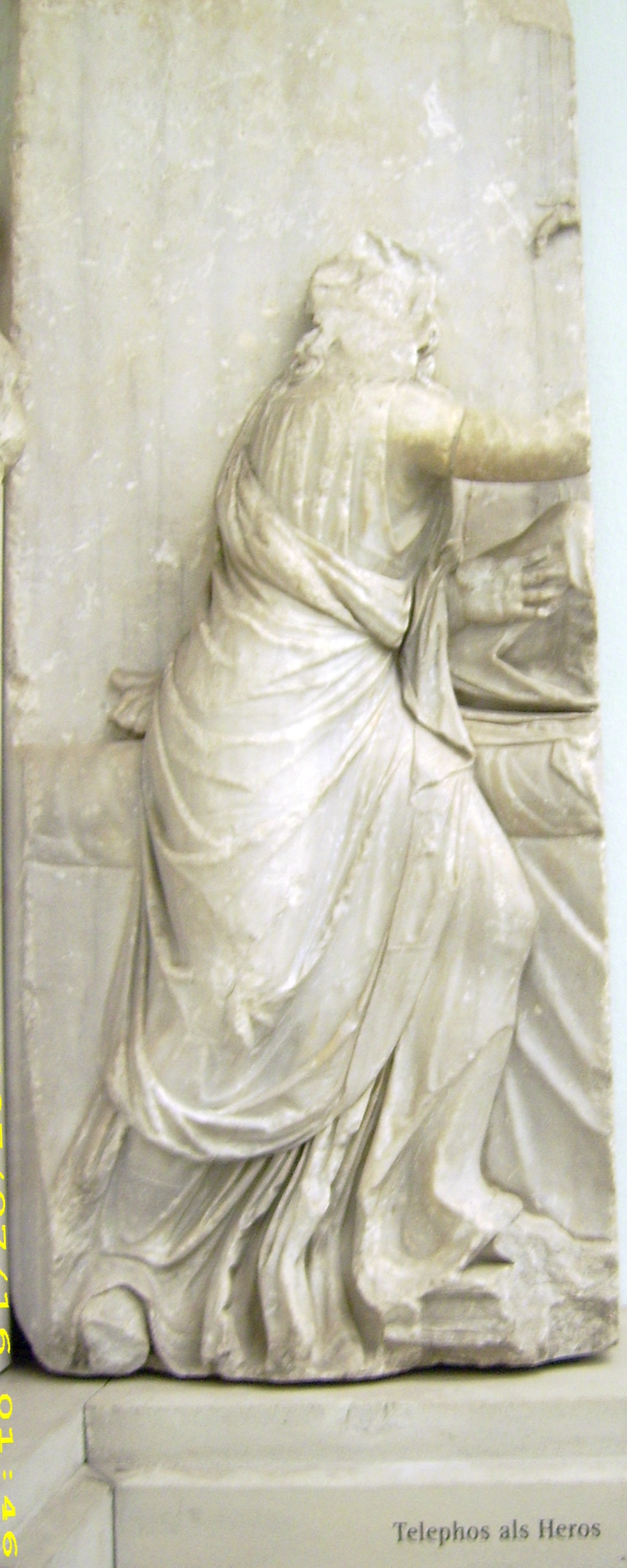
48. Pleureuse ?

## Découverte archéologique

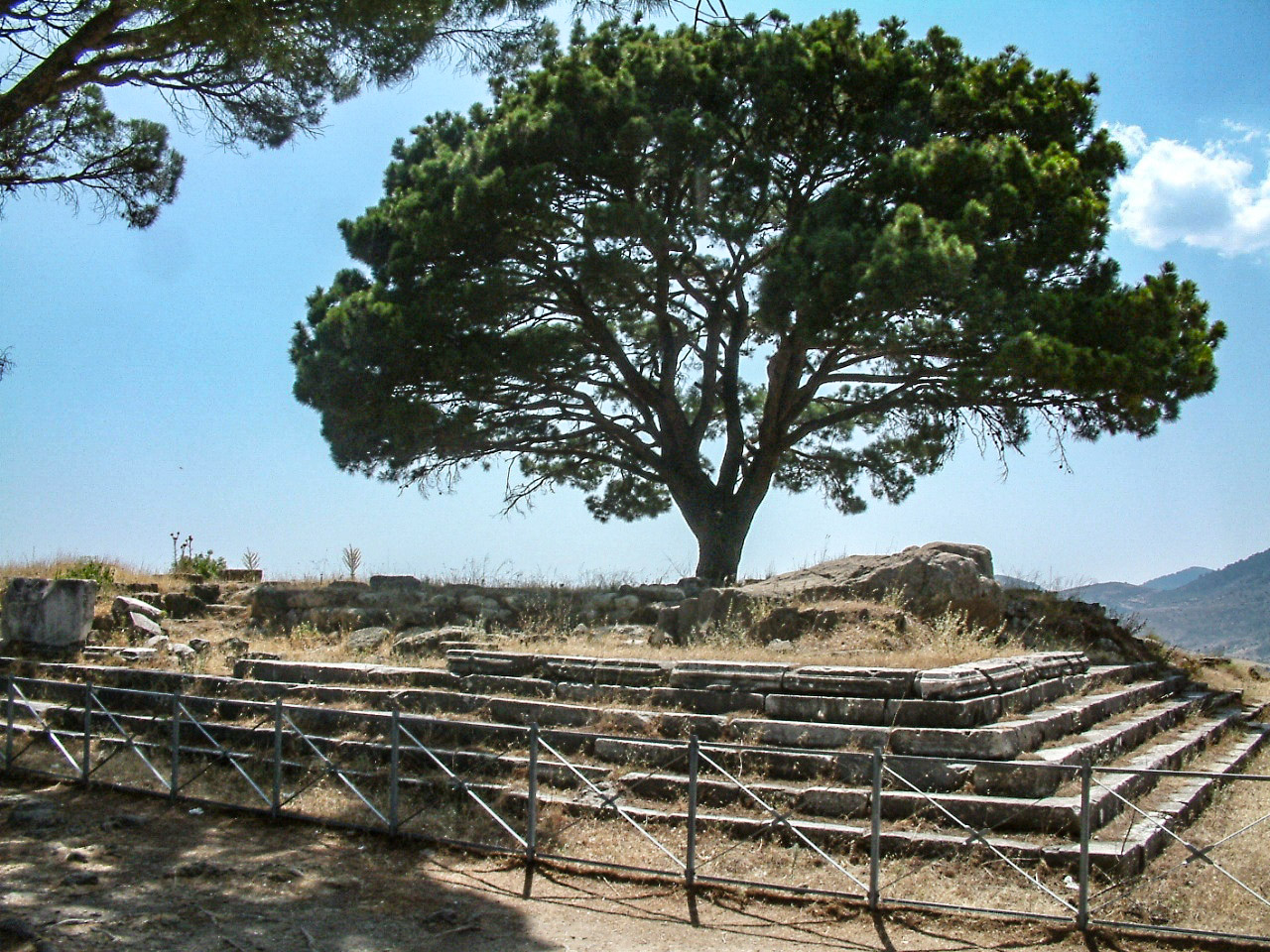
Emplacement de l’autel dans la moderne Bergama.

Il semble que l'autel avait disparu au XIIIe siècle, lorsque Théodore Lascaris, futur empereur de Nicée, visite les ruines de Pergame : il n'en fait aucune mention dans ses lettres. Charles Robert Cockerell en 1811 ne voit que des fragments d'un temple que les habitants des villages voisins transforment en pierres tombales.
L'architecte allemand Carl Humann a déjà travaillé sur Samos, où il a participé aux fouilles de l'Héraion en 1861, lorsqu'il passe une première fois à Pergame en 1864. Il entre au service de son frère, qui a obtenu le droit de construire des routes dans l'ouest de l'Empire ottoman. Il devient chef d'une équipe de 2 000 ouvriers, 1 000 bœufs, 500 chameaux, chevaux et mules, et il s'installe à Pergame en 1869, où il commence à rassembler des objets archéologiques au hasard de découvertes fortuites.
En 1871, lorsque Ernst Curtius, professeur d'archéologie à Berlin, lui rend visite, il a déjà dégagé un certain nombre de sculptures de combattants, reconnues comme éléments d'une Gigantomachie. Curtius l'encourage à les faire parvenir à Berlin et publie des articles pour faire connaître ces découvertes.
En décembre 1871, dans un mur byzantin de l'acropole de Pergame, on trouve un panneau de marbre avec la figure sculptée d'un Géant. Humann reconnaît qu'il est en présence d'un chef-d'œuvre, même s'il croit que la frise provient du temple d'Athéna tout proche. Le panneau est envoyé immédiatement à Berlin. En 1878, Alexander Conze, nouveau directeur de la collection de sculptures du musée de Berlin, trouve chez Lucius Ampelius une référence à un « autel des Géants », permettant ainsi une identification précise. Conze s'empresse d'écrire à Humann pour en faire son représentant sur place afin de retrouver les autres parties de l'autel.

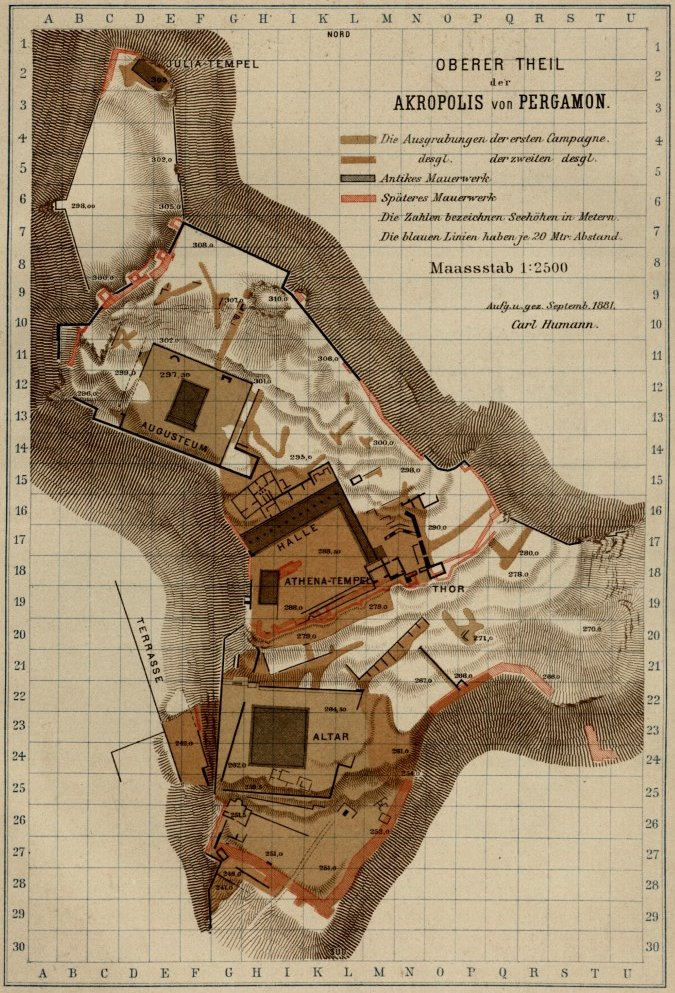
Plan des fouilles, 1880-1881.

En août 1878, le gouvernement allemand obtient des Ottomans un firman lui permettant de fouiller sur l'acropole de Pergame. Un premier accord est signé : un tiers des trouvailles pour le propriétaire du terrain, un tiers pour le découvreur et un tiers pour l'État ottoman. L'ambassadeur réussit d'abord à obtenir les deux premiers tiers pour Berlin. À la suite d'un nouvel accord entre l’Allemagne et l'Empire ottoman, les pièces de l’autel sont déplacées à Berlin à partir de 1879. Le gouvernement ottoman souhaite d’abord que les découvertes soient partagées, mais l’influence allemande, la faiblesse politique de l’Empire ottoman à la suite de sa défaite contre la Russie, le rôle de médiateur joué par Bismarck lors du congrès de Berlin, et un paiement de 20 000 marks permettent à l’Allemagne de récupérer l’intégralité des pièces.
Les fouilles se déroulent en trois campagnes : 1878-1879, 1880-1881 et 1883-1886. La première campagne débute le 9 septembre 1878. Carl Humann choisit comme emplacement de fouilles une terrasse de l'acropole qui offre une vue dégagée vers l'est, vers le sud et vers l'ouest, entre la muraille byzantine où il a découvert des reliefs et la muraille attalide. Le 24 septembre, dix-sept panneaux complets ou fragmentaires ont été découverts. Fin décembre, 800 mètres cubes de terre ont été déplacés, révélant trente-neuf panneaux de la Gigantomachie et quatre de la frise de Télèphe, près de huit cents fragments, une dizaine de statues et trente inscriptions. Avant 1901 et la construction du « musée de Pergame » de Berlin, quatre-vingt-quatorze panneaux de la frise et deux mille fragments sont découverts. Il faut une demi-journée à vingt hommes pour faire descendre un panneau depuis l'Acropole. Si Humann réussit très rapidement à se faire une idée du plan de l'autel, grâce à la position de la frise, il faut cependant attendre longtemps, et le dégagement complet de celle-ci pour trouver le premier vestige architectural. Il faut 1 300 jours de travail pour dégager l'autel du mur byzantin. Humann fait même construire une route pour faciliter l'évacuation des marbres. Il la fait détruire ensuite, pour qu'elle ne profite à personne d'autre. Une nouvelle jetée est construite pour permettre l'embarquement. Pour éviter que les Ottomans ne voient réellement ce qui avait été découvert, Humann laisse le ciment byzantin sur la frise et la fait transporter face vers le bas. Il réussit aussi à acheter les quelques fragments qui ont été découverts plus tôt par d'autres et qui étaient à Constantinople.

## Interprétations
Les éléments archéologiques n'offrent guère d'indications sur la destination cultuelle du Grand Autel, ce qui laisse un large champ aux hypothèses.

### Autel de Zeus
L'attribution à Zeus est la plus courante, au point que l'autel est souvent dénommé « Grand Autel de Zeus ». L'expression date de 1878 et vient de l'archéologue Alexander Conze. Après avoir identifié le monument comme le « Grand Autel de Pergame » grâce au texte de Lucius Ampelius, il fait le rapprochement avec un autre passage de Pausanias le Périégète qui mentionne un autel de Zeus à Pergame. La découverte sur le site antique d'inscriptions évoquant un autel de Zeus Sôter prouve effectivement l'existence d'un tel autel, mais il est situé dans l'agora du haut, en contrebas du Grand Autel.

### Autel d'Athéna
Le temple d'Athéna, fille de Zeus et protectrice de Pergame, domine la terrasse du Grand Autel. Les deux monuments, liés par leur implantation spatiale, seraient aussi religieusement associés. Cette hypothèse et la précédente ont été fusionnées en faisant du Grand Autel l'autel de Zeus et d'Athéna, avec l'argument que ces deux divinités sont réunies sur la frise occidentale de la Gigantomachie.

### Autel dédié aux douze dieux et à Eumène divinisé
Une inscription a été découverte en 1871 dans le village proche des ruines d'Élaia, le port antique de Pergame. Elle donnait des prescriptions pour l'accueil du roi Attale III au retour de sa victoire : « ceux qui en ont le droit devront porter la couronne des Douze dieux et du roi Eumène divinisé », ce qui témoigne de l'existence à Pergame d'un culte commun aux douze dieux et à Eumène II, défunt et divinisé. Un précédent historique d'un tel regroupement cultuel d'un souverain défunt et des Olympiens est observé avec le culte d'Alexandre le Grand à Alexandrie et à Délos.
Louis Robert suggère en 1984 que le Grand Autel servait au culte commun des douze dieux, tel qu'il est illustré notamment sur le Parthénon. En effet, dans la Gigantomachie, sept Olympiens figurent sur la face occidentale (Zeus, Héra, Athéna, Arès, Déméter, Apollon et Artémis), quatre au nord (Aphrodite et Poséidon, ainsi que Hermès et Héphaistos identifiés par François Queyrel) et Dionysos à l'ouest. Argument supplémentaire, Héraclès a d'après Pindare fondé le culte des Douze dieux à Olympie, et sa présence dans les décors du Grand Autel est fondamentale, tant comme allié des Olympiens dans la gigantomachie, que comme père de Télèphe. Selon Philippe Hamon et François Queyrel, le Grand Autel, dédié aux douze dieux, a été associé au culte d'Eumène II, après l'apothéose de ce dernier en 158 av. J.-C. et lors de la consécration du monument.

### Autel à Zeus et Héraclès
Françoise-Hélène Massa-Pairault récuse la consécration de l'autel aux douze dieux et à Eumène divinisé, et l'attribue à Zeus et à Héraclès.

## L'autel à l'époque contemporaine

### Seconde Guerre mondiale
Pendant la Seconde Guerre mondiale, le Grand Autel est démonté et caché en 1941 dans les caves de la Reichsbank, puis en 1942 dans un abri anti-aérien du Tiergarten, tandis que la salle dédiée du musée de Pergame est sévèrement endommagée par les bombardements. Après mai 1945, les Soviétiques s'en emparent et le transfèrent dans les réserves du musée de l'Ermitage à Leningrad (maintenant Saint-Pétersbourg). Le musée de Pergame étant dans la zone d'occupation soviétique en Allemagne, le Grand Autel est restitué à l'automne 1958 et remonté selon la présentation d'avant guerre. La salle d'exposition, reconstruite, est ouverte le 4 octobre 1949.

### Postérité
En 1995, l'utilisation de l'image du Grand Autel pour la candidature de Berlin à l'organisation des Jeux olympiques d'été de 2000 provoque une certaine agitation dans la presse allemande. En effet, l'invitation par le Sénat de Berlin des membres du Comité exécutif du Comité international olympique à un repas devant l’autel rappelait une invitation similaire du ministre de l'intérieur nazi Wilhelm Frick lors de la candidature de Berlin pour les Jeux olympiques d'été de 1936.

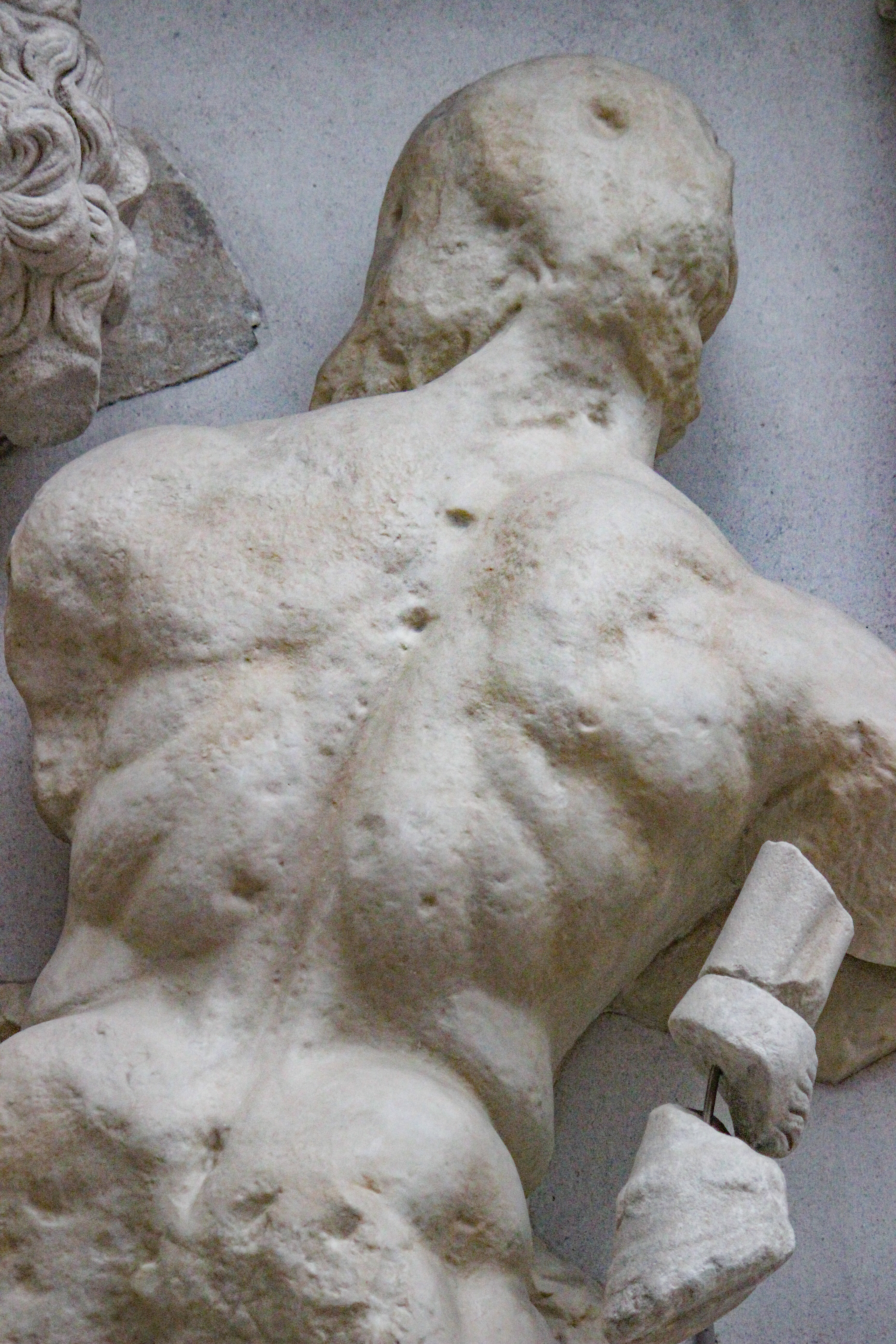
Torse de la collection Arundel, inséré dans la frise sud.

Une restauration urgente de la frise de Télèphe est réalisée en 1993-1994, pour remédier à la corrosion des fixations en fer des panneaux. Ces travaux préparent des expositions itinérantes aux États-Unis et à Rome. La frise de Télèphe est exposée au Metropolitan Museum of Art de New York du 16 janvier au 14 avril 1996, puis au musée des Beaux-Arts de San Francisco du 4 mai au 8 septembre 1996, enfin au Palazzo Ruspoli à Rome du 5 octobre 1996 au 15 janvier 1997.
La frise de la Gigantomachie est à son tour nettoyée et restaurée entre 1994 et 2004. Ces travaux permettent quelques rectifications de reconstitutions antérieures et l'ajout de moulages de fragments conservés dans d'autres musées, dont un torse de la collection Arundel, acquis sur le site de Pergame en 1625 et récupéré en Angleterre en 1960,.

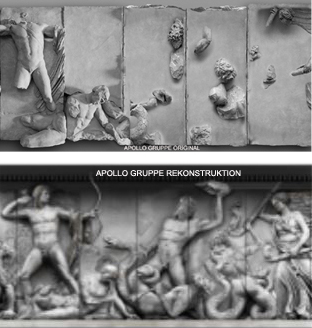
Original et reconstitution du groupe d'Apollon de l’autel de Pergame. Photo : Andreï Alexander.

En 1998 et à nouveau en 2001, le ministre turc de la Culture İstemihan Talay exige la restitution de l’autel et d’autres artefacts. Toutefois, la demande n’a aucun caractère officiel. En général, le Staatliche Museen de Berlin, comme d’autres musées en Europe et en Amérique, exclut les retours possibles d’œuvres d’art anciennes à quelques exceptions près.
Du 22 avril 2013 au 21 juillet 2013, l’installation photographique de 30 × 4 mètres nommée Pergamon 2nd Life (« Seconde vie de l'autel de Pergame ») est exposée au musée des Beaux-Arts Pouchkine à Moscou. Elle propose une reconstitution fictive d’inspiration artistique des parties manquantes de la frise géante de la Gigantomachie, réalisée par la productrice allemande Angelika Gebhardle et le photographe russe Andrey Alexander,. Puis le montage photographique est présenté du 30 juin 2015 au 2 août 2015 au musée d'Architecture Chtchoussev de Moscou. Il est ensuite exposé en Allemagne du 31 octobre 2017 au 9 février 2018 à Munich, au musée des Moulages d’œuvres d’art classiques.
L’autel de Pergame, qui a donné son nom au musée, et les salles d’architecture hellénistique sont en cours de rénovation. Depuis l'automne 2014, le célèbre autel de Pergame n’est plus accessible au public en raison de restaurations importantes.  Mais en 2023, date envisagée pour la réouverture, l'importance des travaux provoque l'annonce du report d'une réouverture du musée en 2037, avec — peut-être — un accès au Grand Autel en 2027.

### Note
1. 1 2  Ces inscriptions sont en caractères grecs, mais Queyrel les retranscrit en caractères latins.